# Biserica de lemn din Cristești

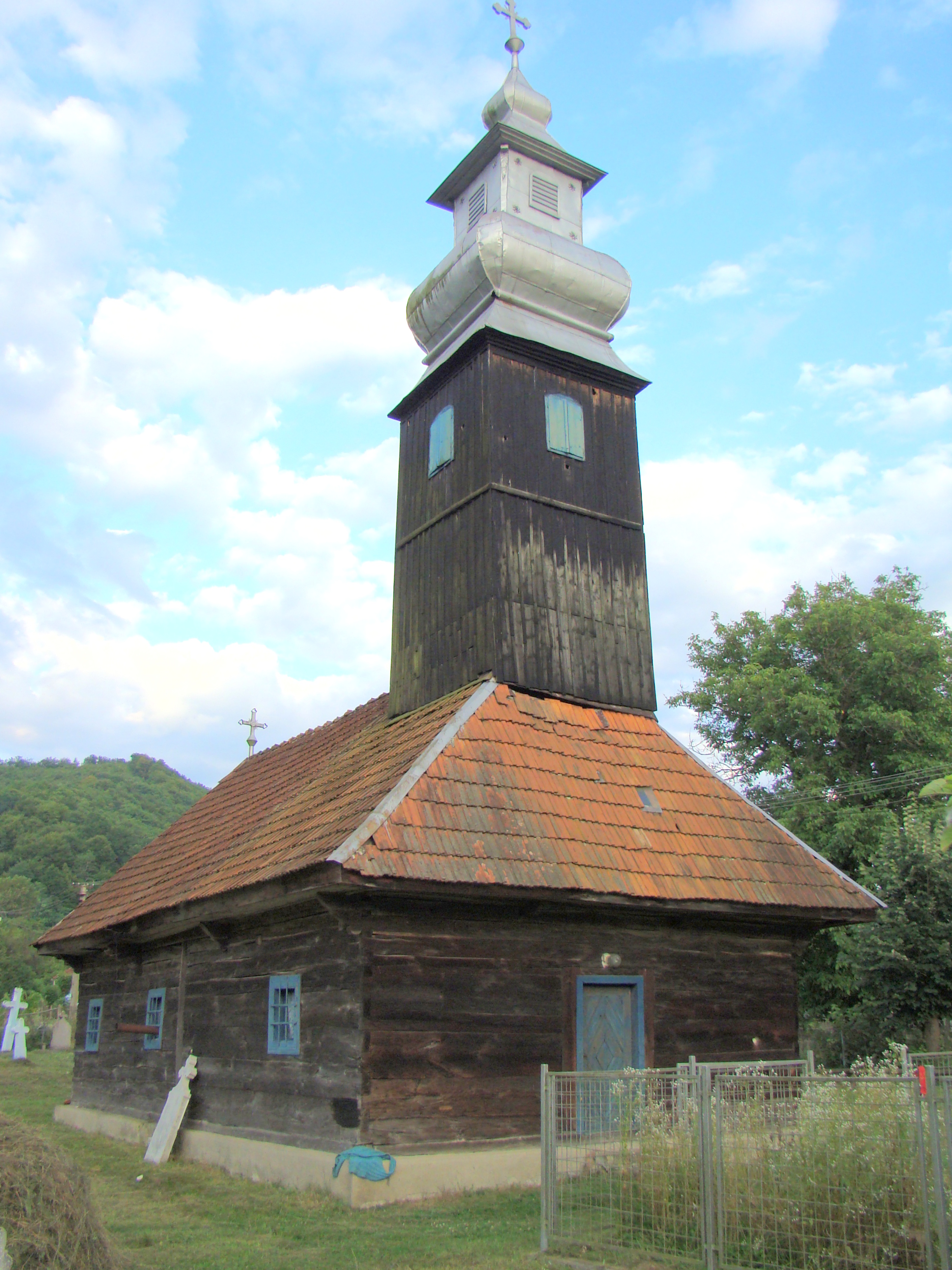
Biserica de lemn „Sf.Arhangheli” din Cristeşti, comuna Hălmagiu, județul Arad, foto: iulie 2009.

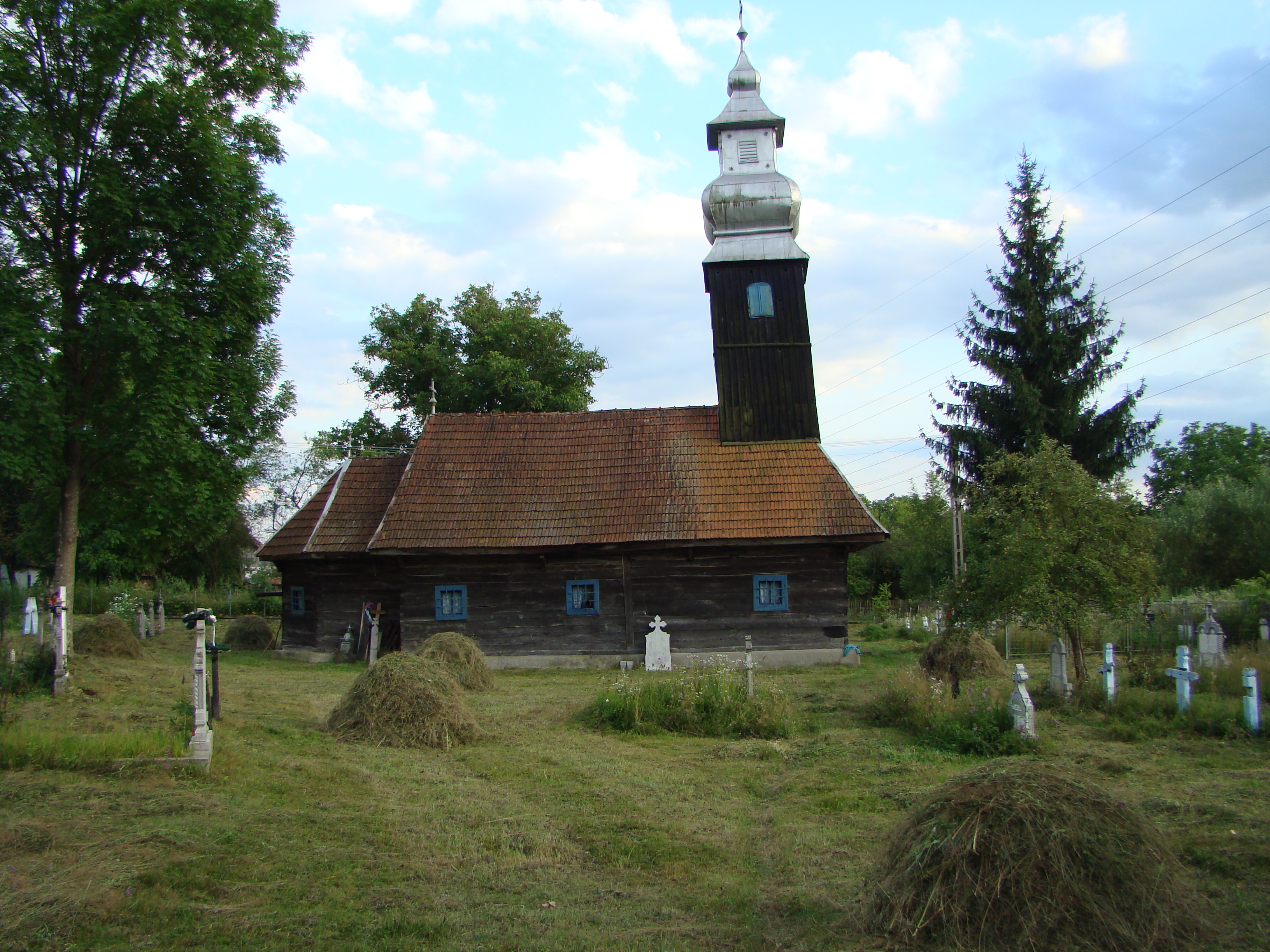

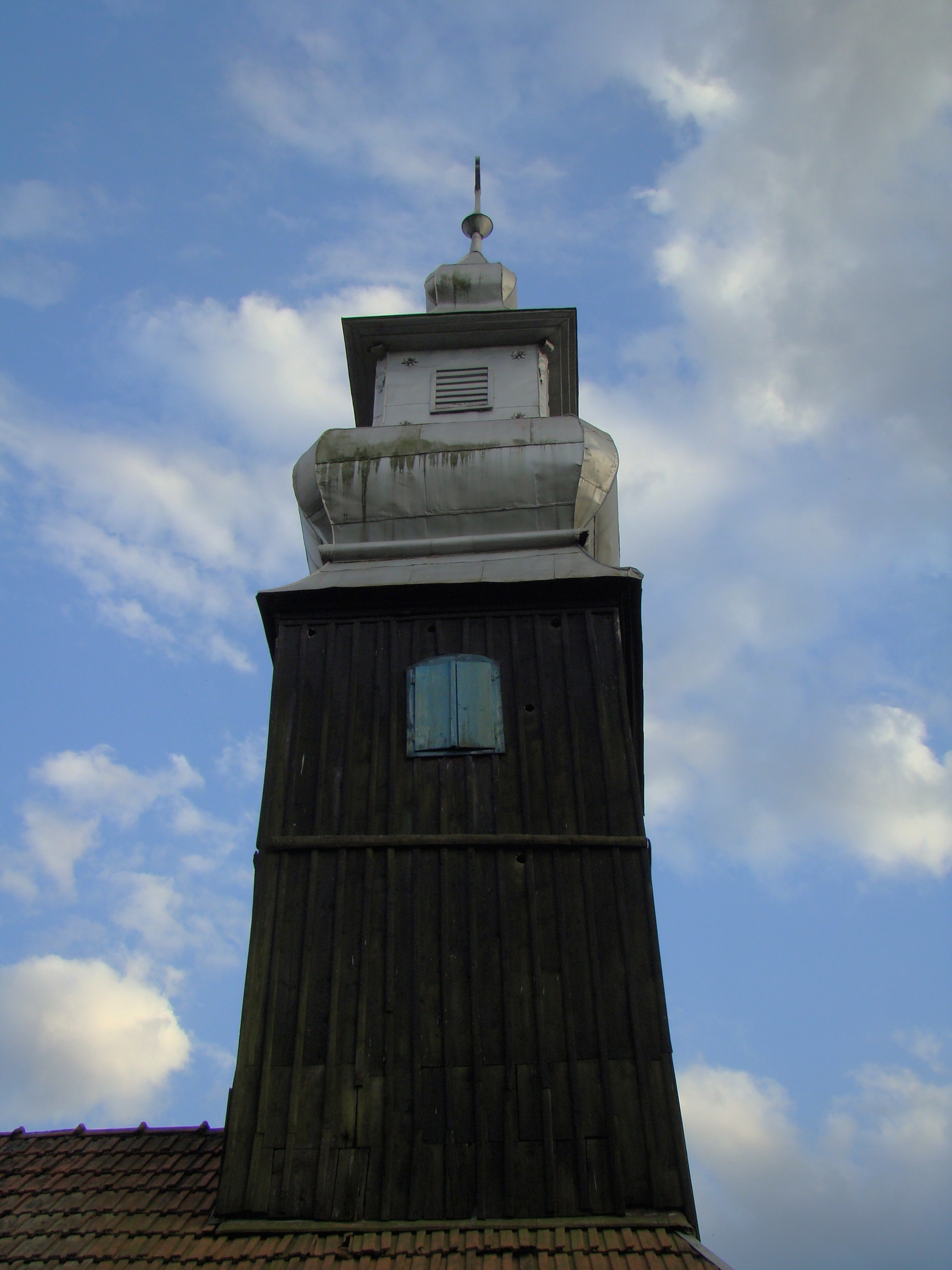

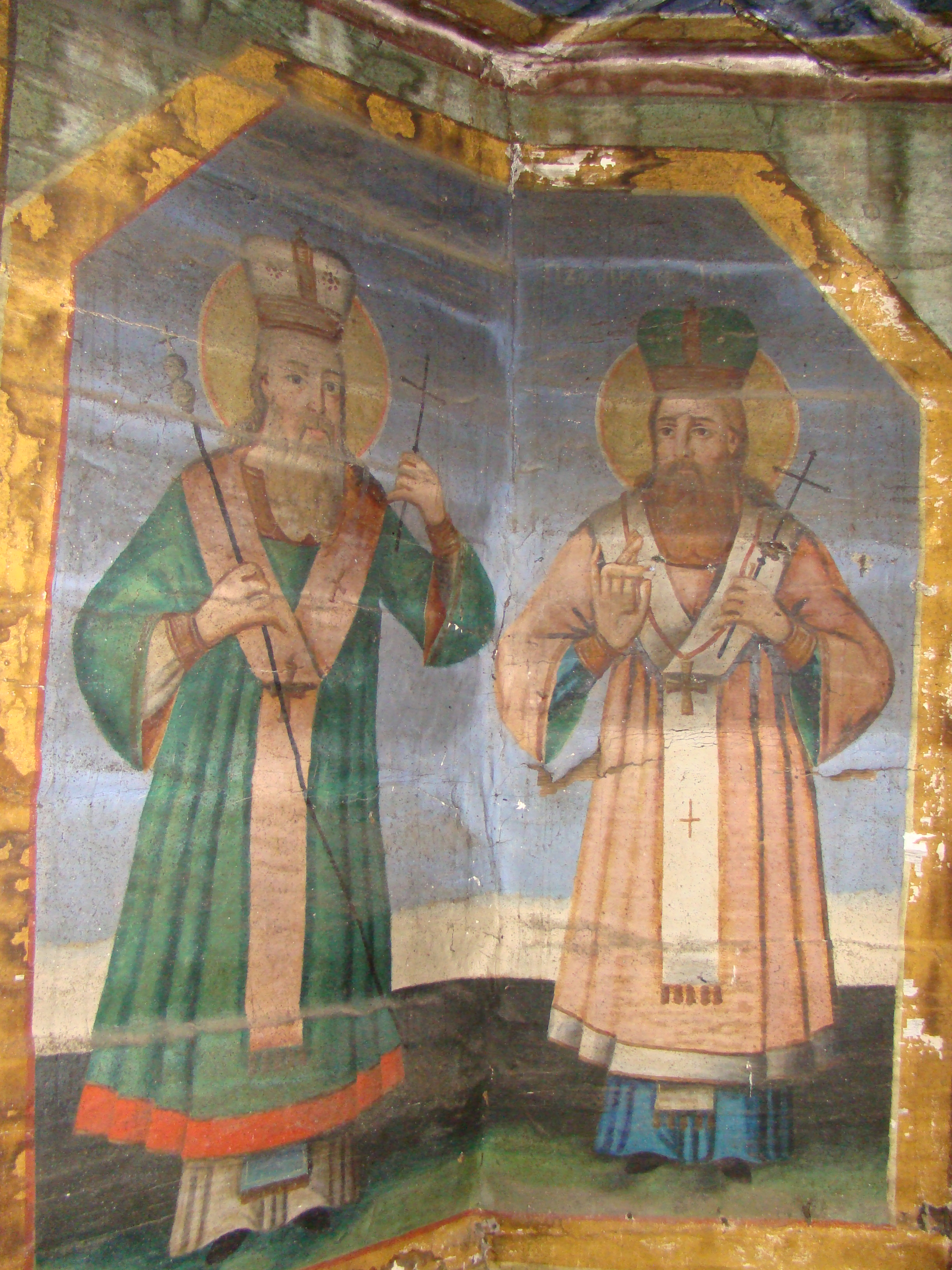

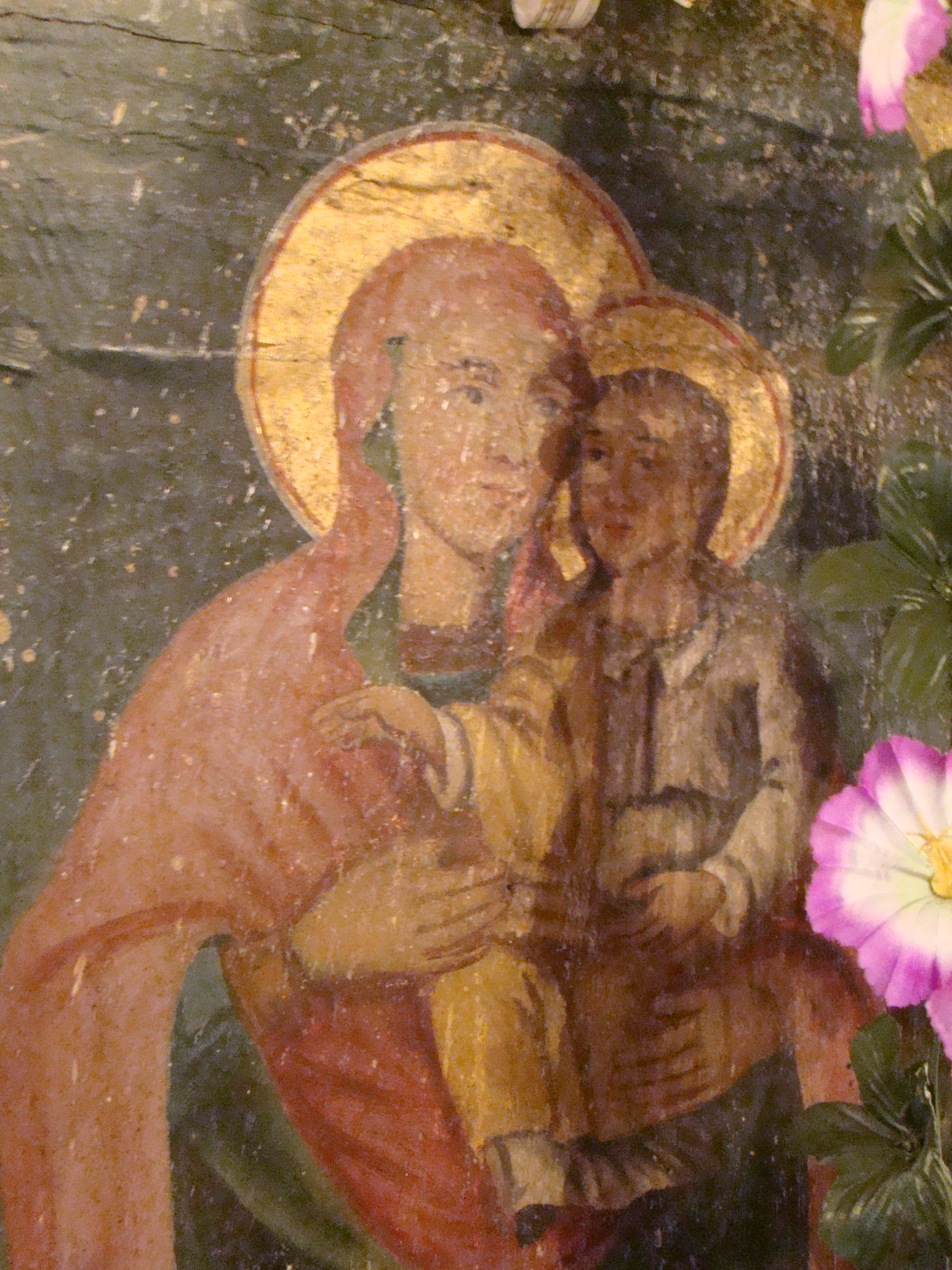

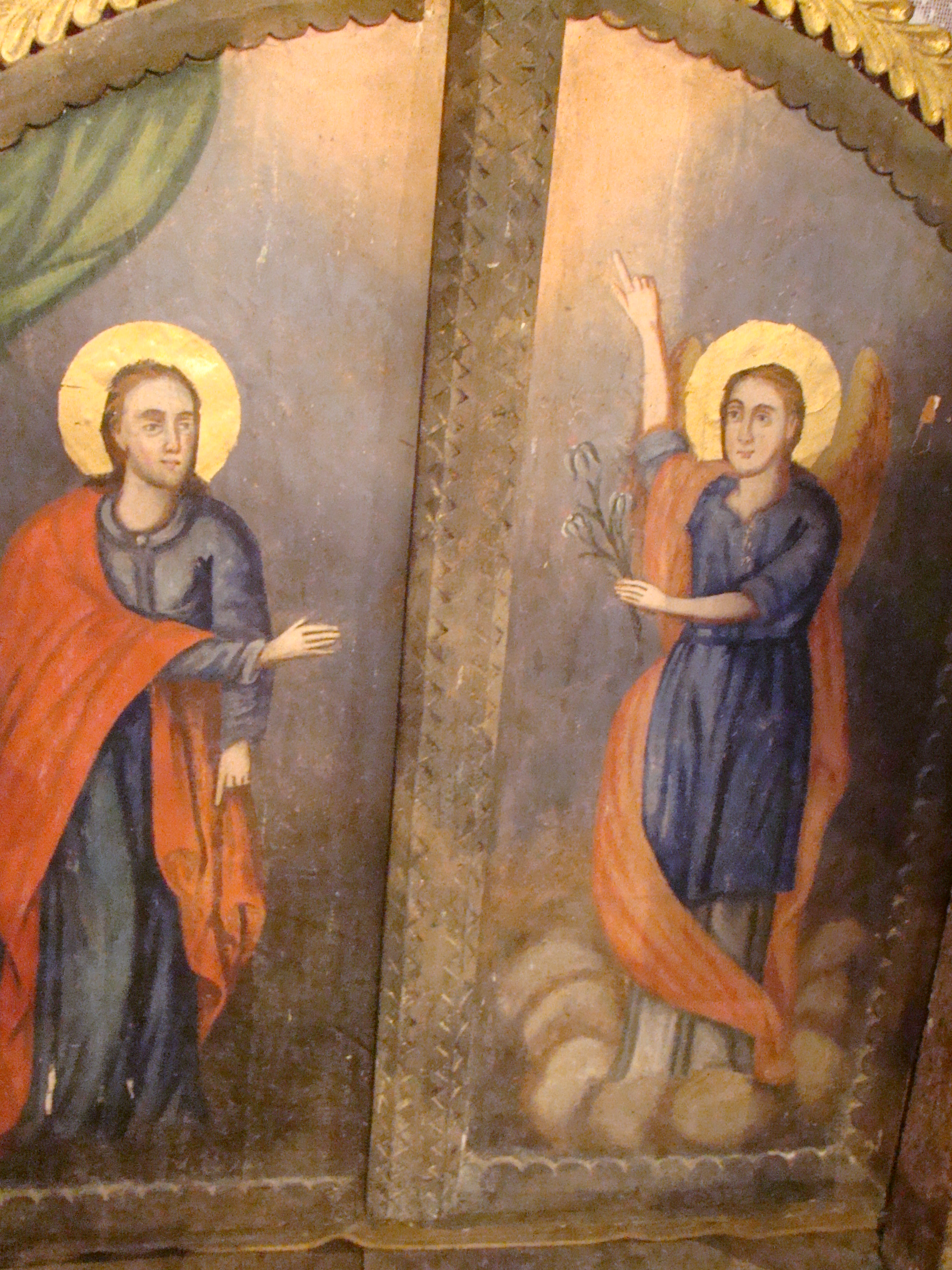

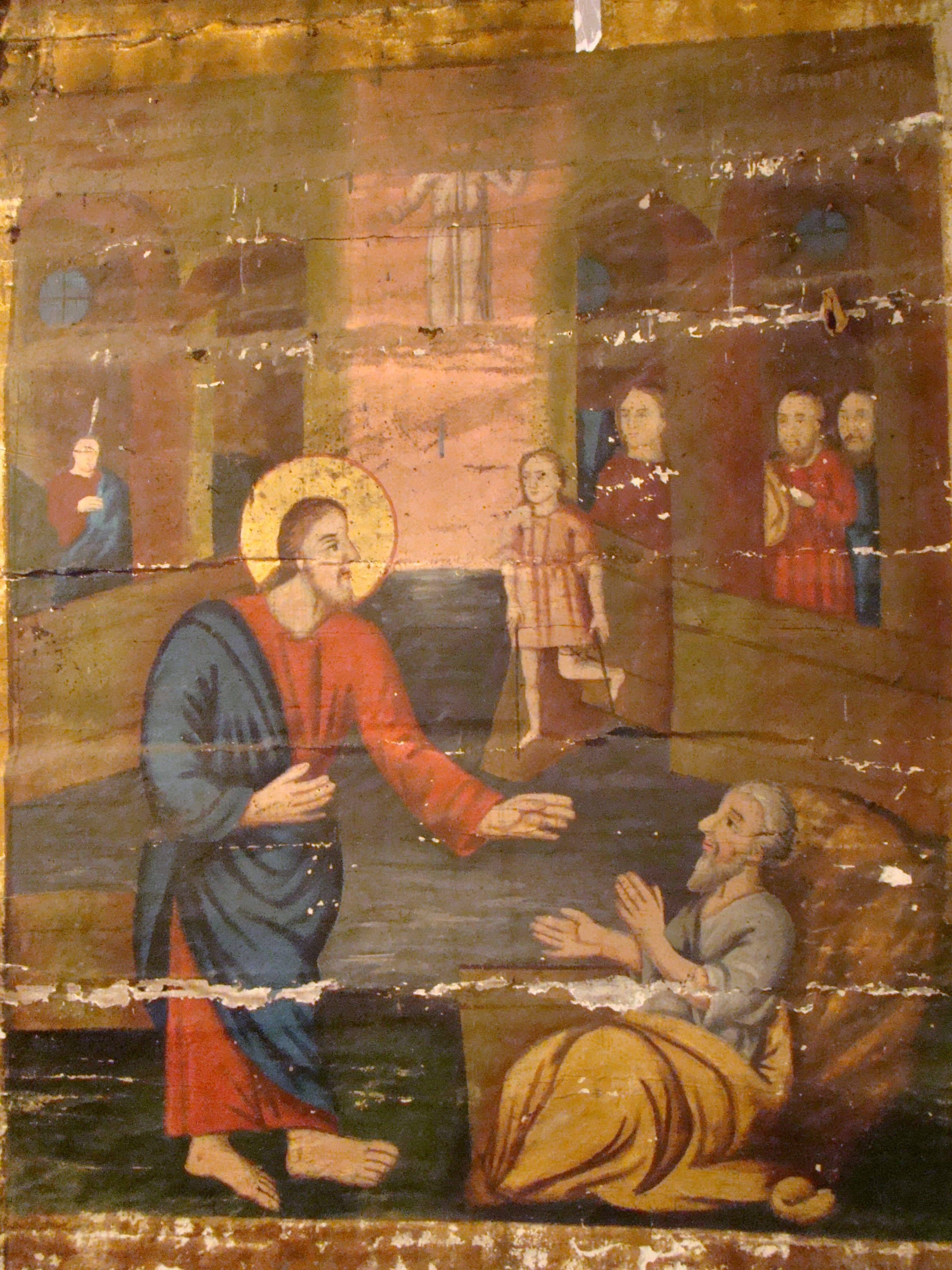

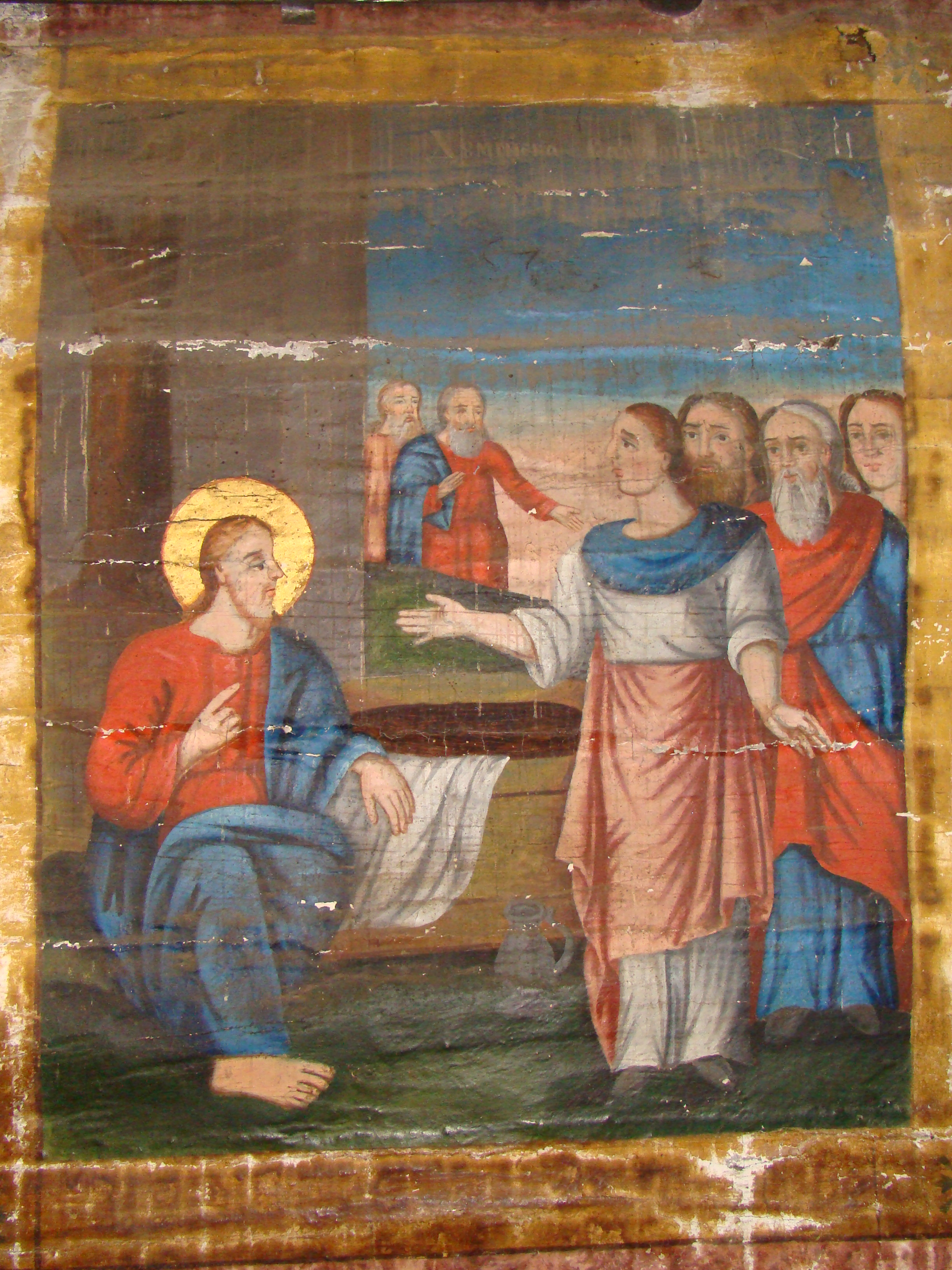

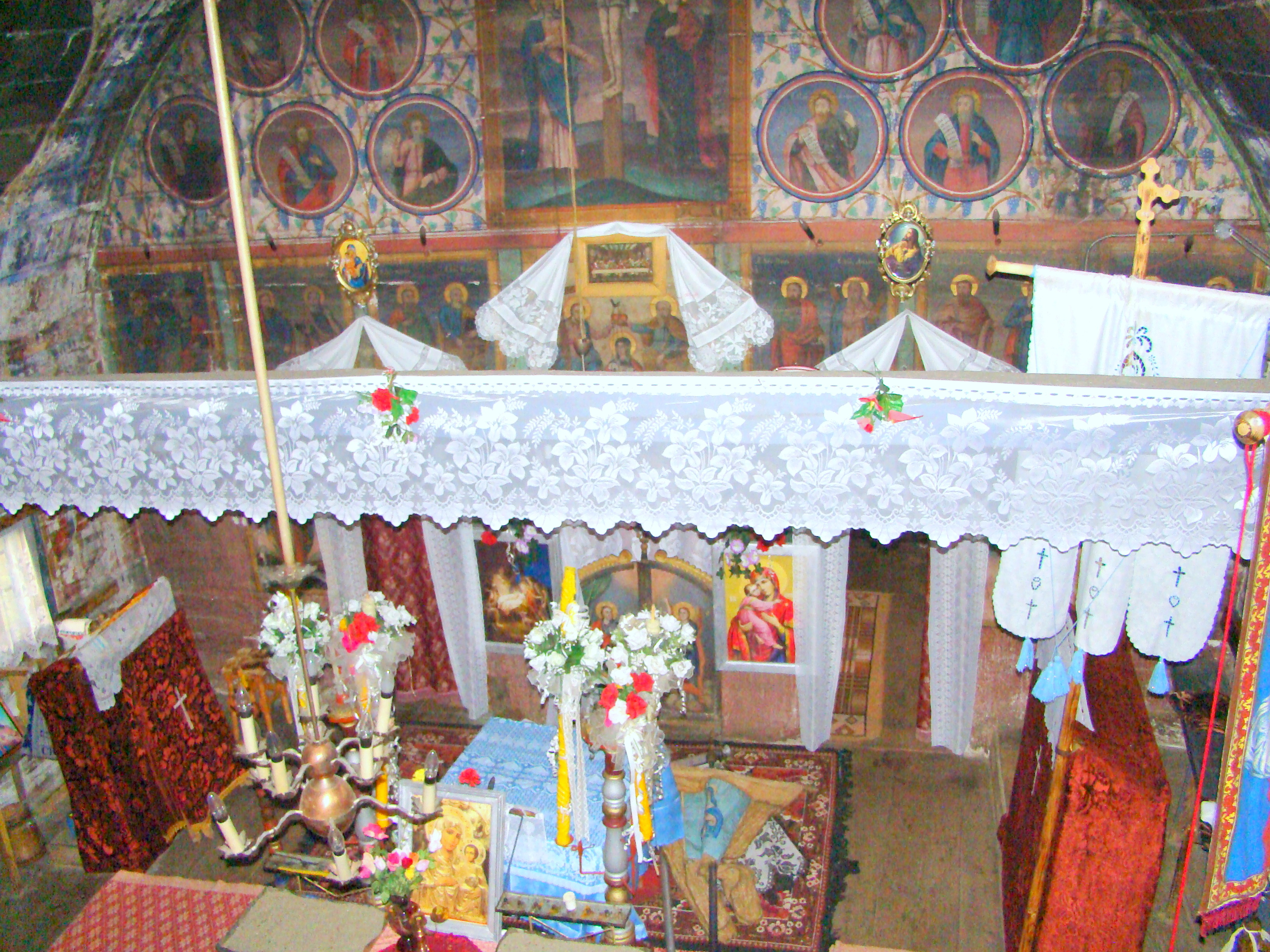

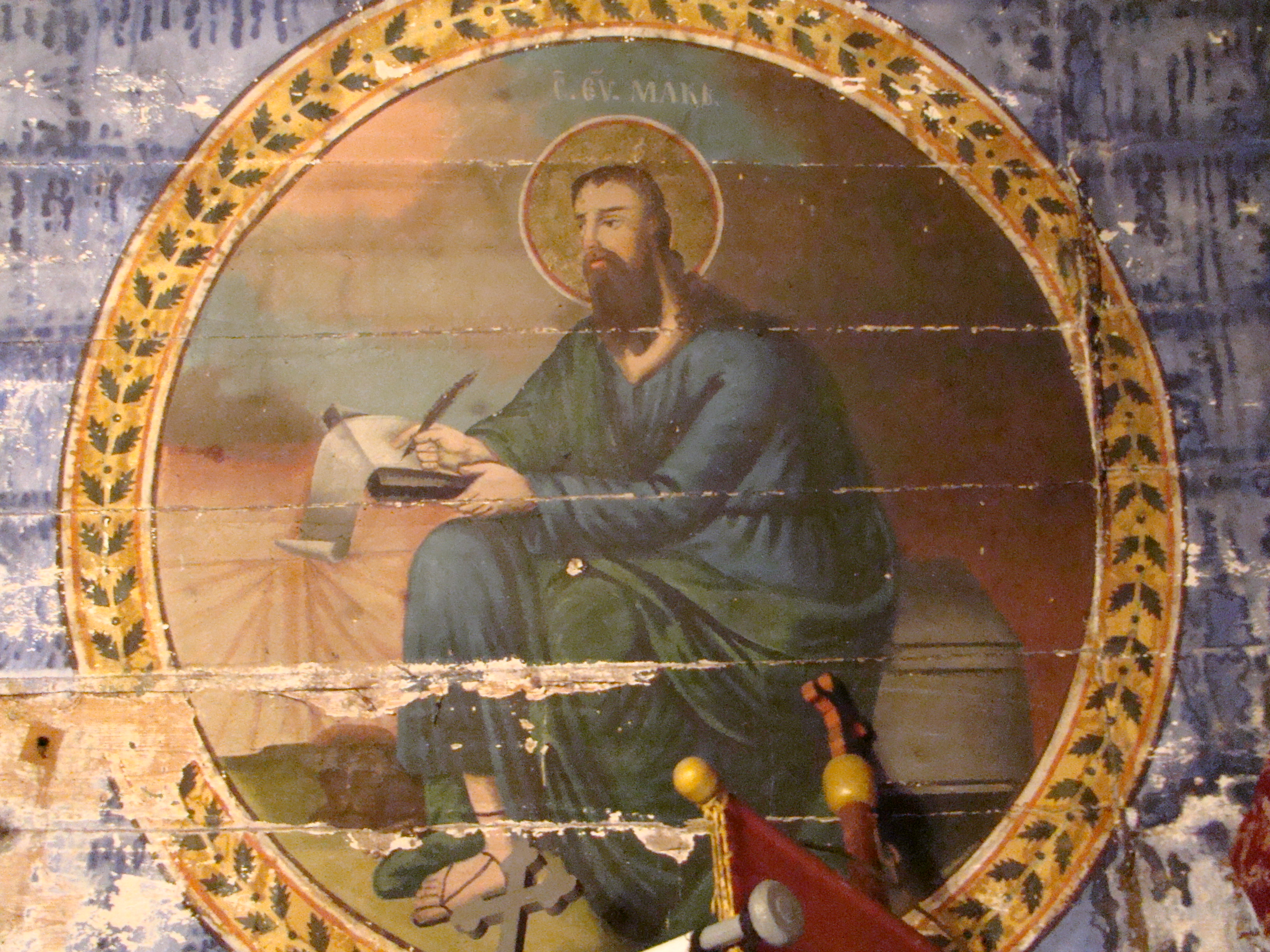

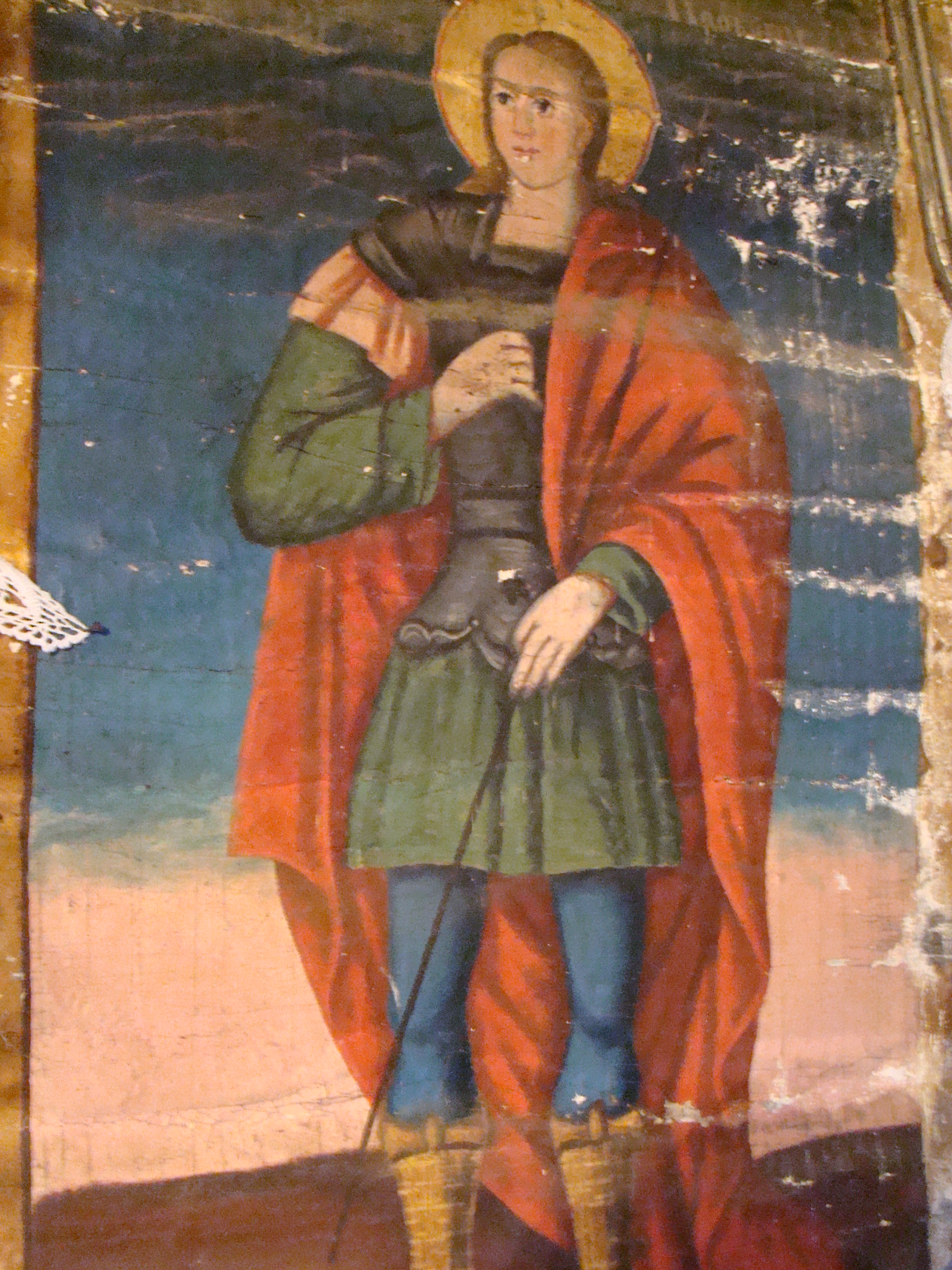

Biserica de lemn din Cristești, comuna Hălmagiu, județul Arad, a fost construită în anul 1860. Are hramul „Sfinții Arhangheli Mihail și Gavriil”. Biserica se află pe noua listă a monumentelor istorice sub codul LMI: cod LMI AR-II-m-B-00599.

## Istoric și trăsături
Prima mențiune documentară despre acest sat din valea Crișului Alb datează din anul 1439, satul apartine de comuna Hălmagiu. Este o filie cu 38 de gospodării (172 locuitori), toți de religie ortodoxă, aparținătoare parohiei Bănești.
Nu se cunosc date precise în legătură cu anul construcției acestei biserici. Potrivit tradiției orale ar fi ridicată în anul 1860, în vreme ce satul era păstorit de preotul Dâlvu de la Obârșia. Până în anul 1916 a fost acoperită cu șindrilă; în acel an s-a pus învelitoarea actuală, de țiglă. Ultima renovare a fost făcută în anul 1969 prin contribuția credincioșilor, dar și cu ajutorul primit de la Patriarhia Ortodoxă Română. Numărul mic al credincioșilor, posibilitățile materiale reduse ale acestor oameni dintr-un sat de munte, se reflectă și în împodobirea bisericii.
Biserica a fost pictată în anul 1865 așa cum glăsuiește pisania rău păstrată din partea dreaptă a catapetesmei: “SA ZUGRĂVIT ACEASTĂ BISERICĂ C.O. ÎN TEMPULU 1865 SUB INPERATORULU FRANCISCU IOSIF I, EPISCOP DIECESEI ARADULUI, PROCOP…IVASC…PROTOPRESBITERU…PĂRINTELE PETRU MOLDOVAN, PREOT MAXIMU…CURATORI TOLCIU PETRU PACU ȘI MIHAI C-TIN…AURORA TOLCIU DIN…”. Picturile făcute direct pe lemn, afumate foarte tare, se pare că au același autor care a pictat și biserica de la Tisa, așa cum afirma Coriolan Petranu: „Pictura de la Cristești, ca și cea de la Tisa, este de factură apuseană.”

## Cărțile
În biserică se află mai multe cărți, dintre care unele cu însemnări manuscrise interesante – Octoih mic, sec.XVIII; Strastnic, Blaj, 1783, cu însemnări indescifrabile din anul 1794; Evanghelie, Blaj, 1817 (Această carte este a bisericii din Cristești cu hramul Sf.Mihail și Gavriil, 1854); Kiriacodromion, Sibiu, 1855 (Cu mai multe însemnări: “…un nebunatic din Italia ce îl cheamă Musolini ca să facă propagandă…”; “Trupele române învingătoare au trecut peste Lacul Balaton. Sept.1919”; o inscripție latinească din 1860 făcută de preotul “Maximilian Popovici, preot în Bănești și Cristești”; o altă inscripție din anul 1856 se referă la donarea acestei cărți pentru biserica din Cristești, pe când era preot la Bănești, Maxim Popovici, iar la Hălmagiu era protopresbiter Petru Moldovan); Apostol , Sibiu, 1851 (“România a intrat cu trupele sale în Hălmagiu, în 1918, Săptămâna Patimilor și … nu s-au oprit până nu au ajuns în îngâmfata capitală Budapesta”); Minei, Blaj, 1838 (“Am servit comuna aceasta ca învățător 24 de ani. Școala în trei ani s-au ținut în căși private și vara prin șuri până ne-am îmbărbătat și am edificat în Bănești școala la 1881. Teodor Popoviciu, învățător; “Acest Mineiu s-au cumpărat pe sama Sfintei Biserici din satul Cristești ce are hranul Sfinților mari voievozi Mihail și Gavriil din protosbiteriul Hălmagiului și tutoare către Dieceza Aradului și ca administrator al Eparhiei au fost mult strălucitul domn Patrichie Popescu, iar ca protopop … fiind Petru Moldovan și preotul parohiei de … Maxim Popovici … care s-au cumpărat la anul 1852, luna februarie 1 cu prețul de 90 florini … din satul Cristești … pă sama numitei biserici”); Molitvelnic, Sibiu, 1874; Liturghier, Sibiu, 1862.

## Imagini din exterior

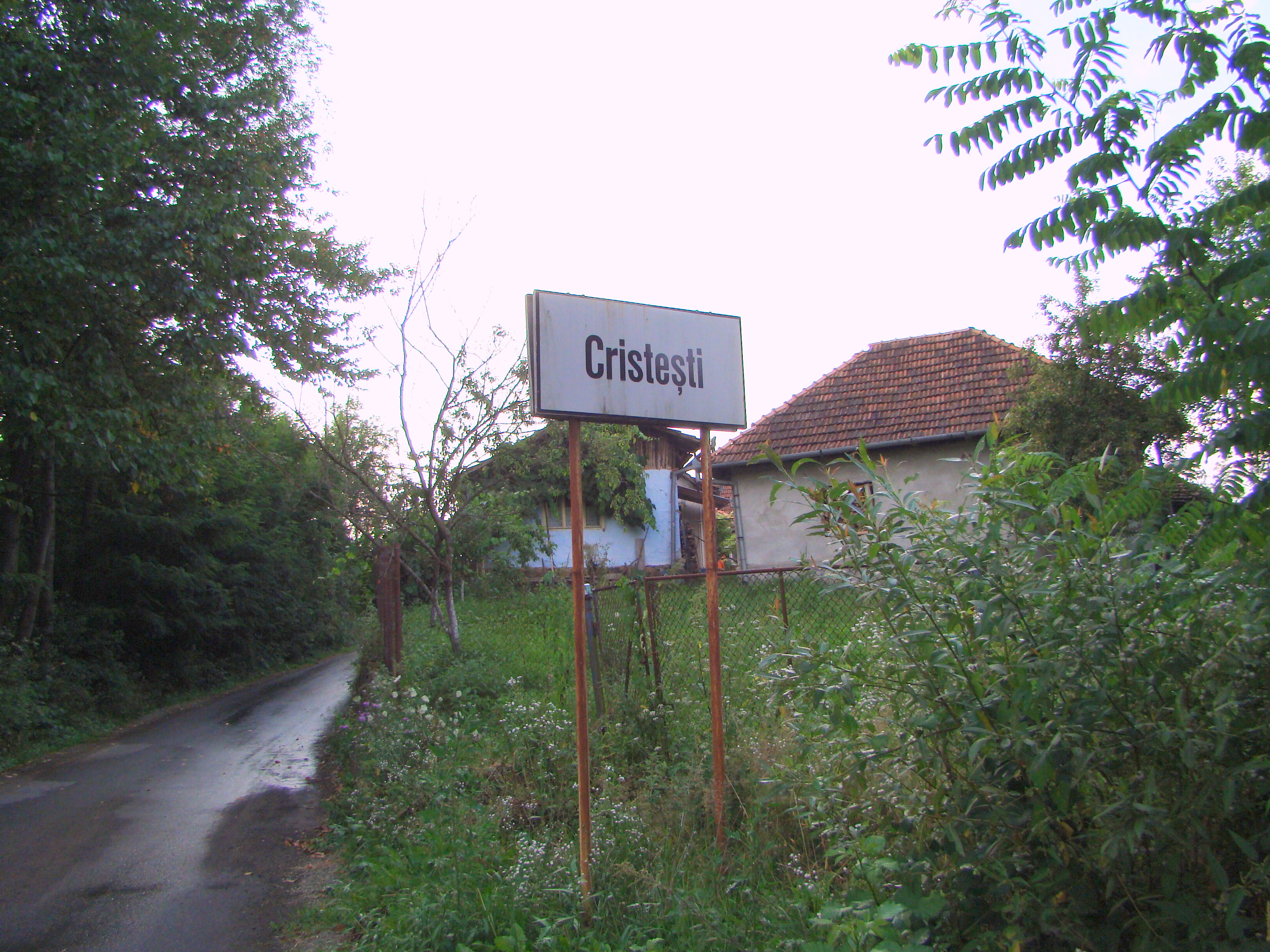
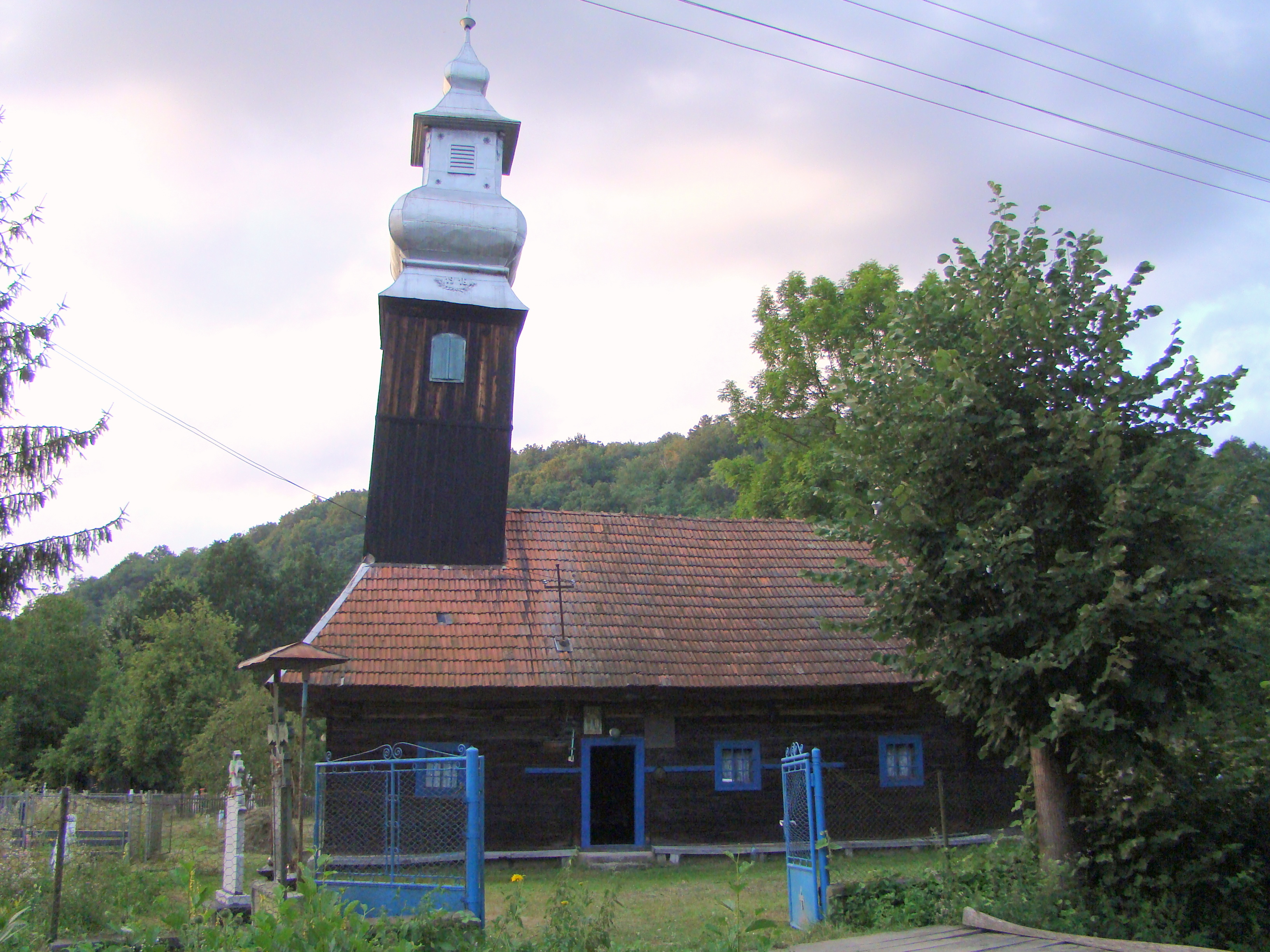
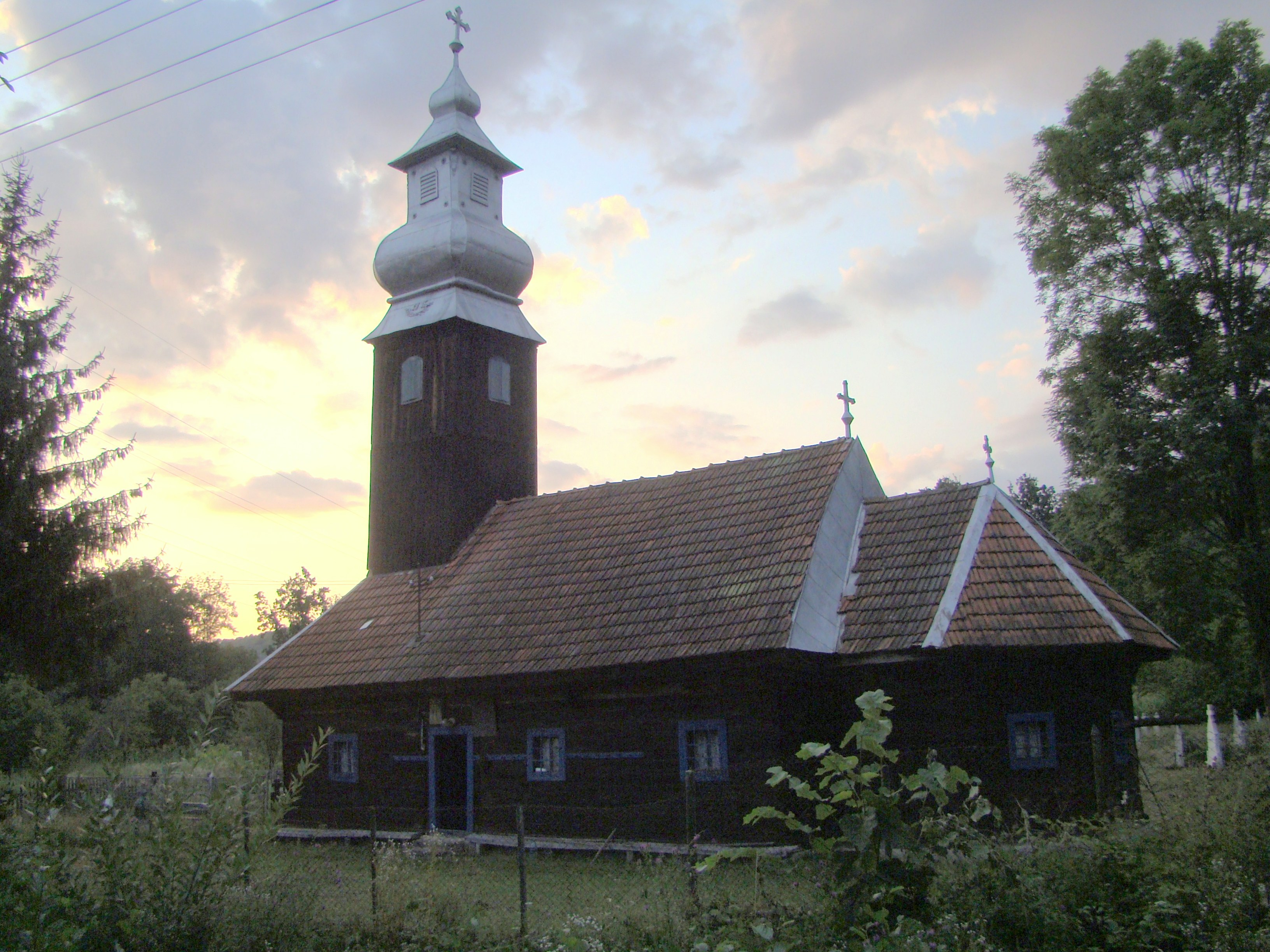
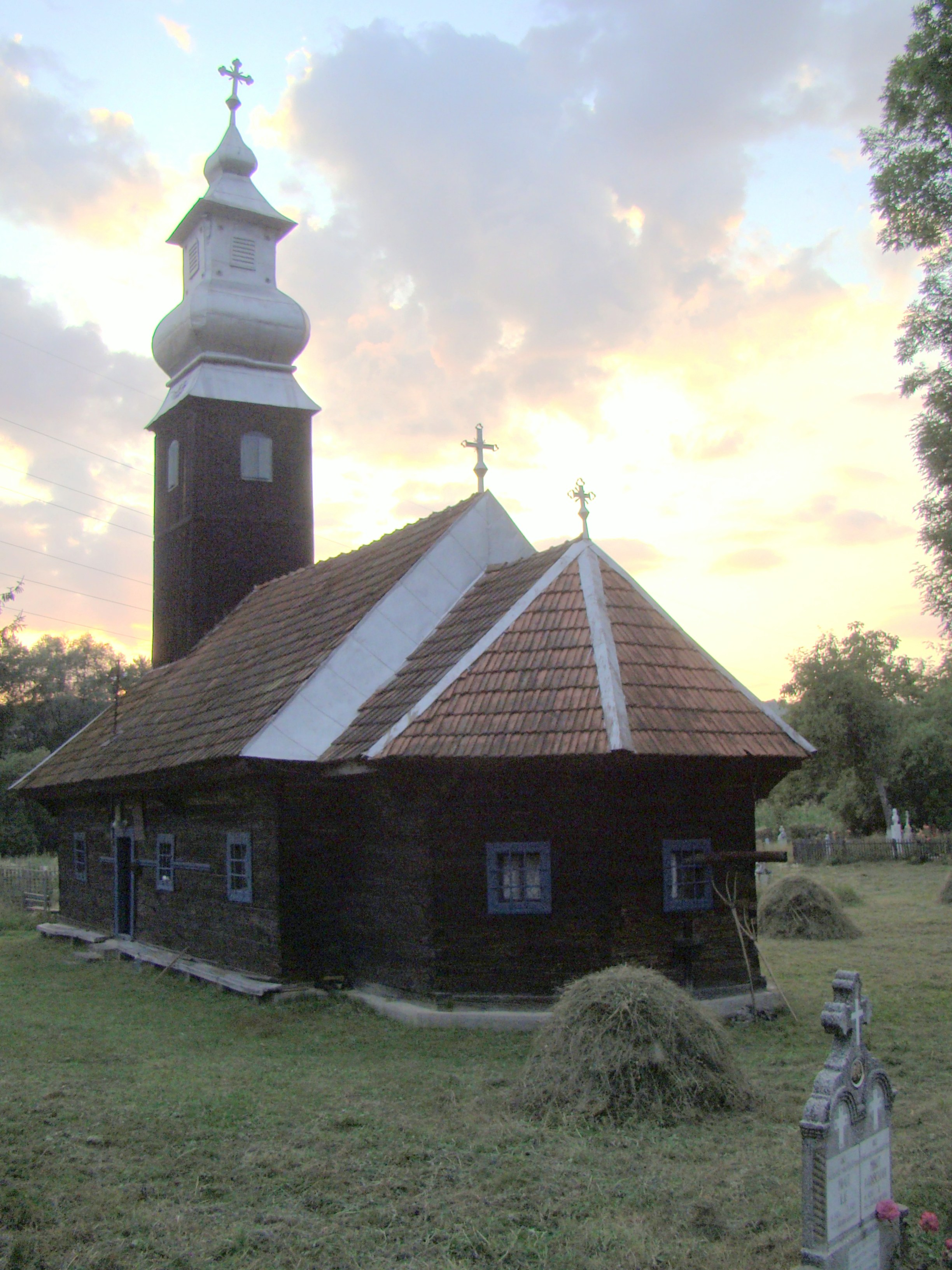
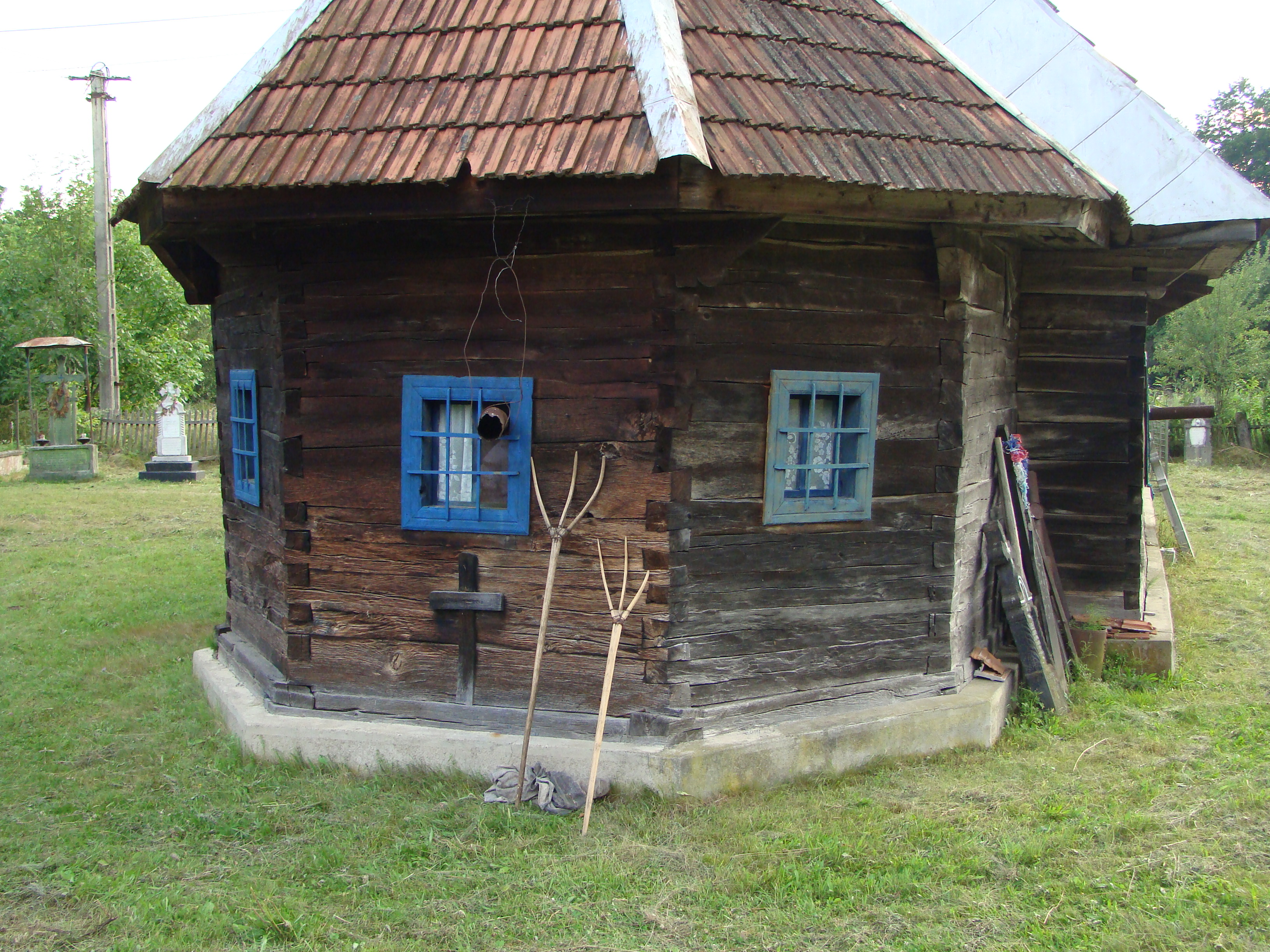
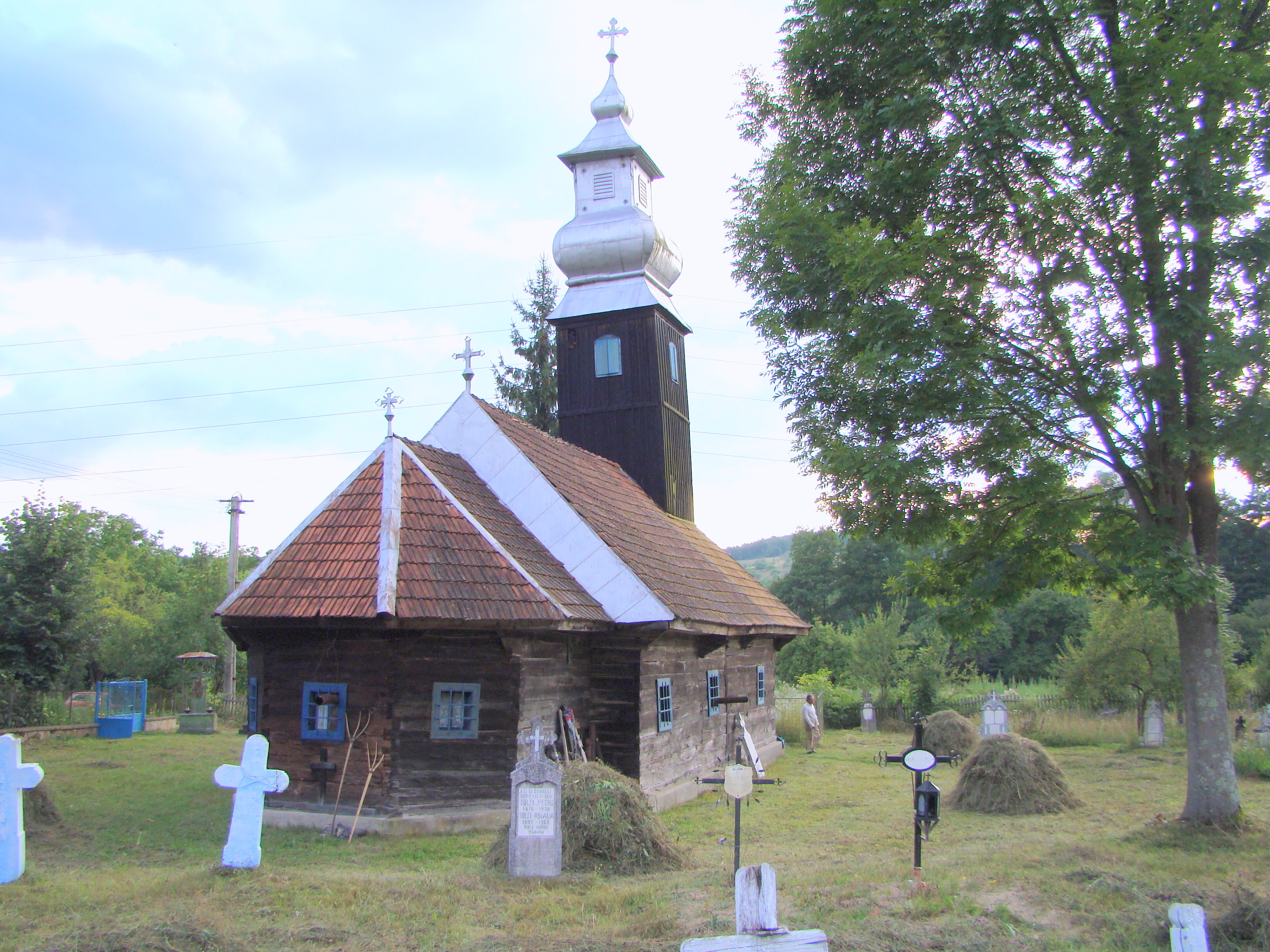
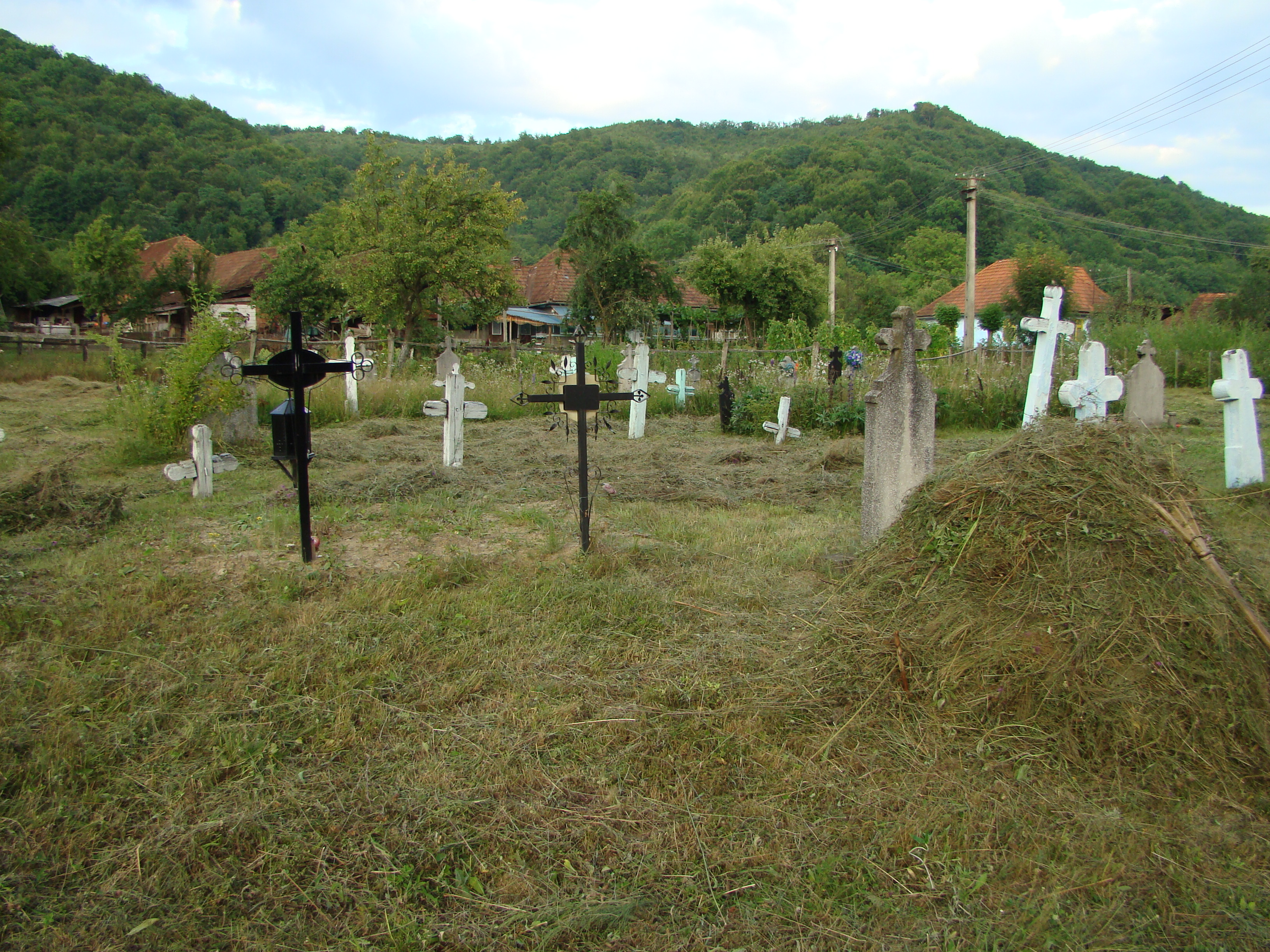
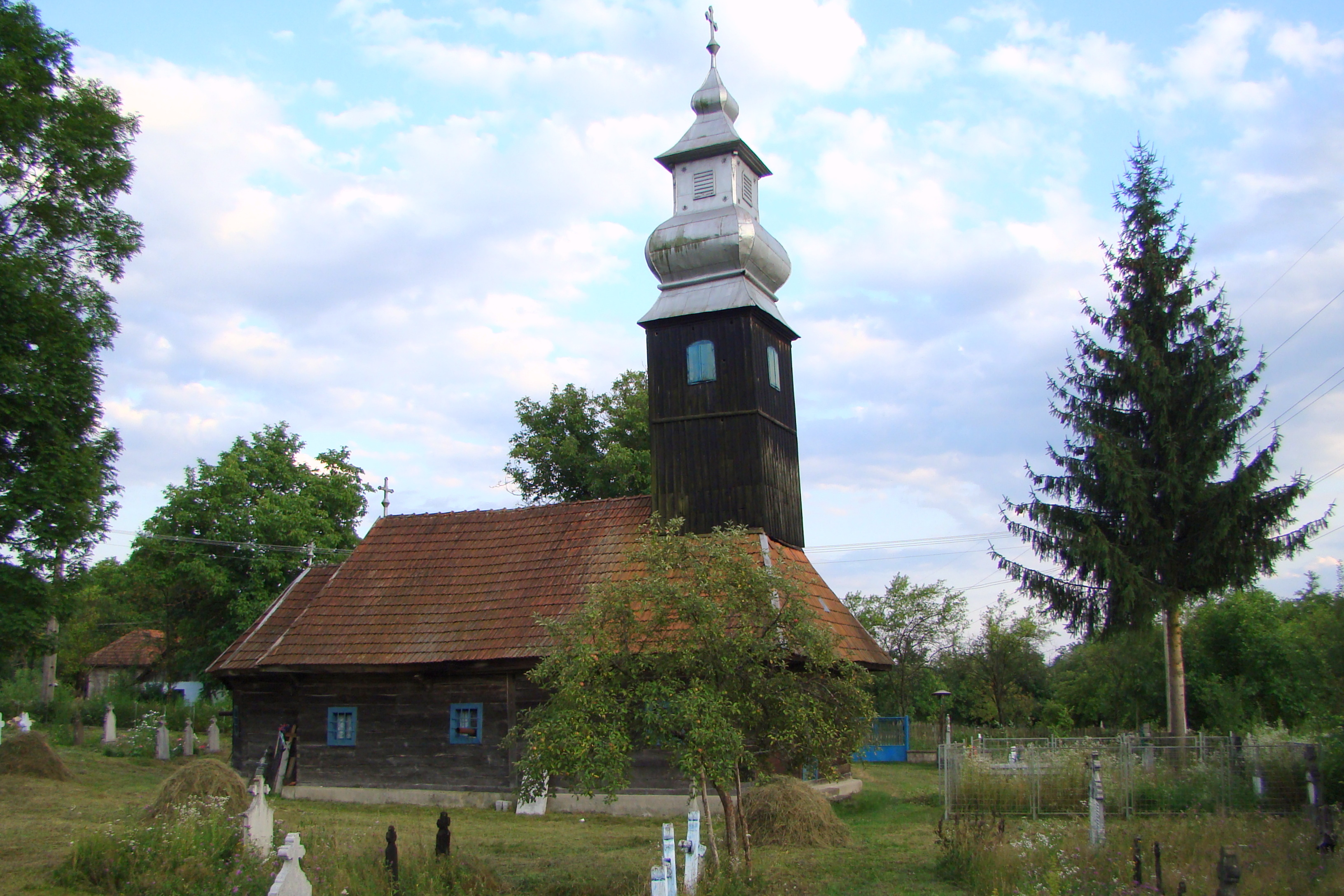
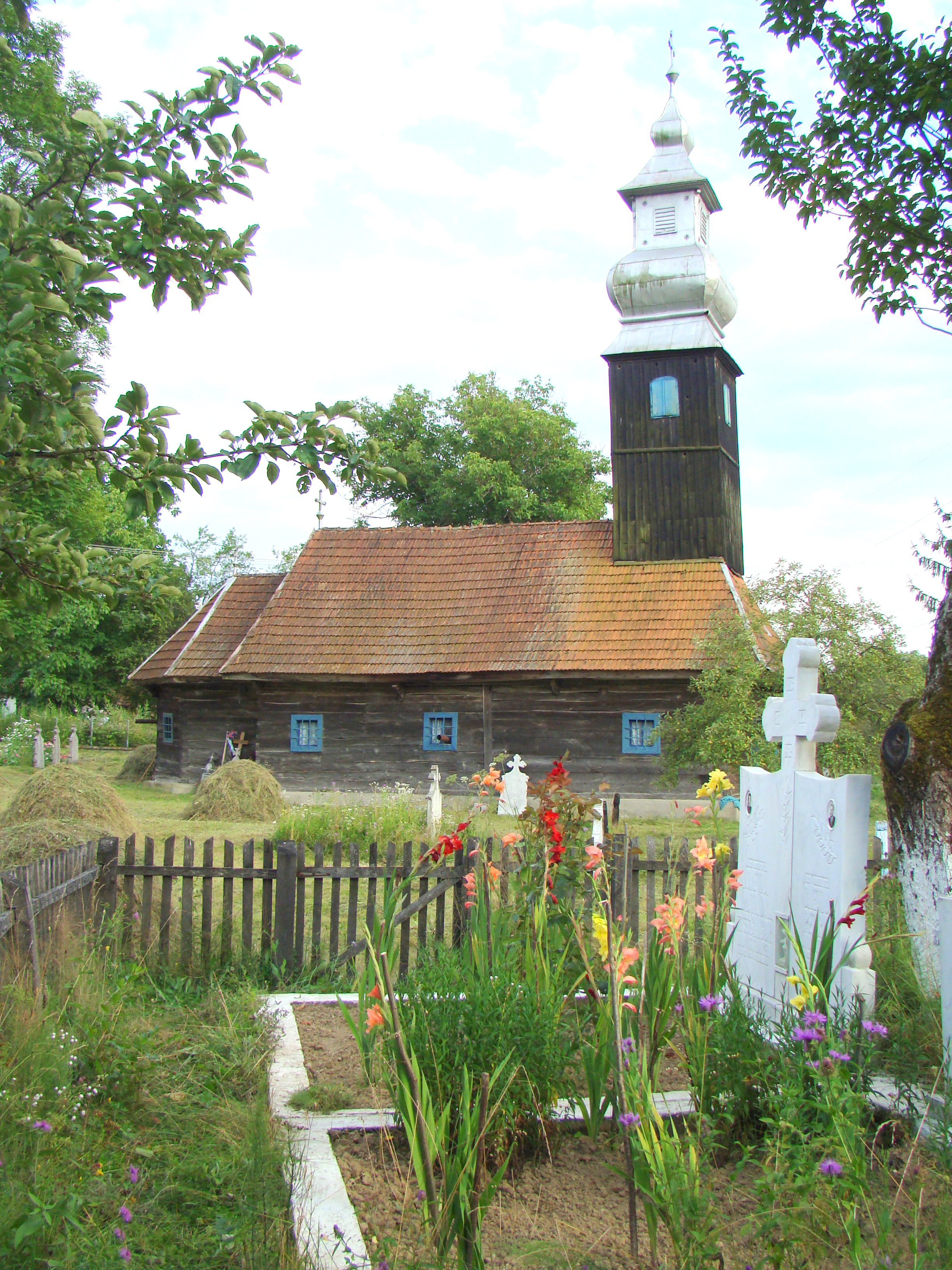

## Imagini din interior

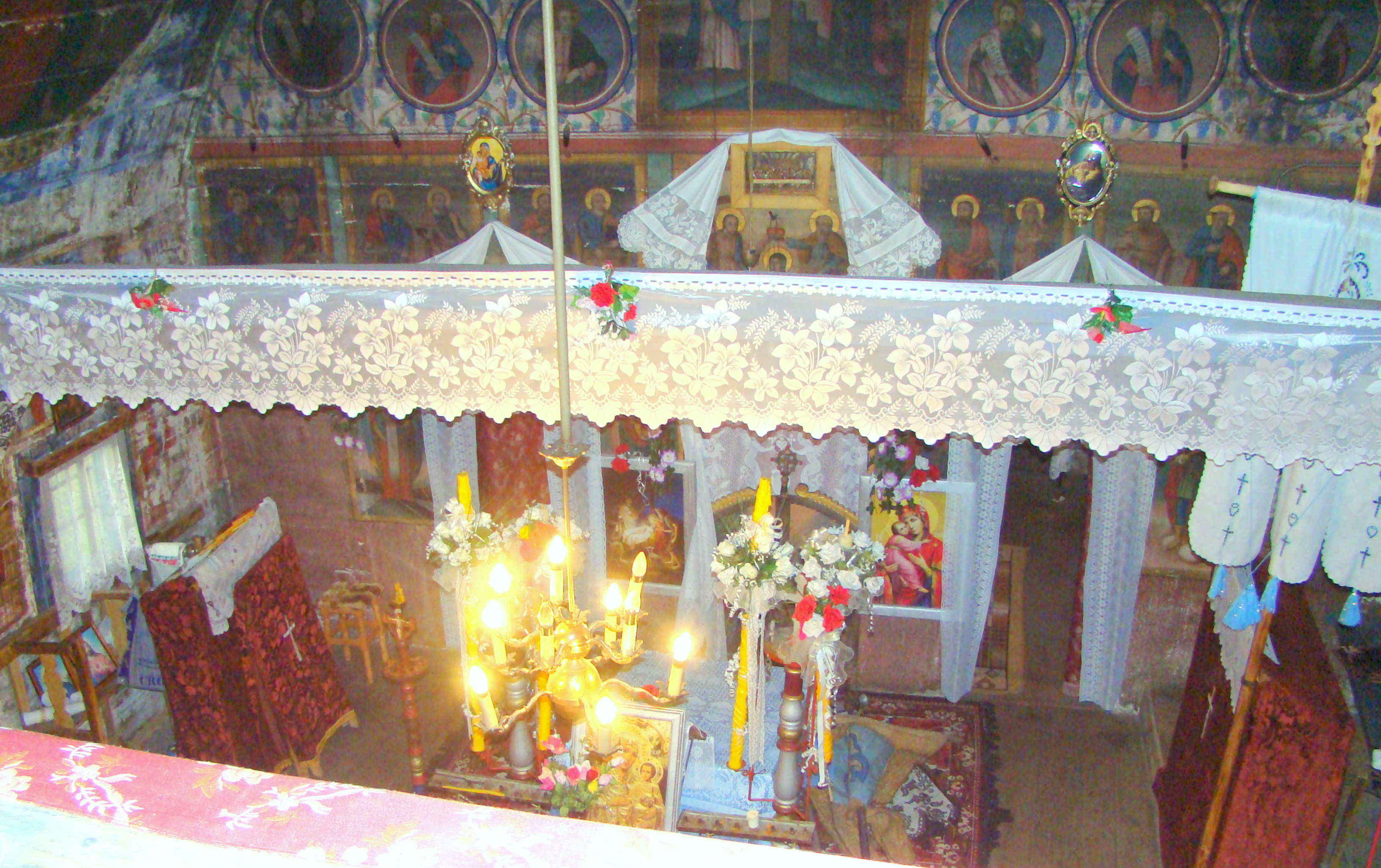
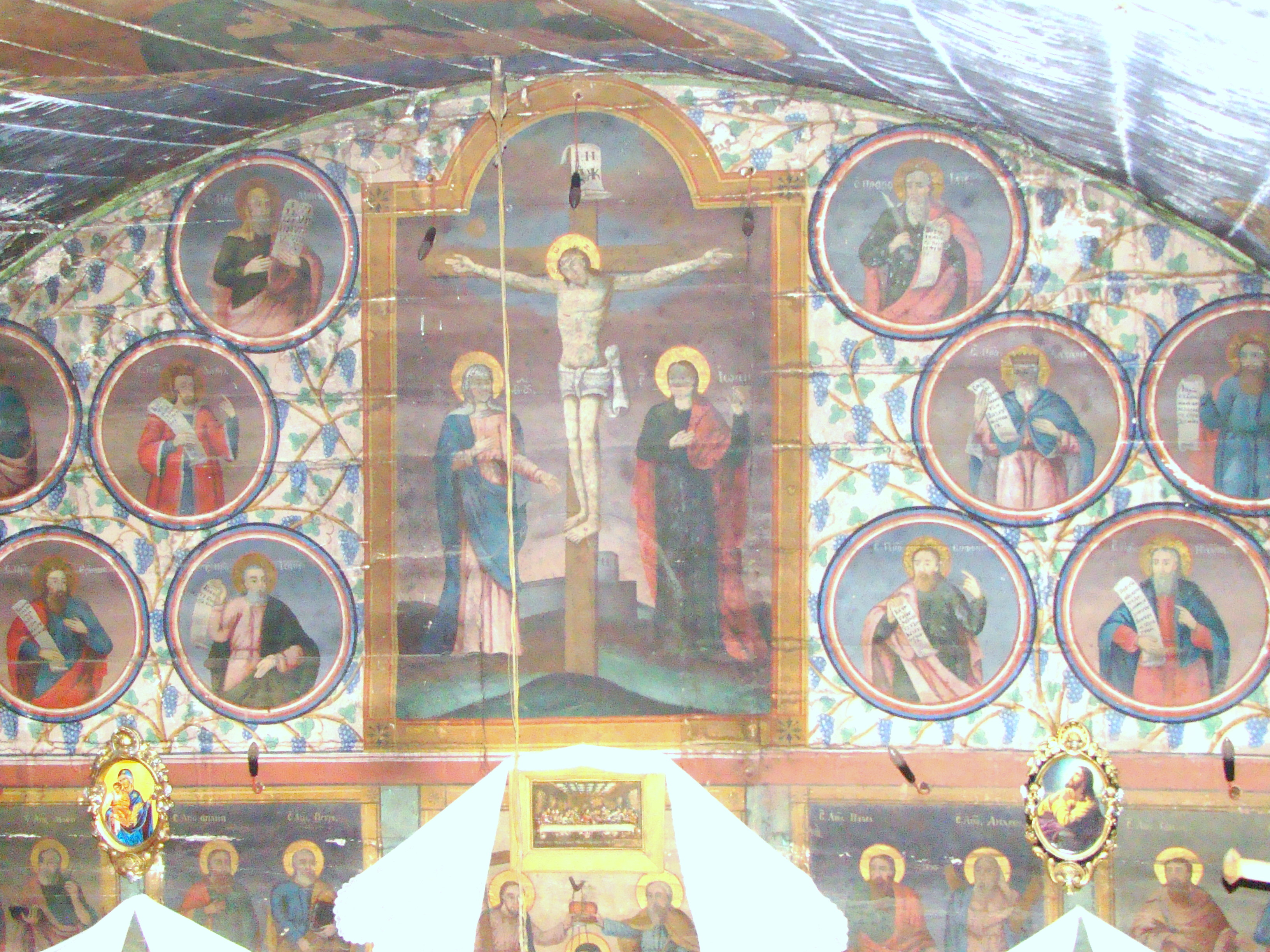
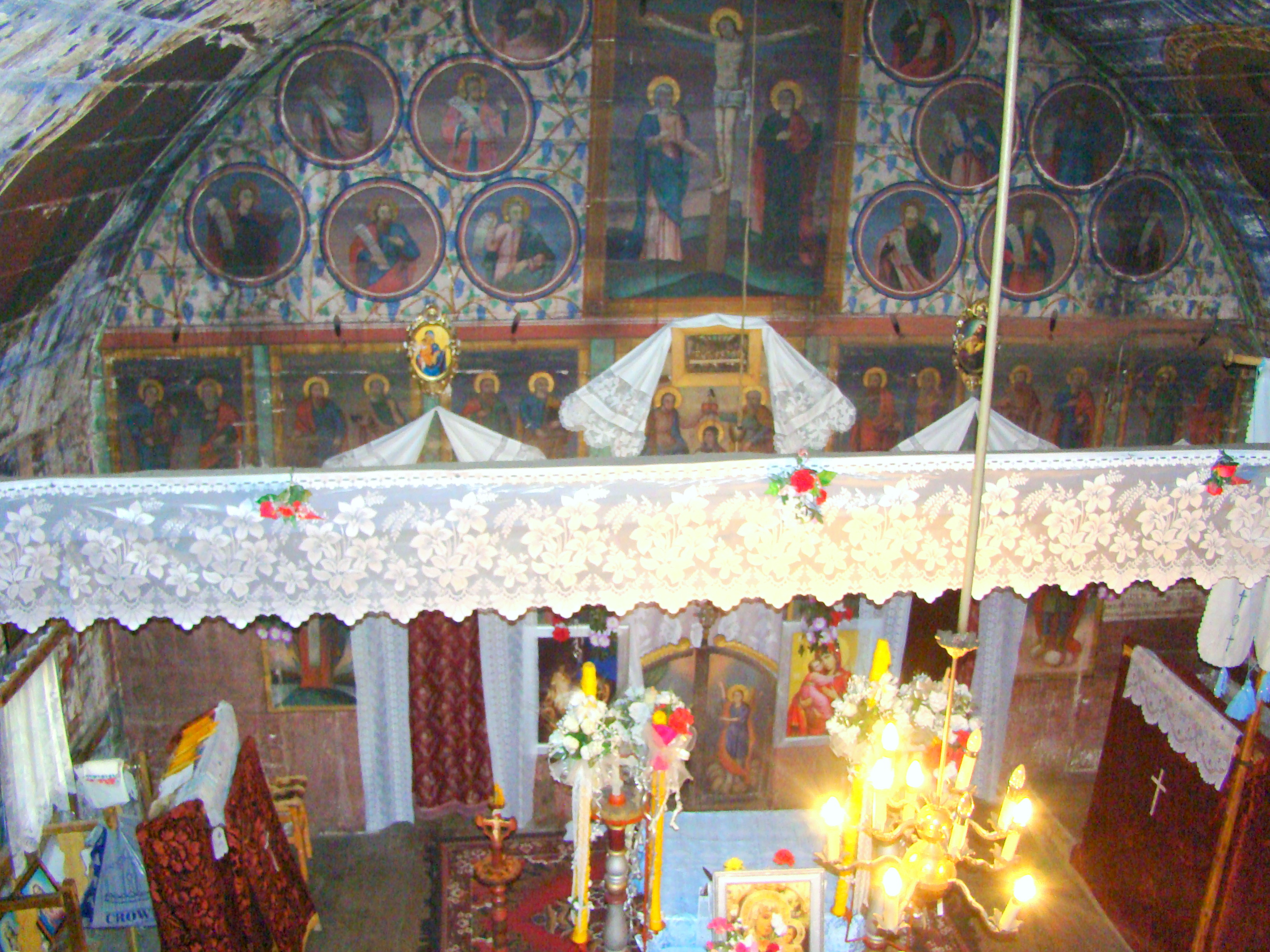
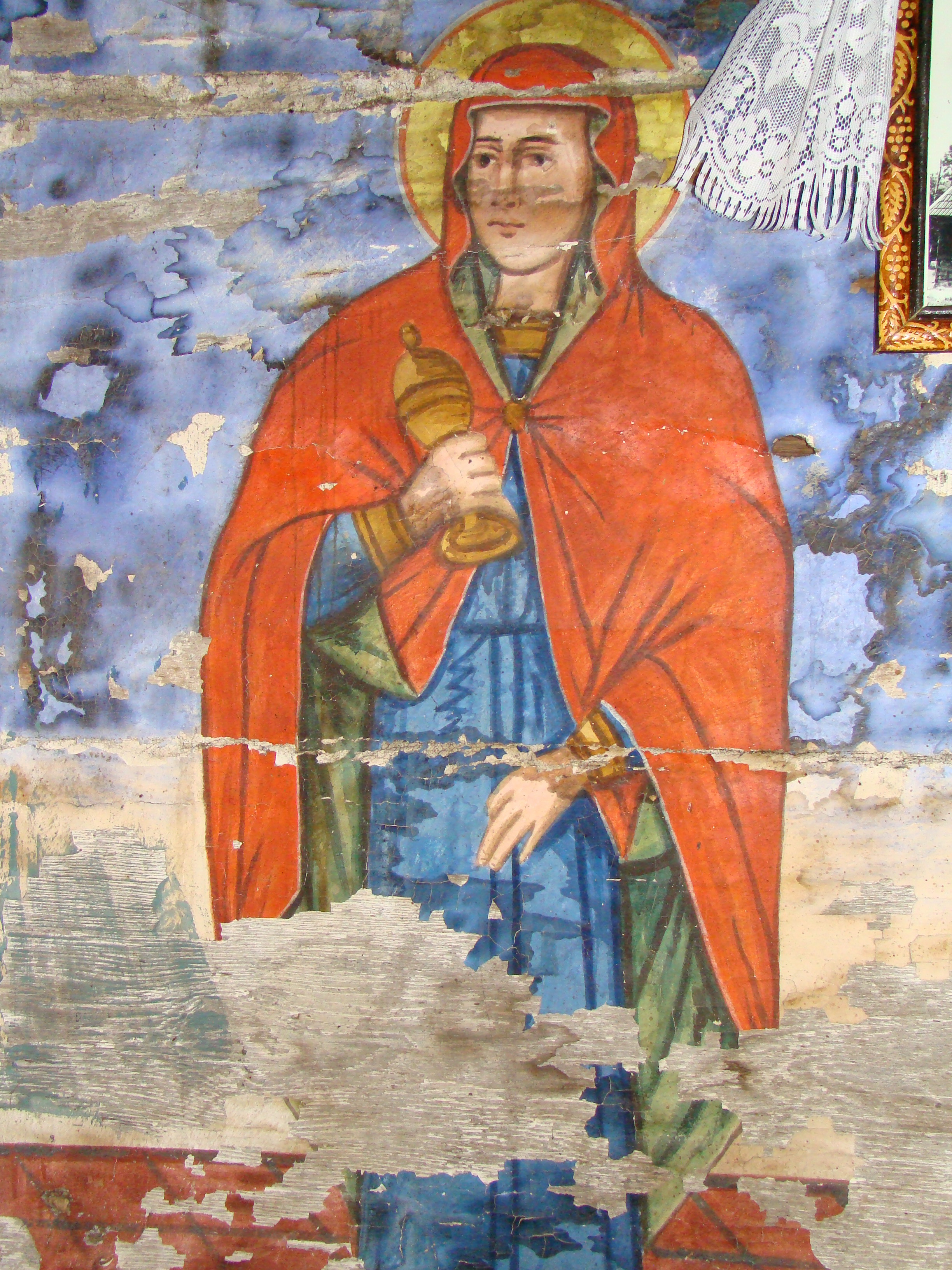
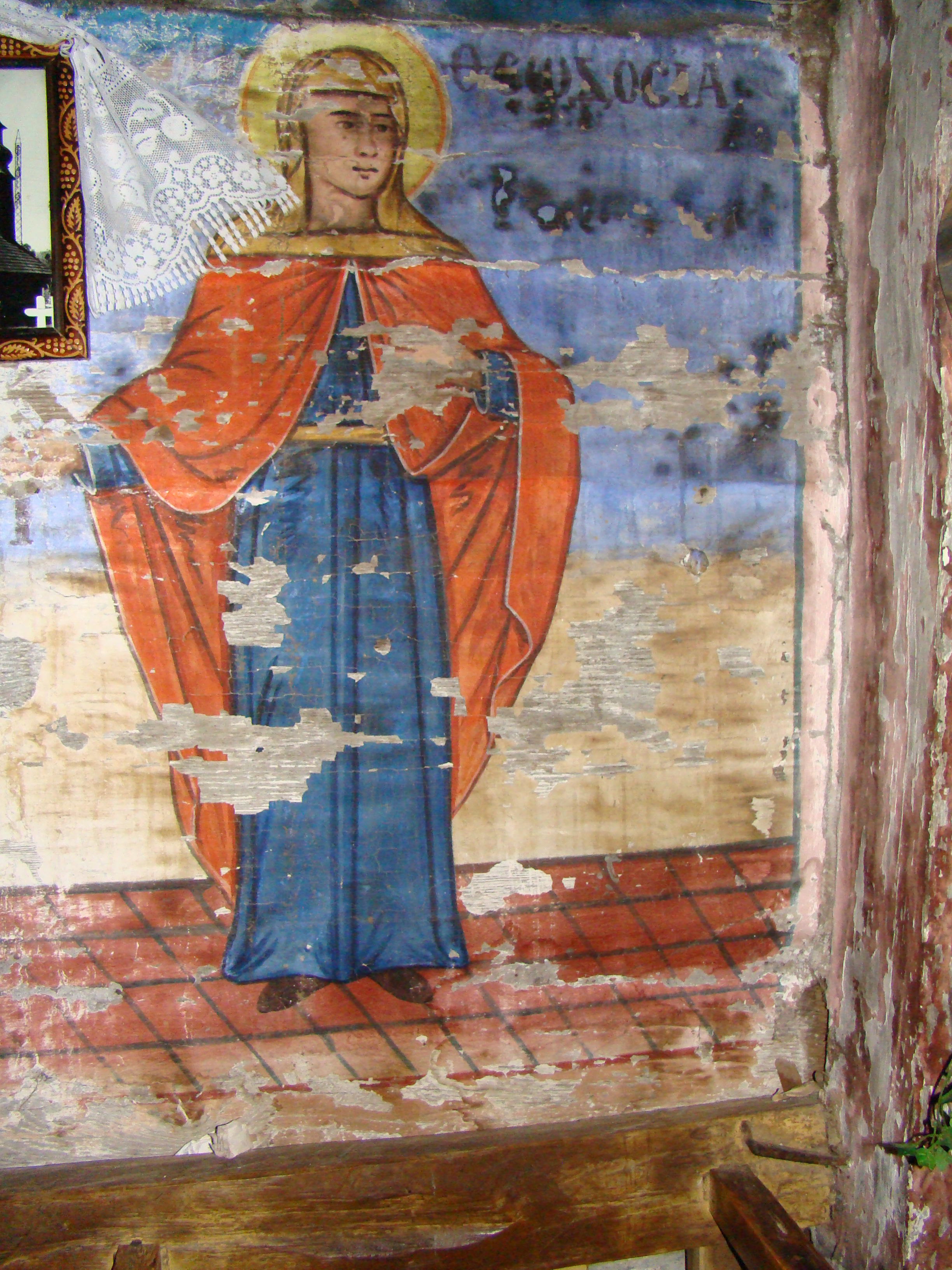
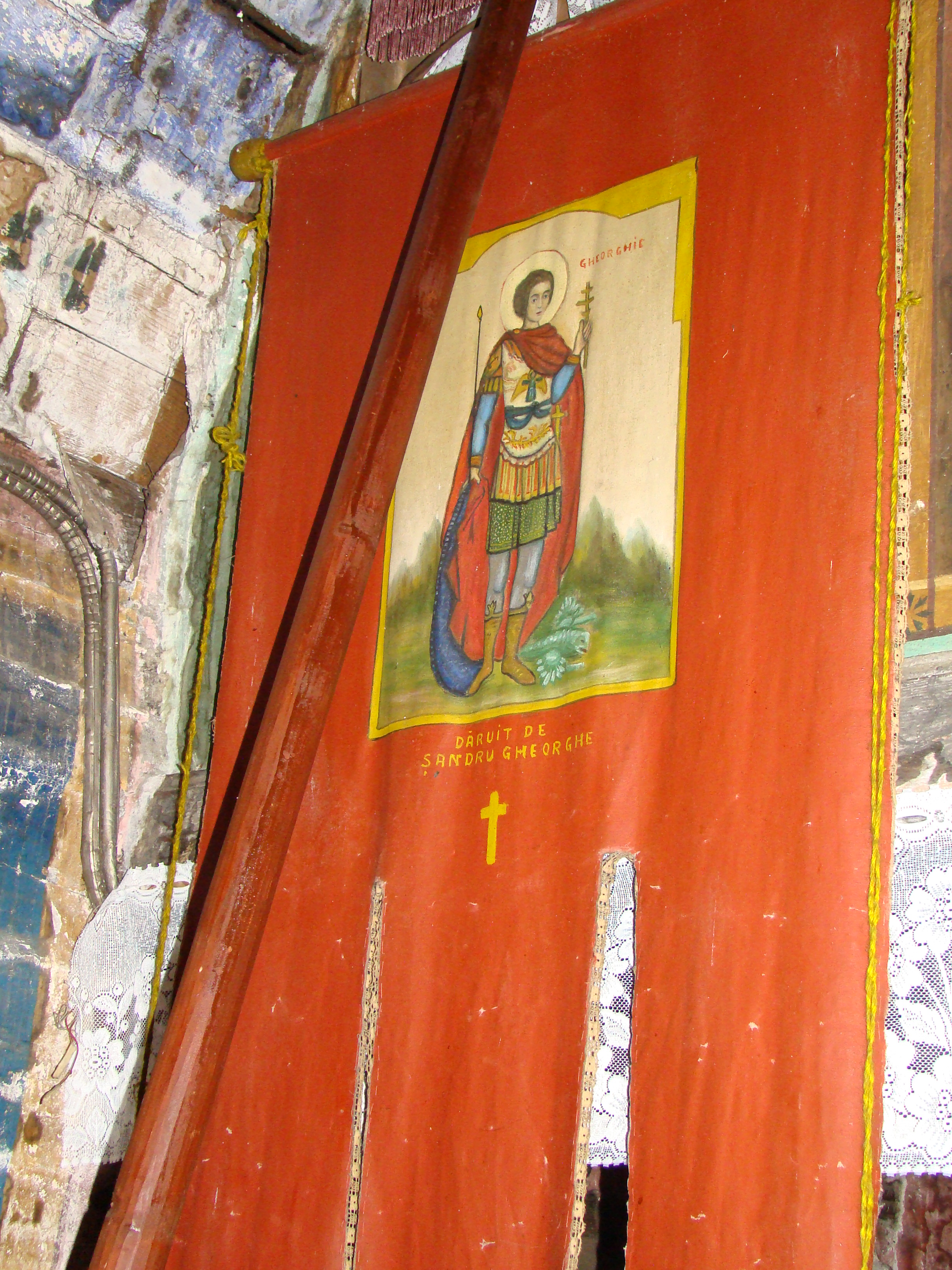
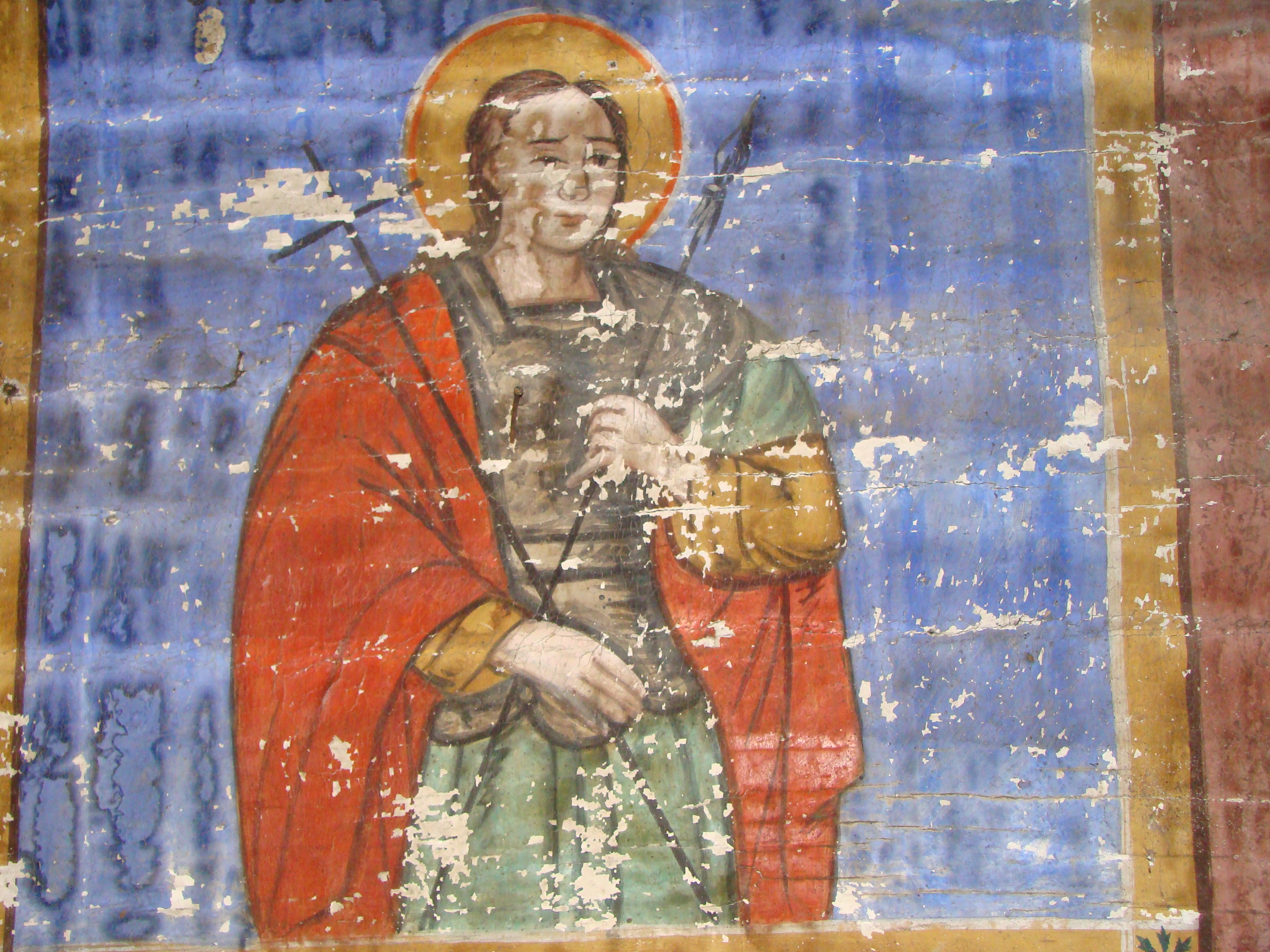
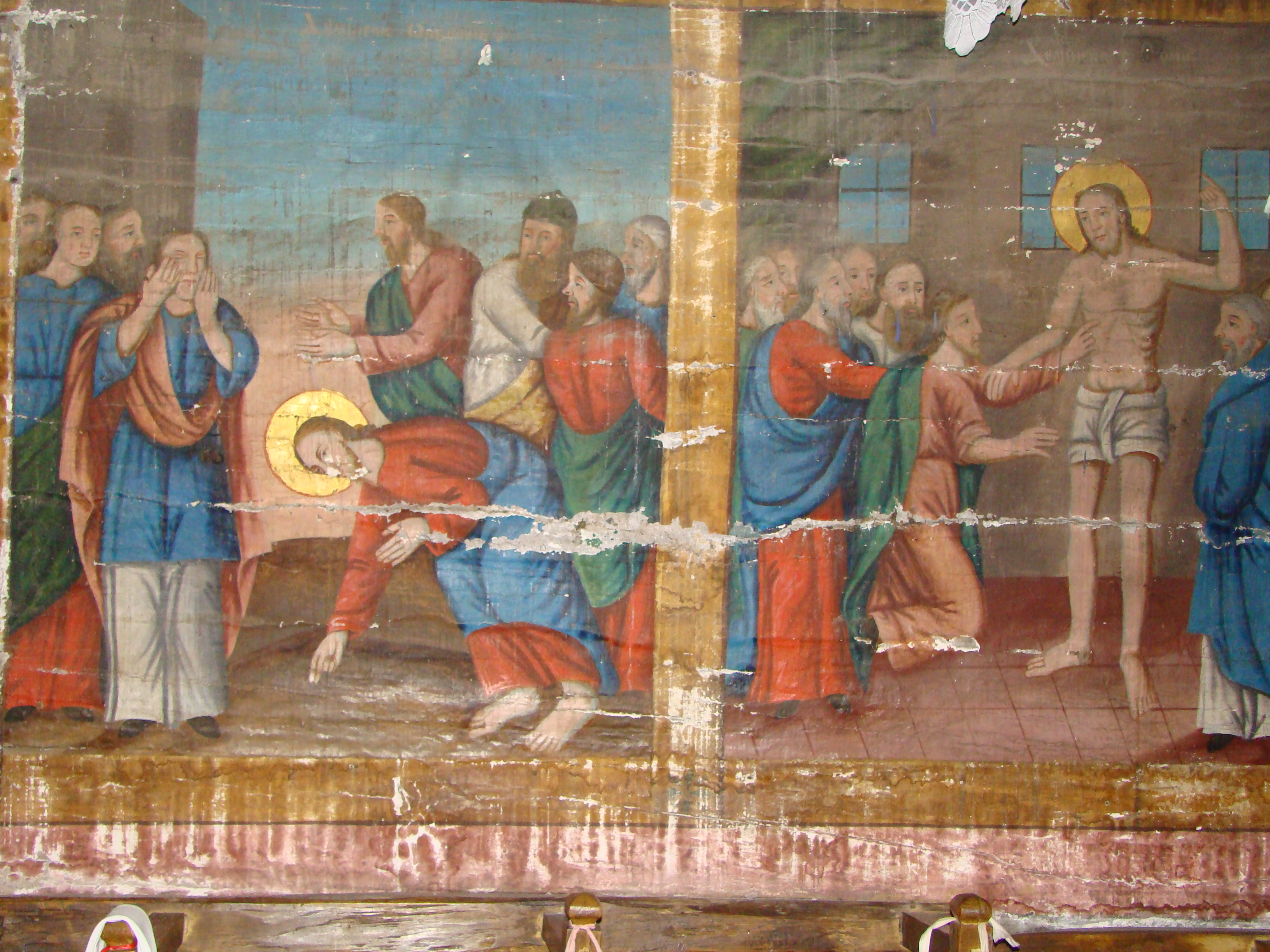
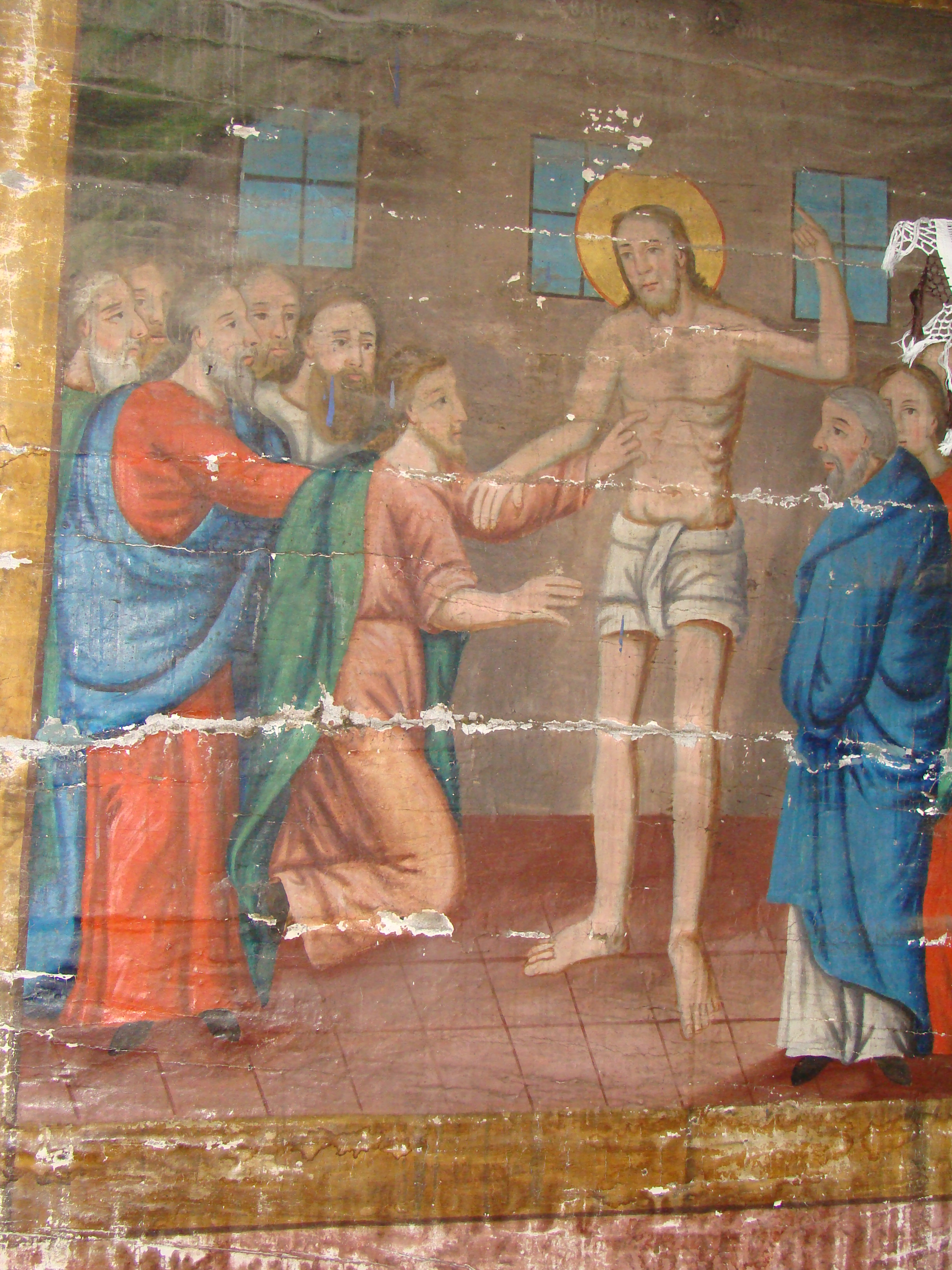
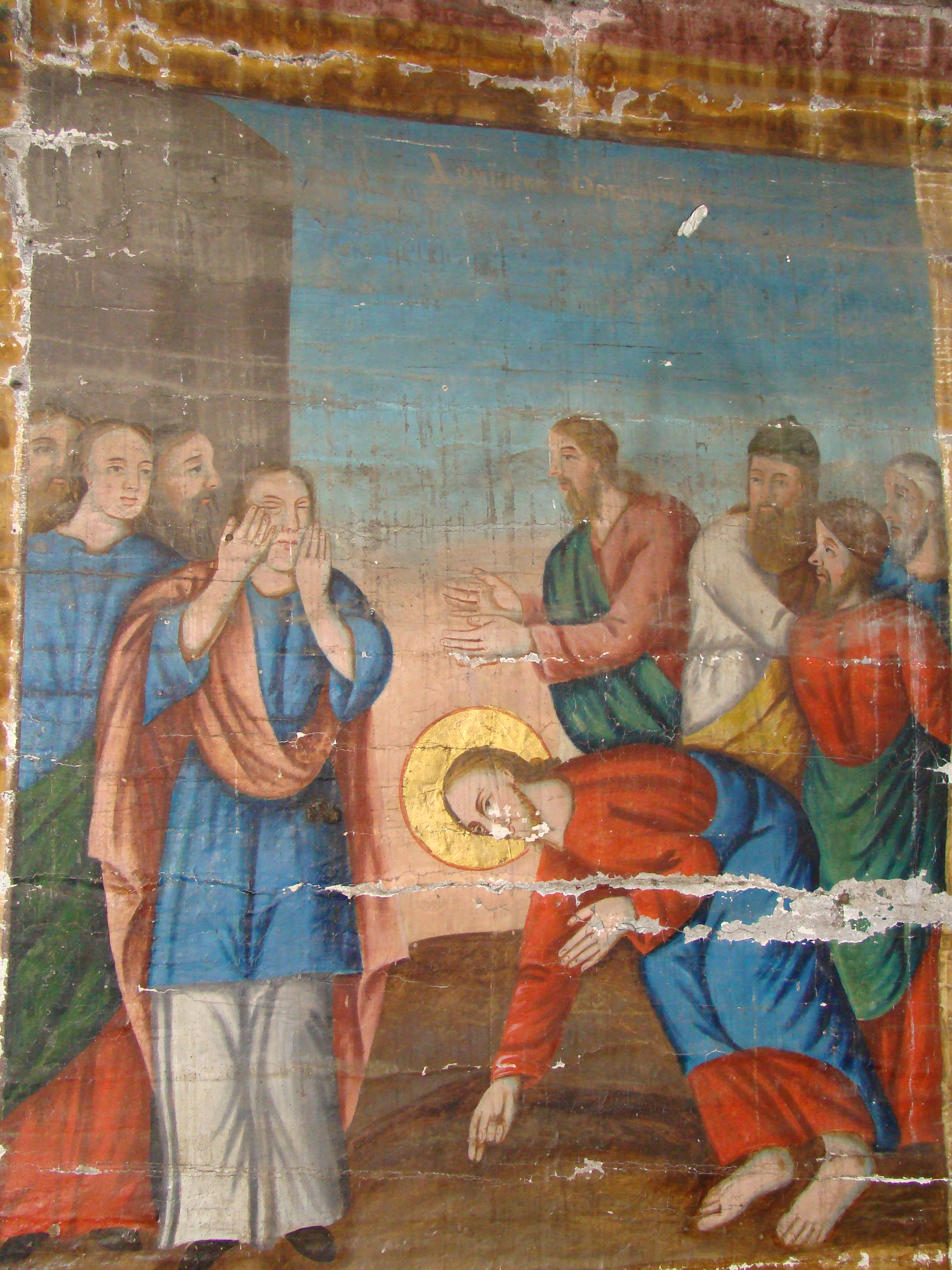
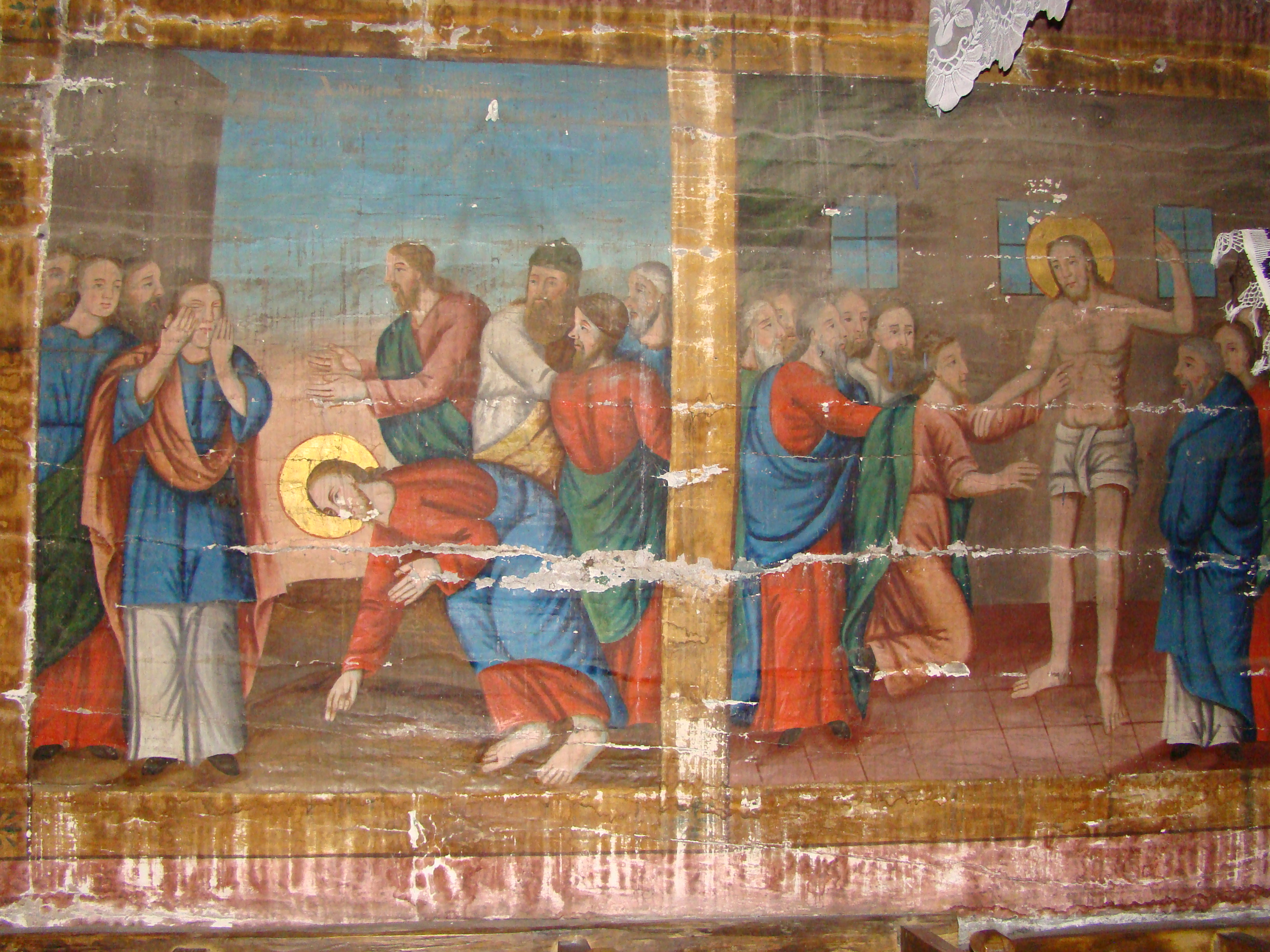
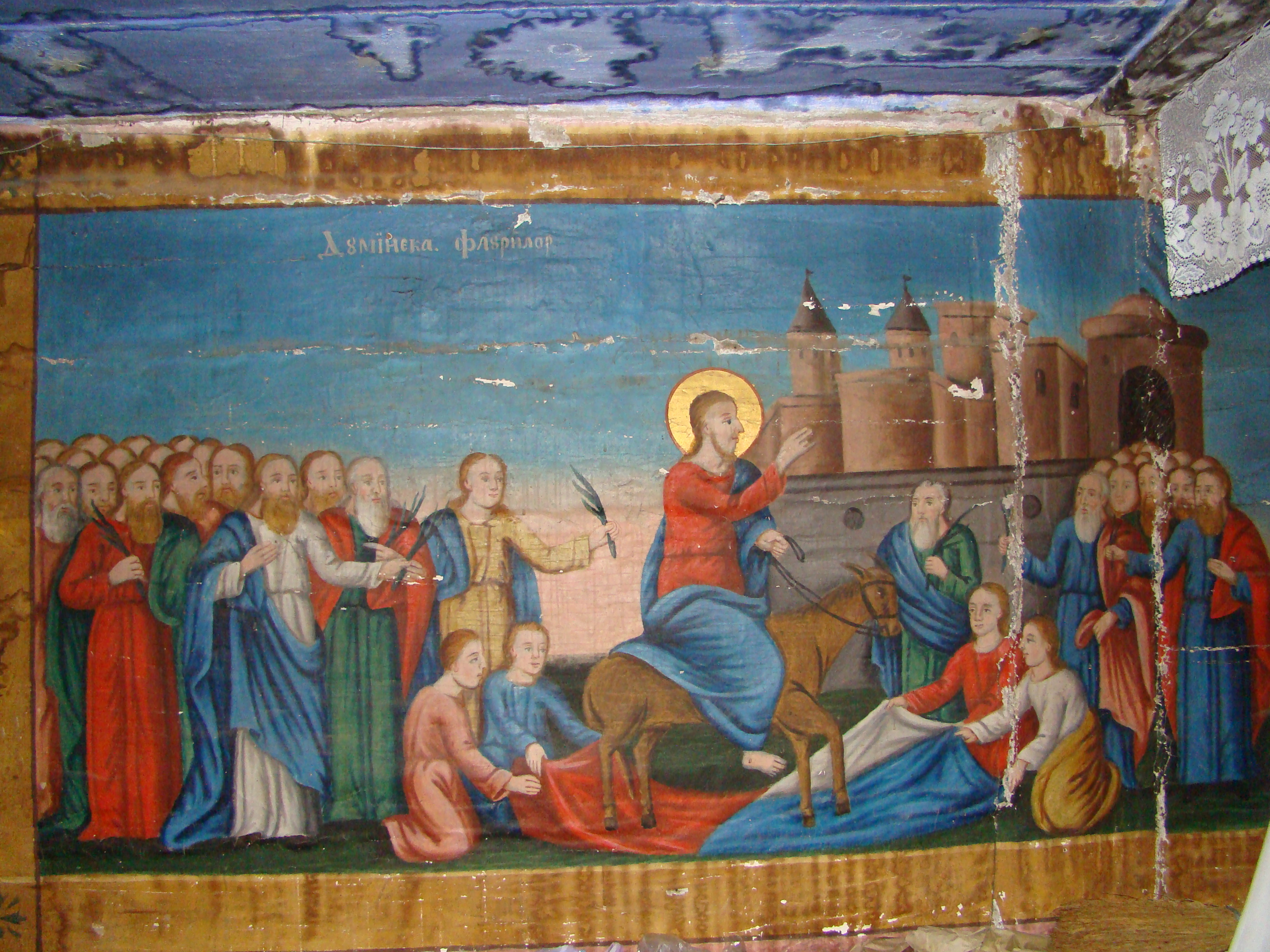
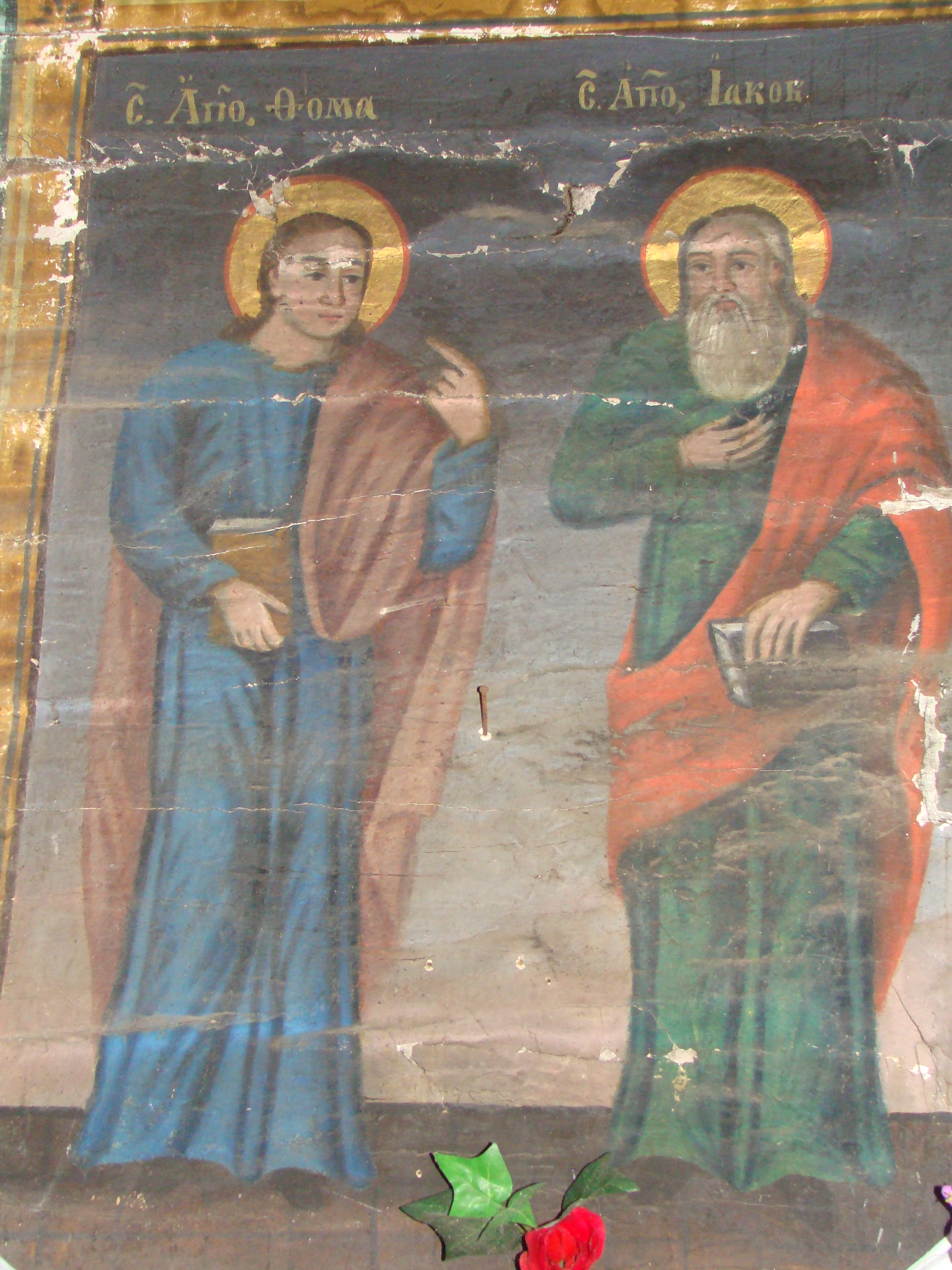
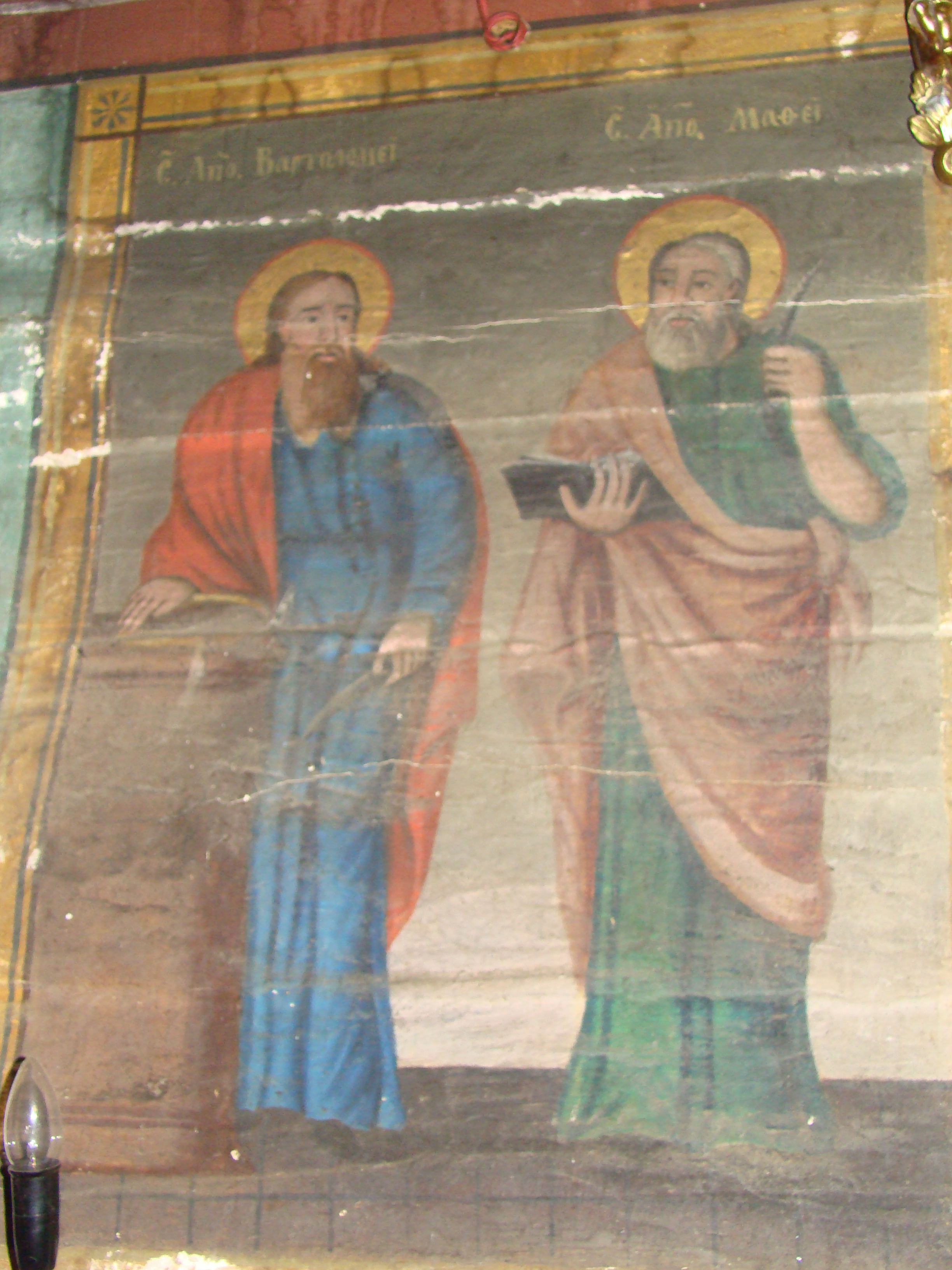
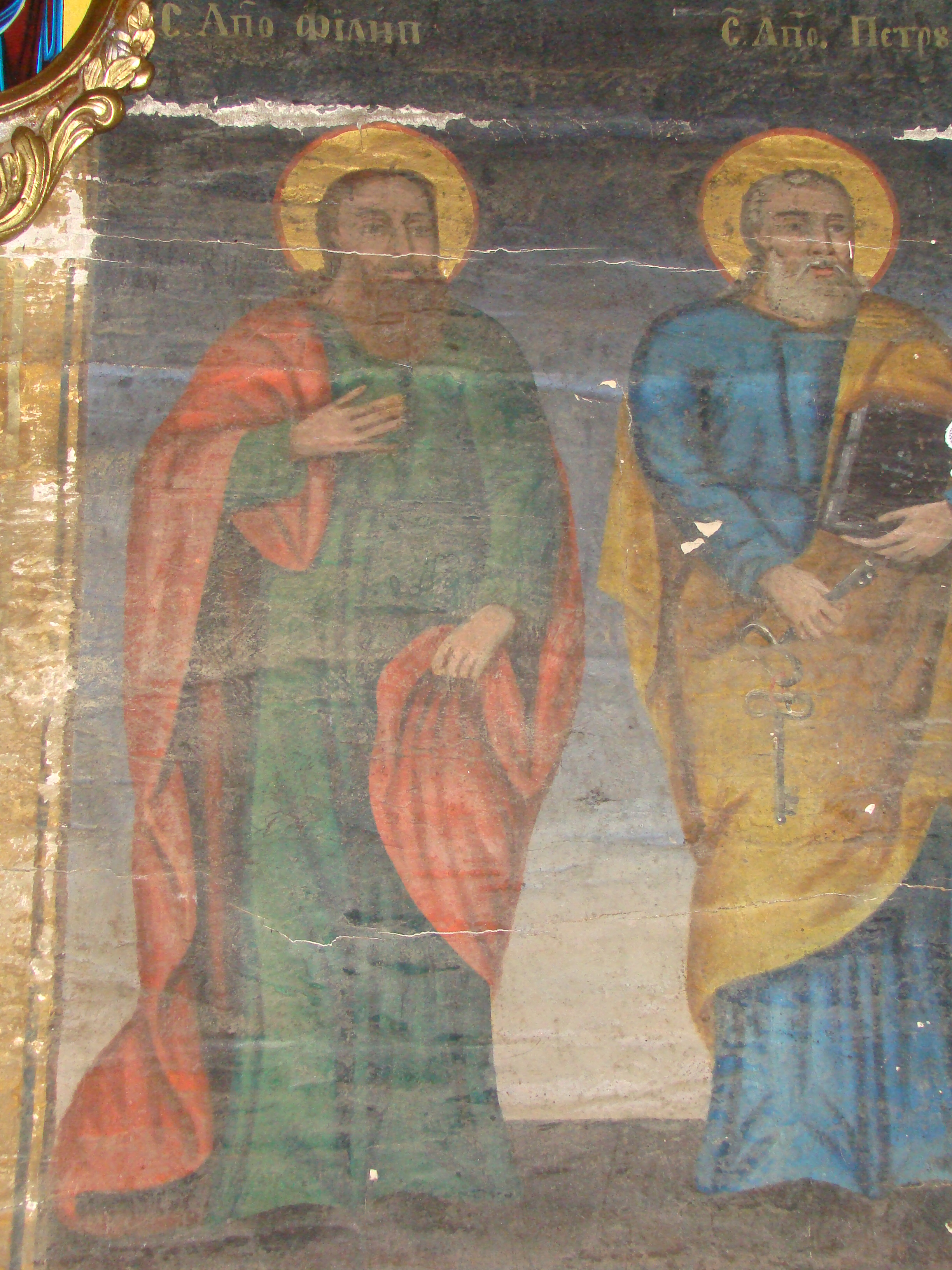
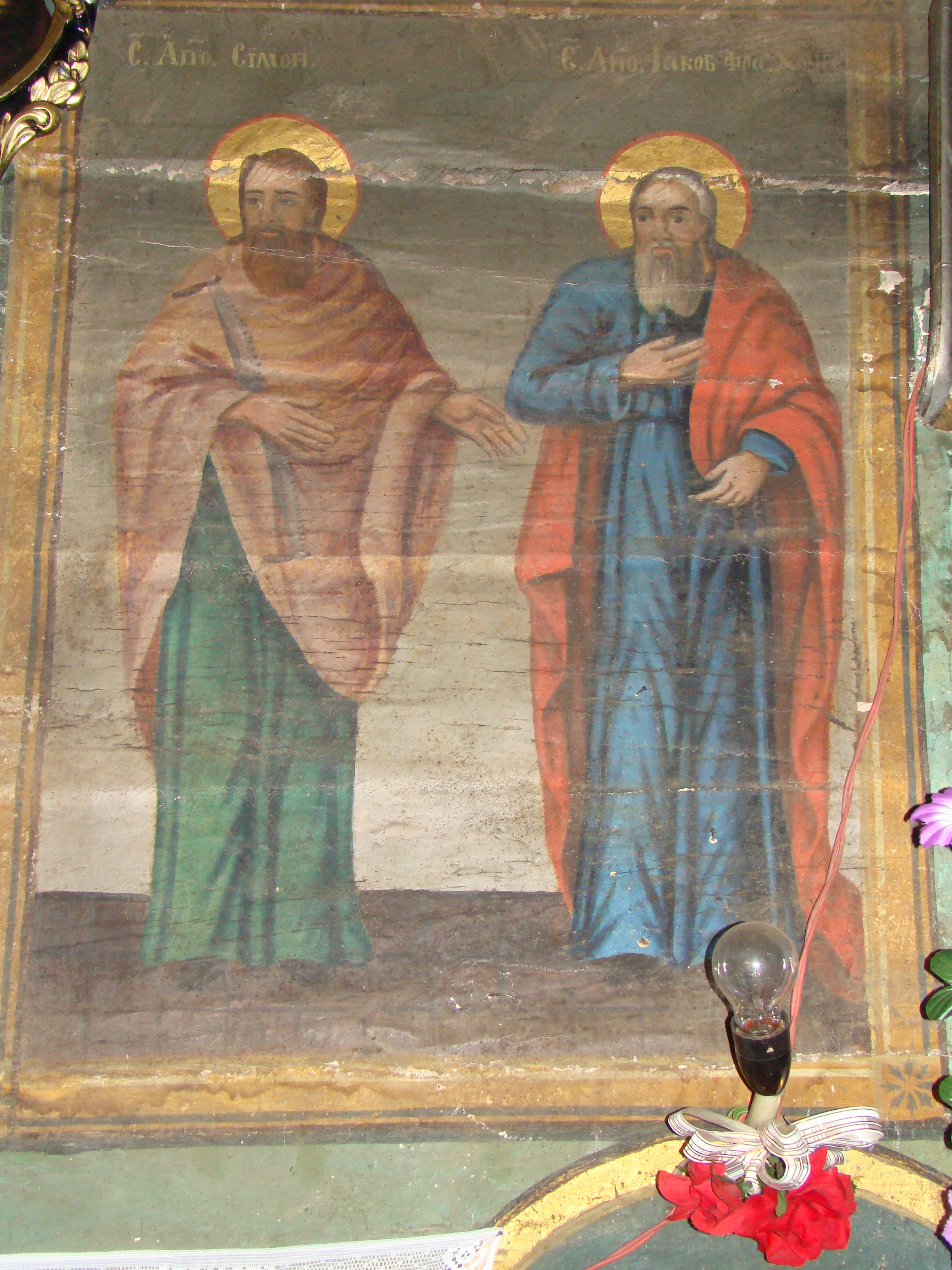
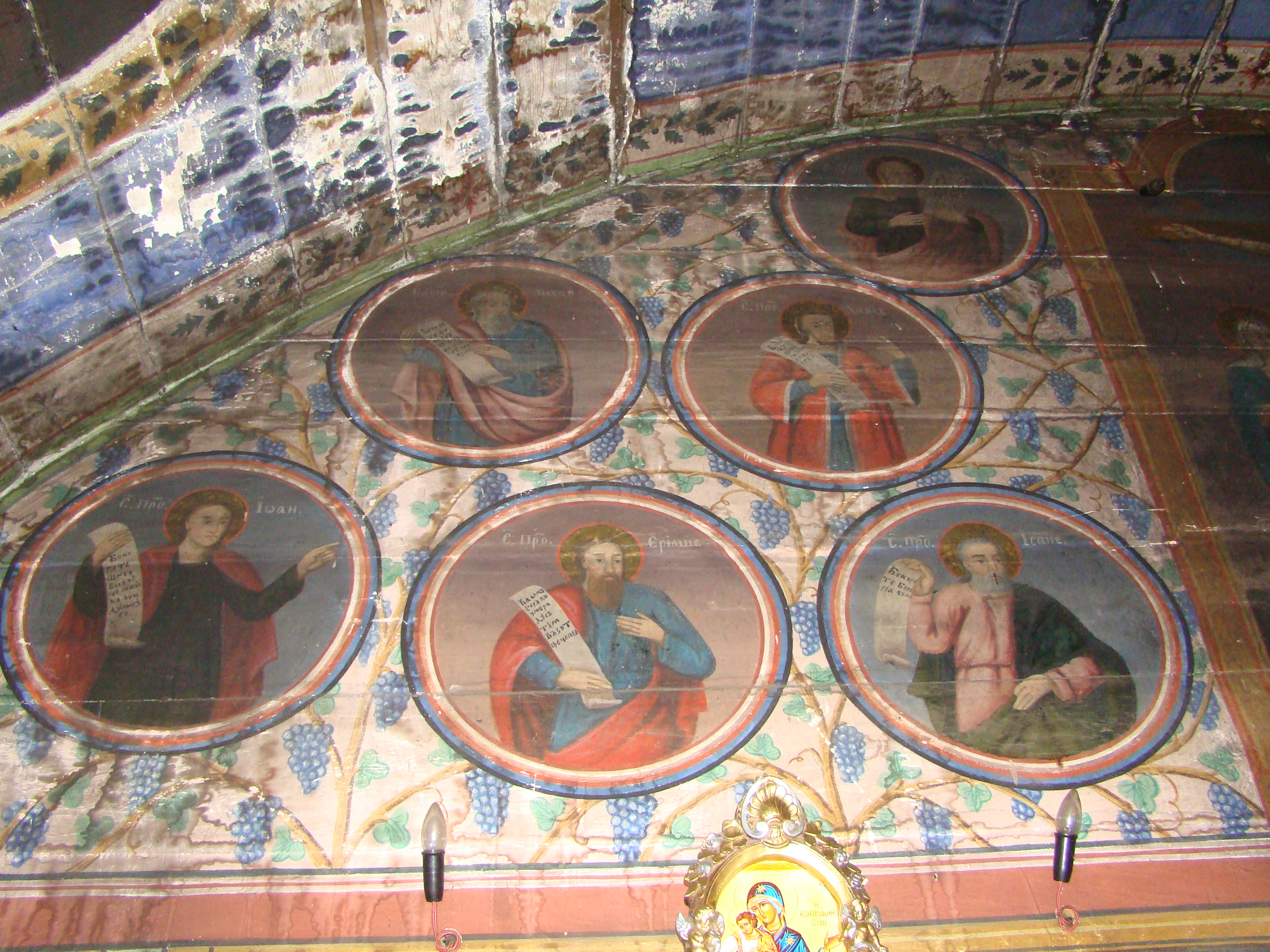
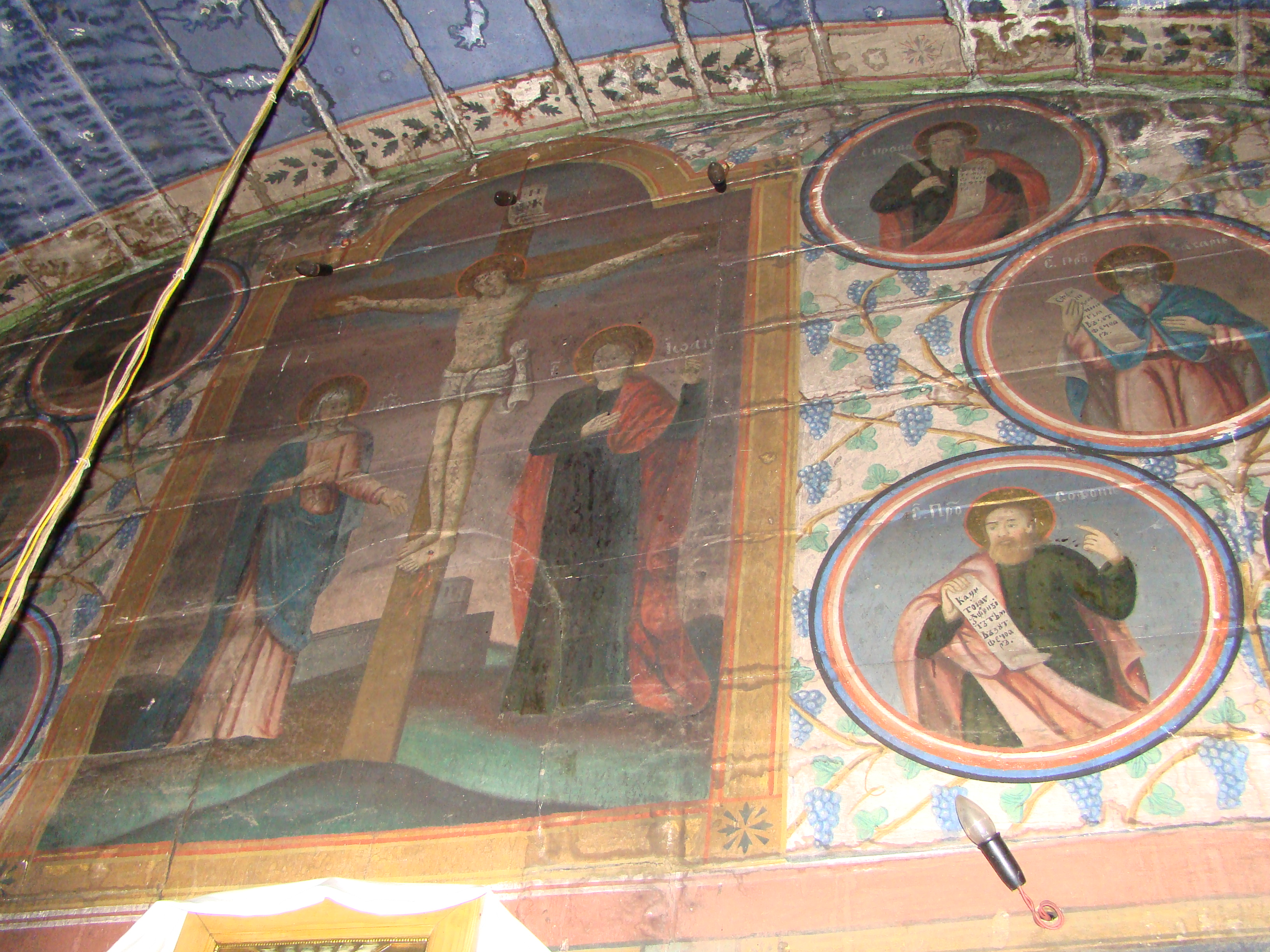
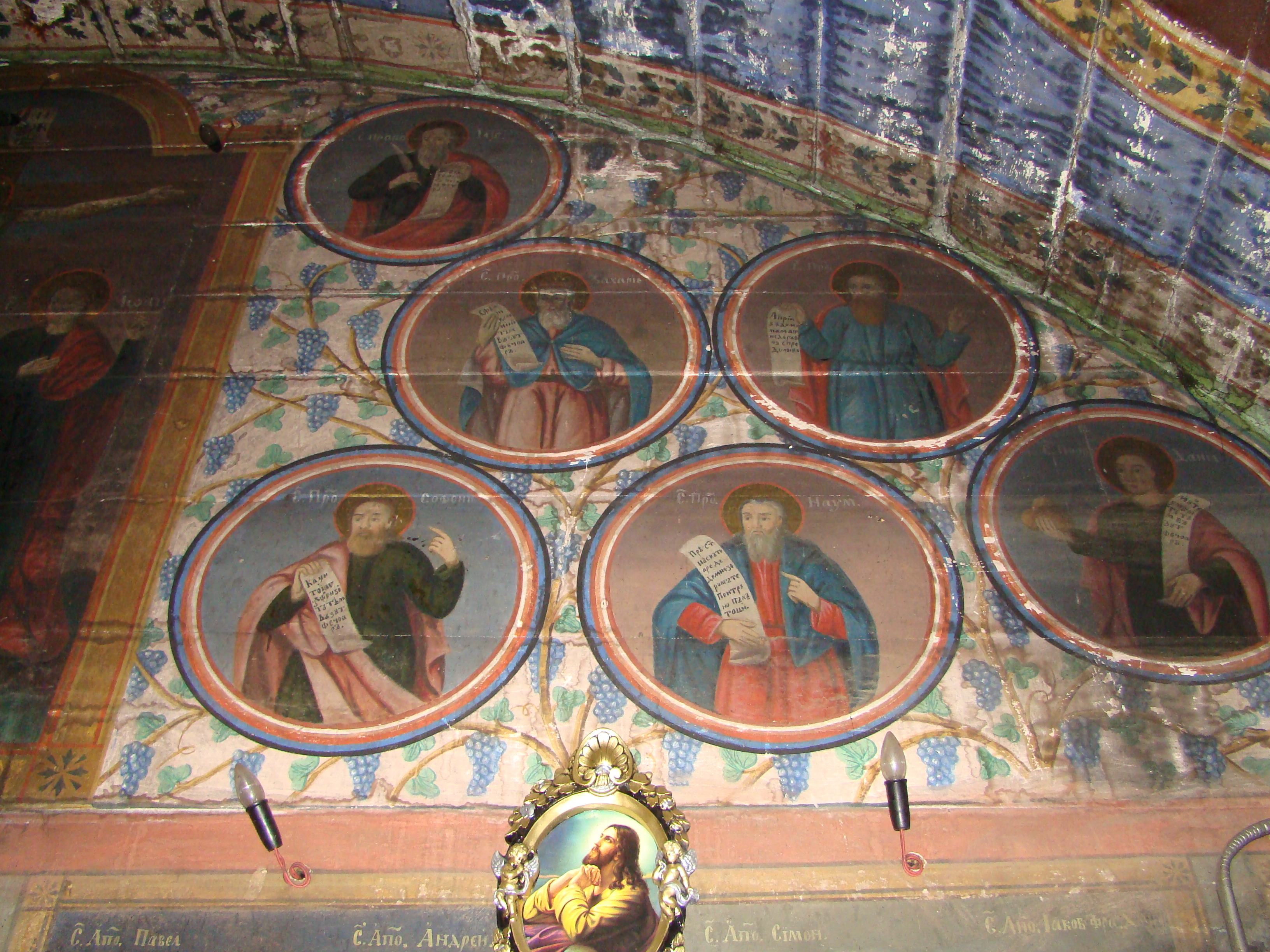
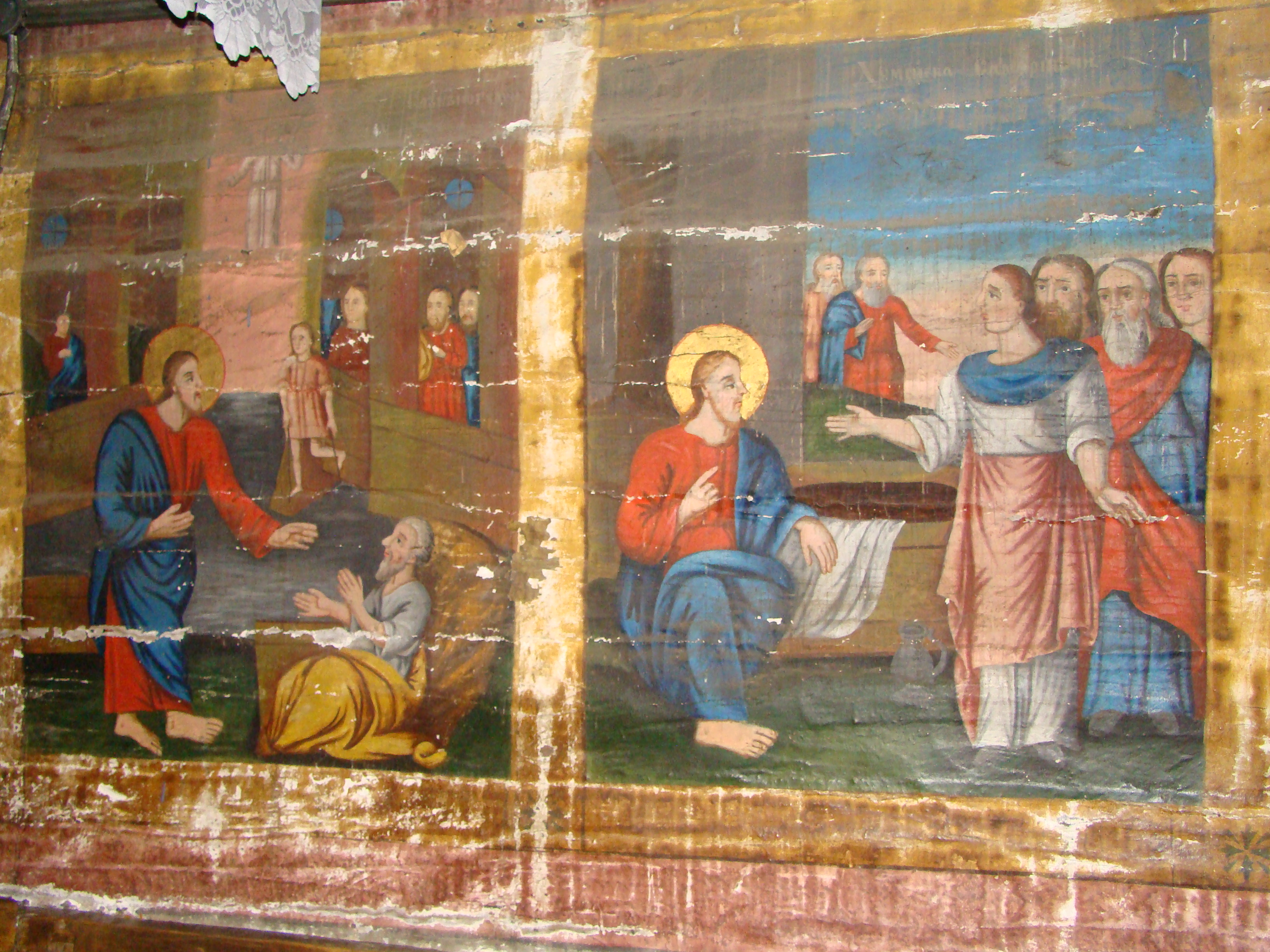
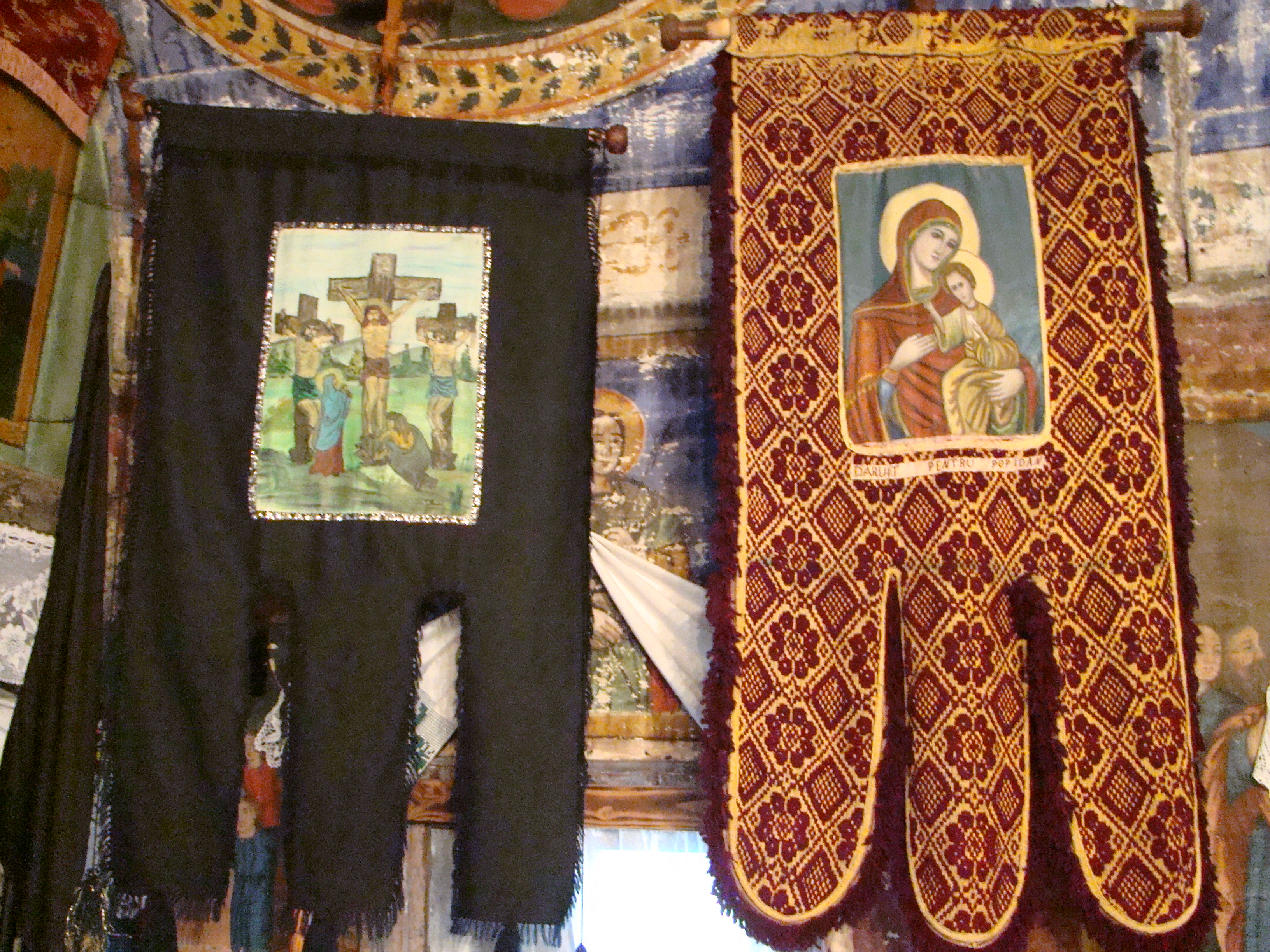
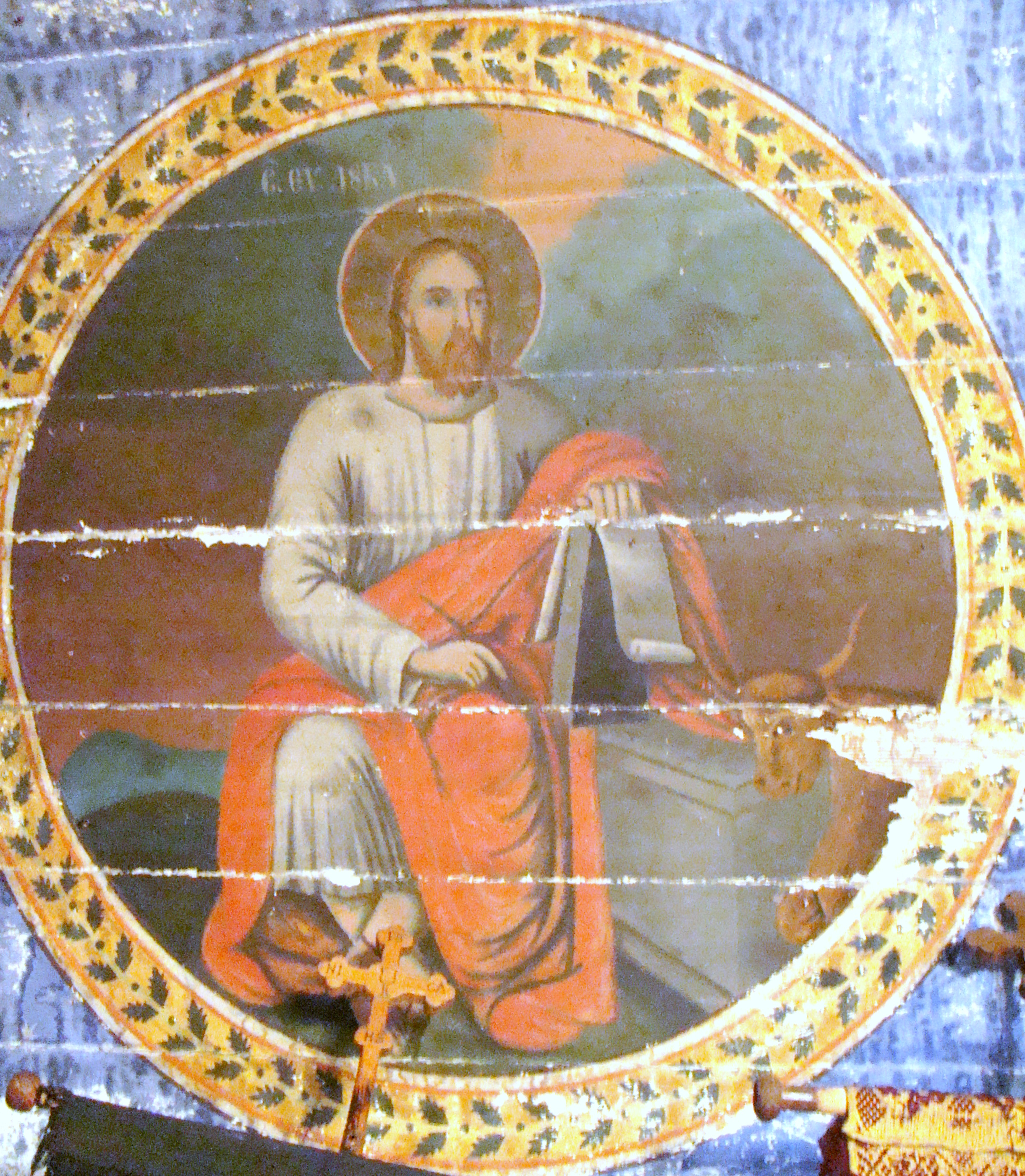
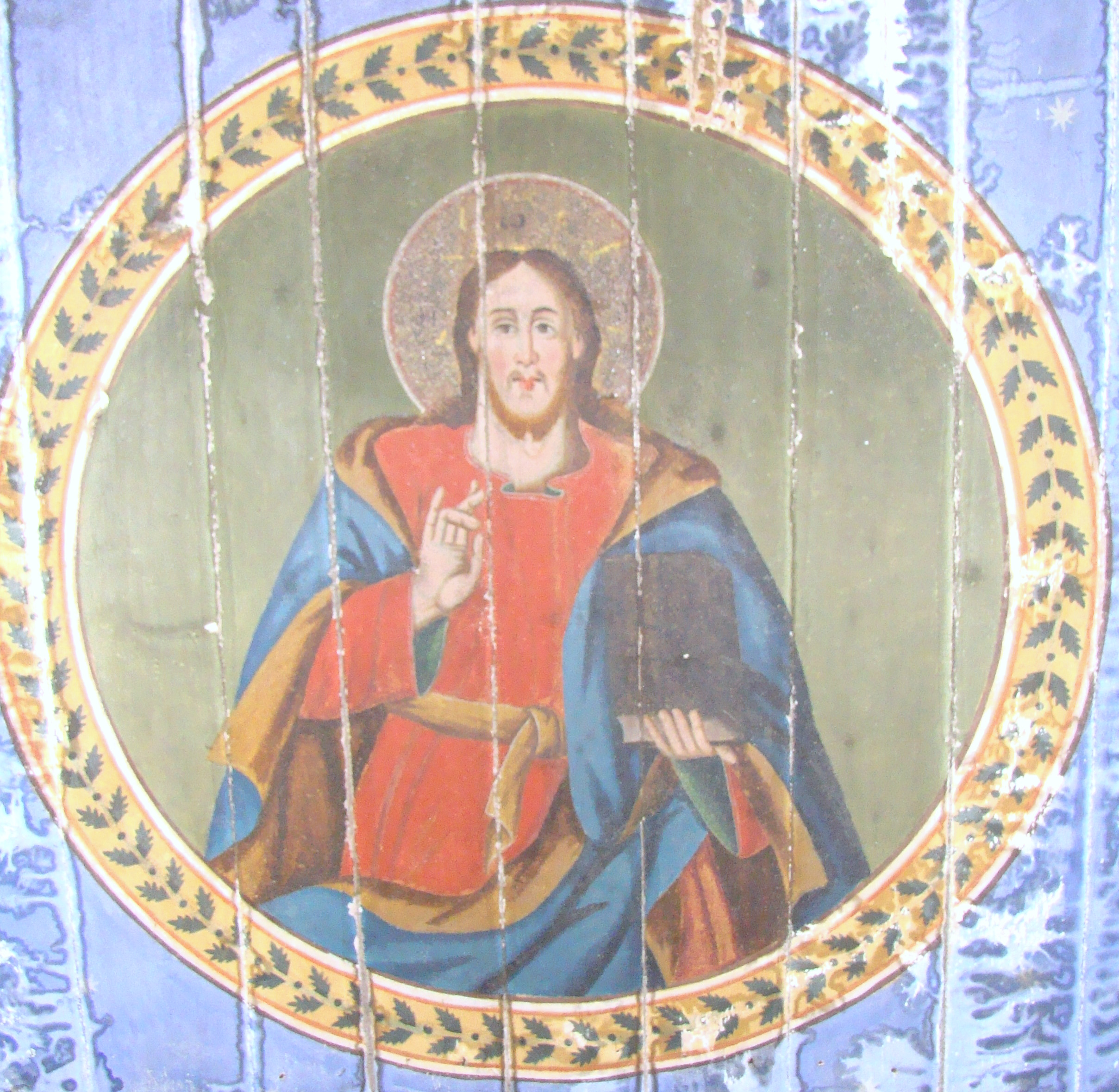
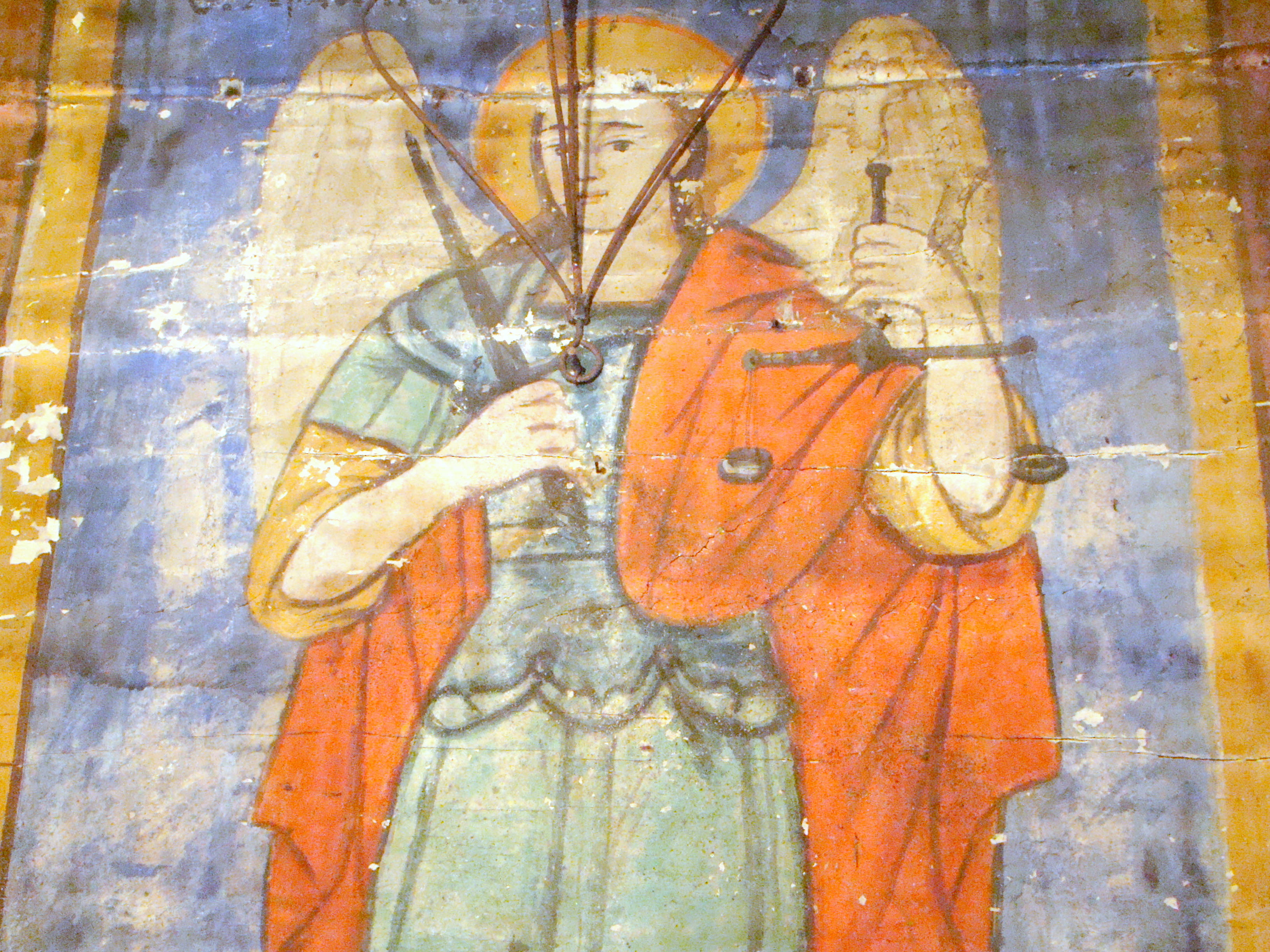
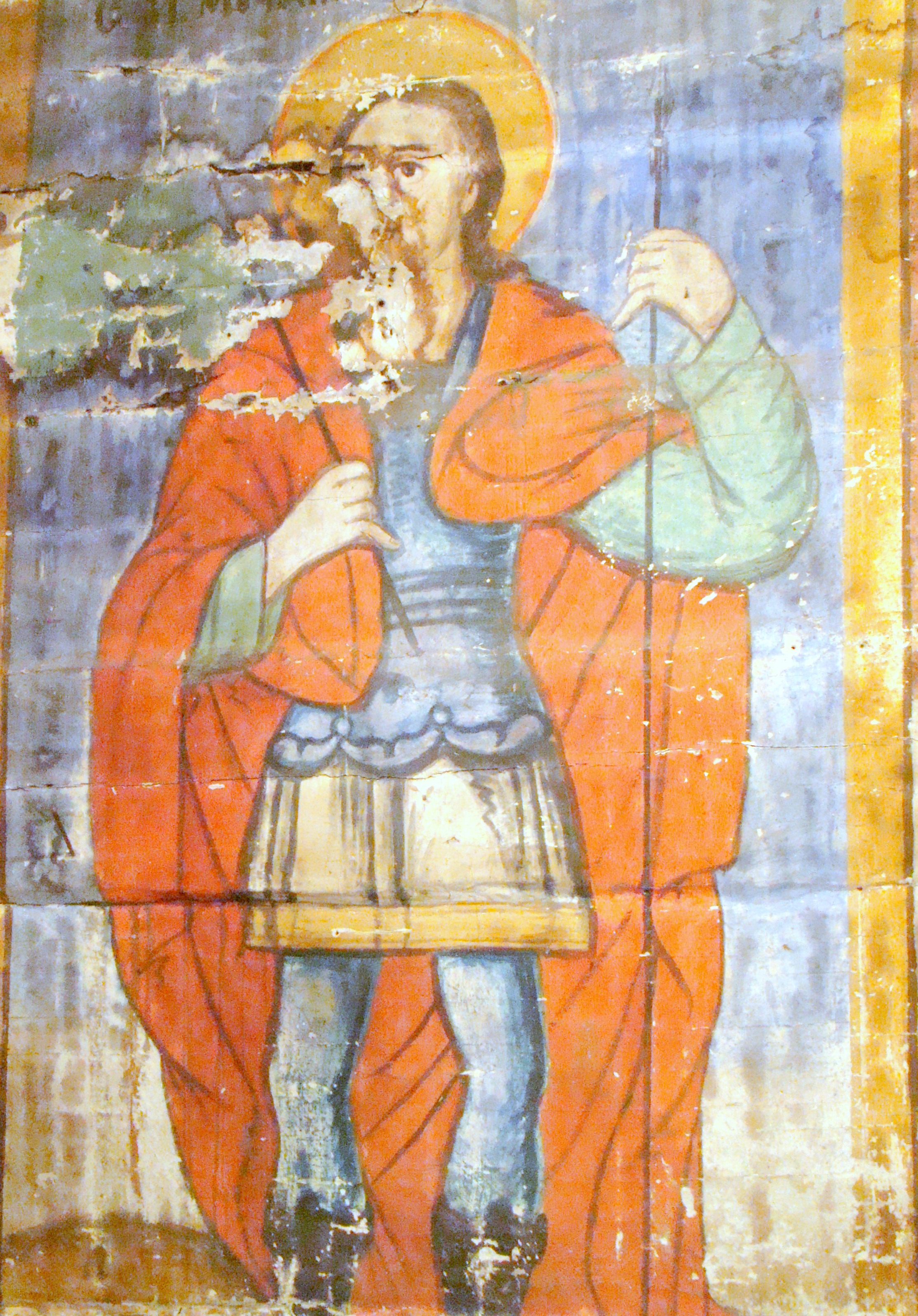
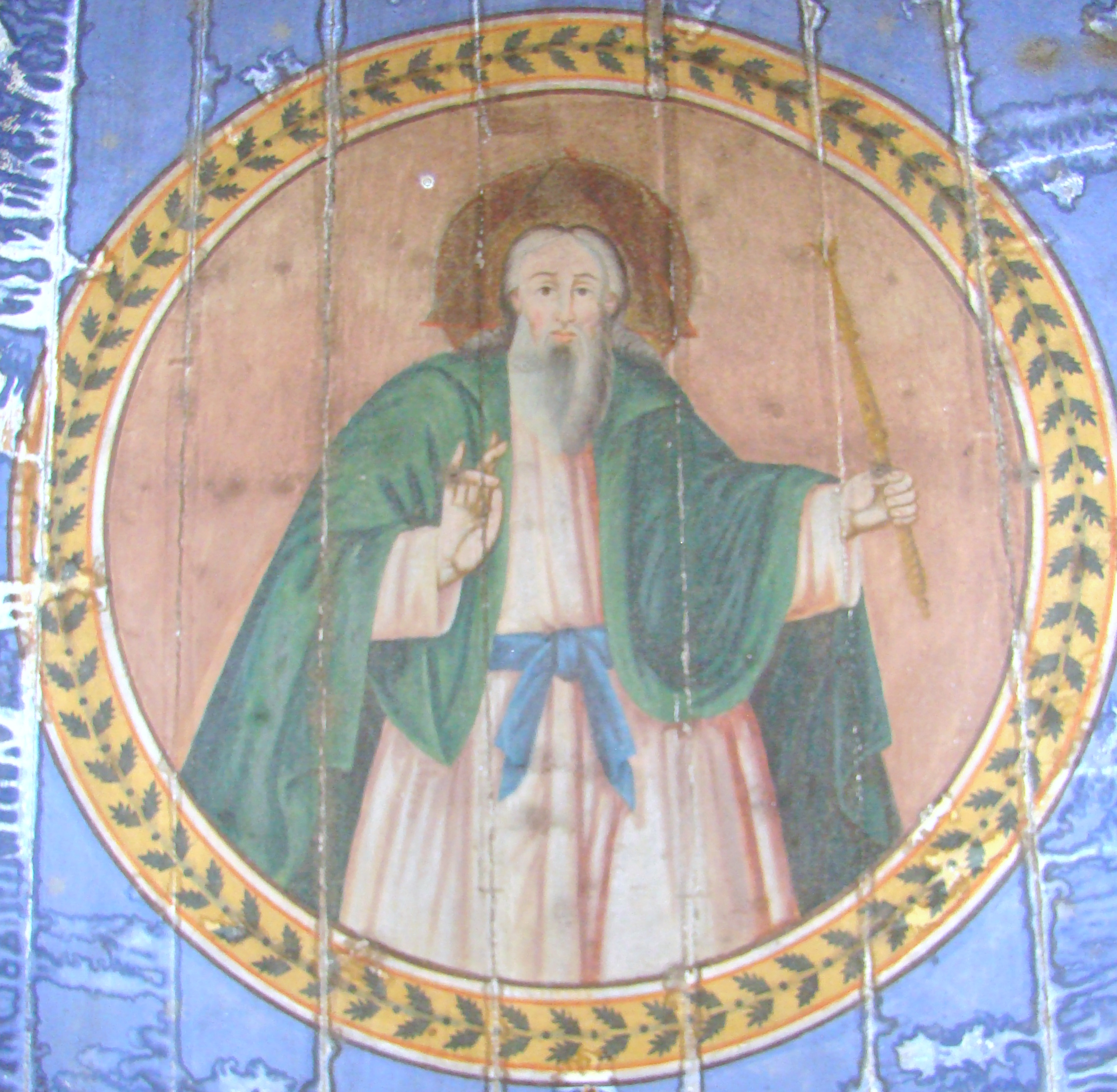
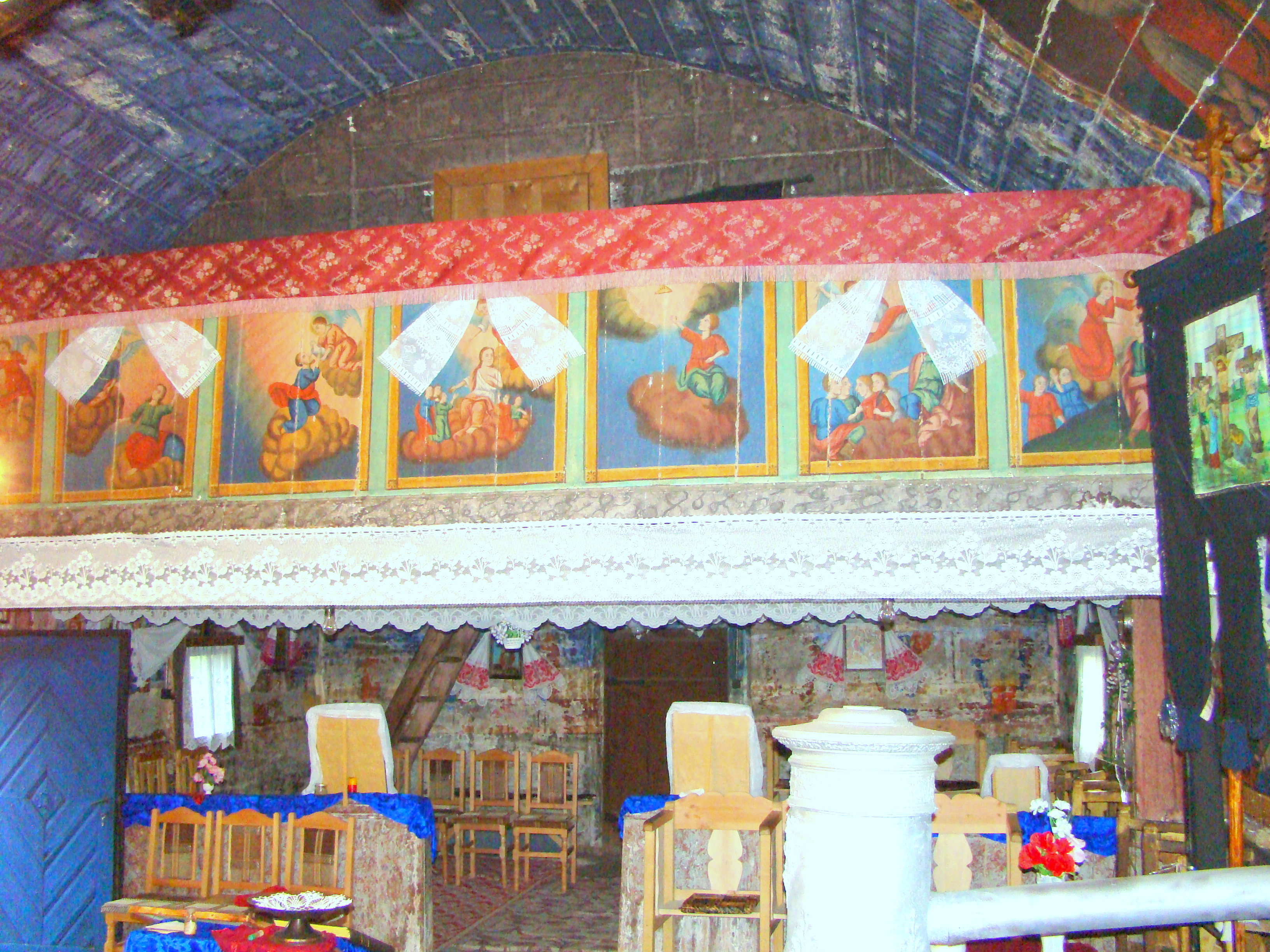
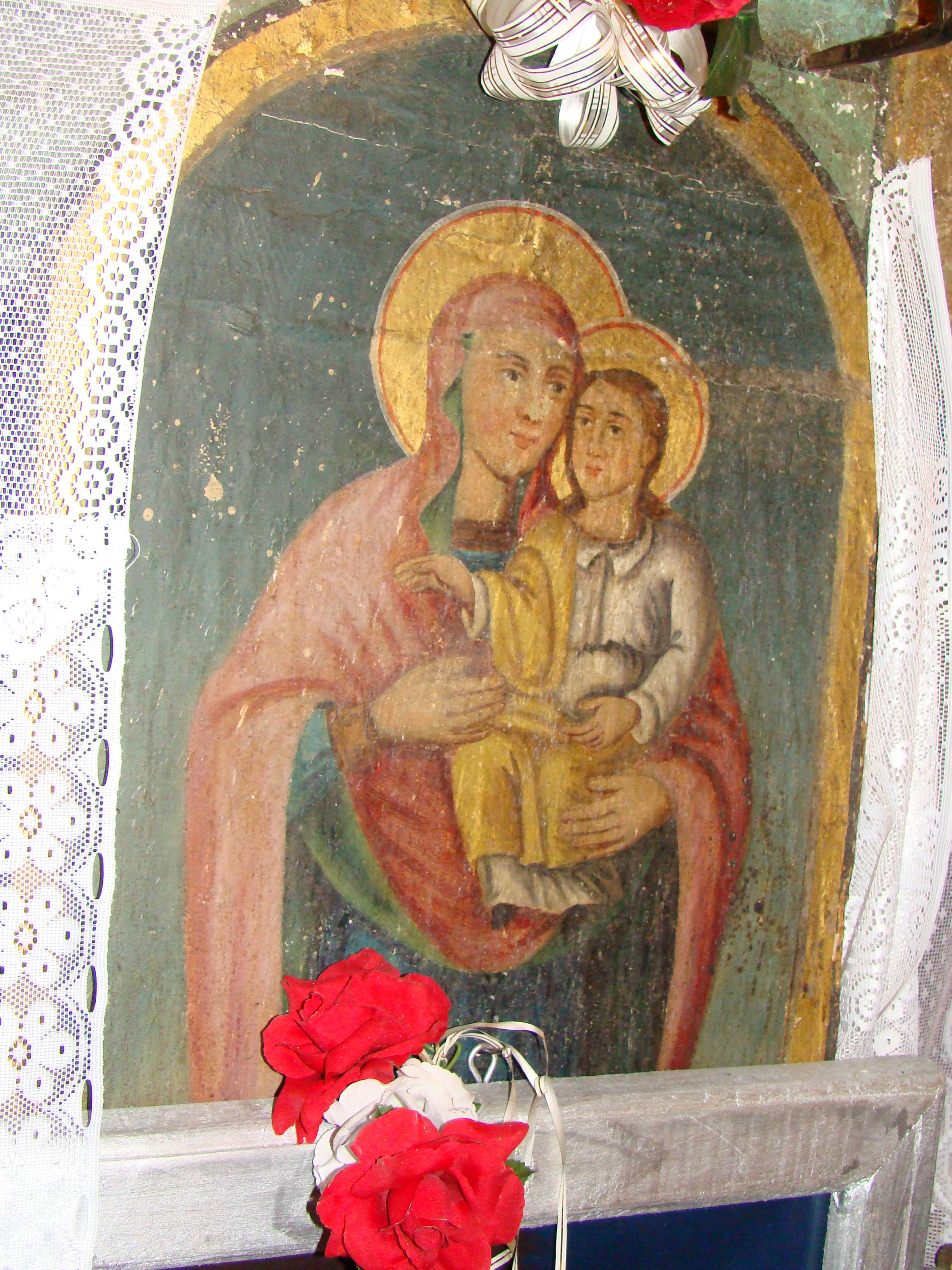
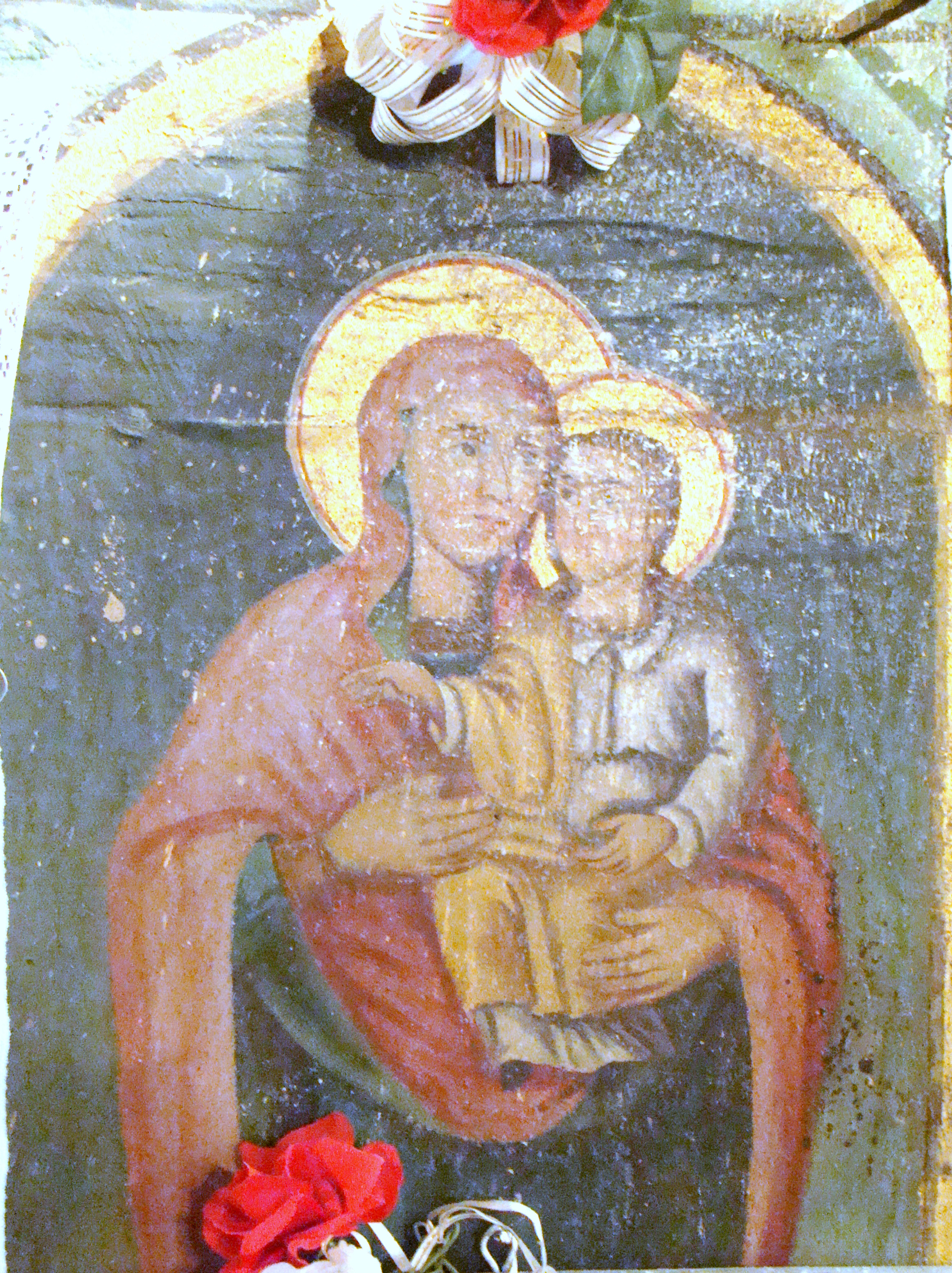
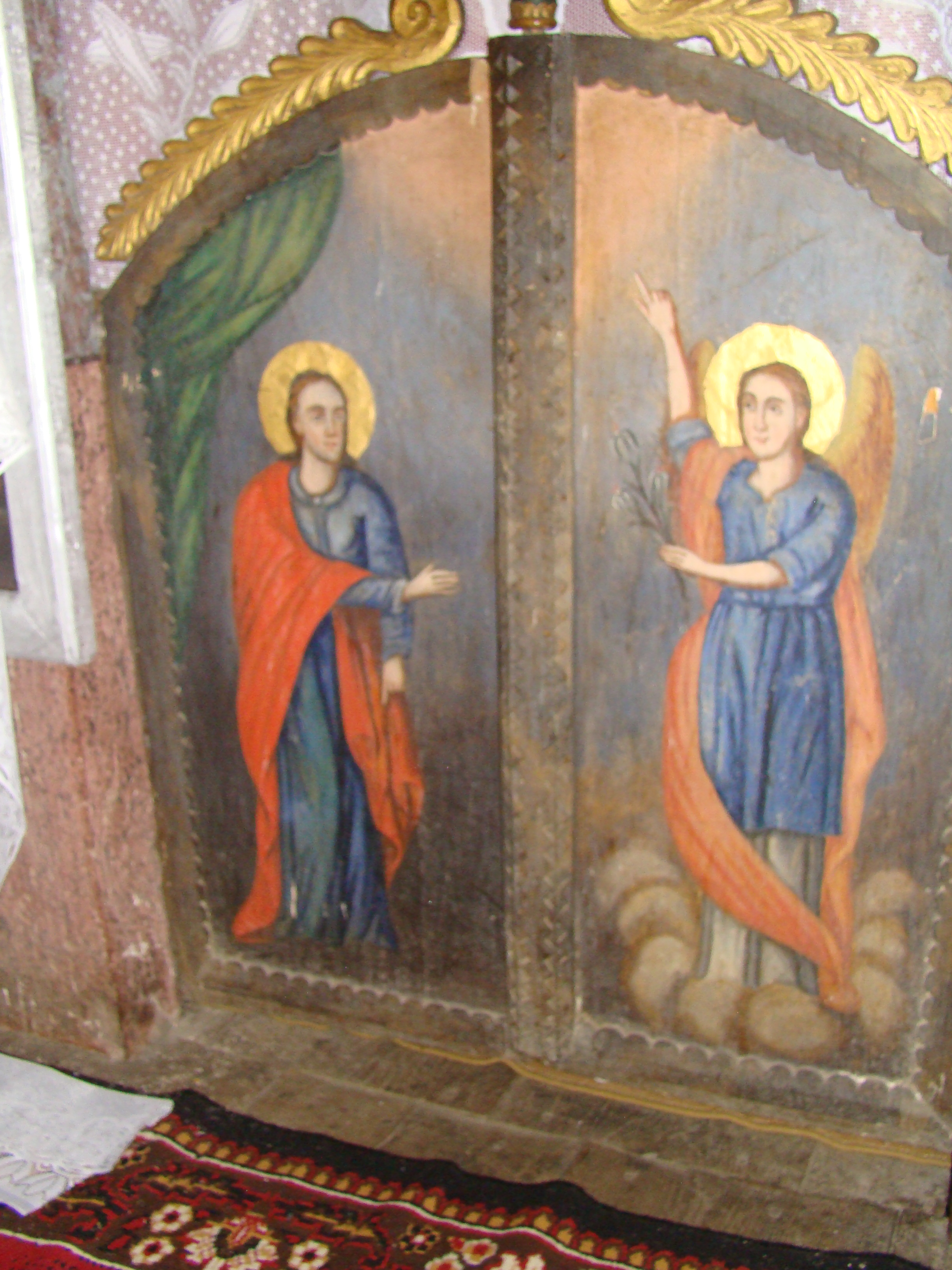
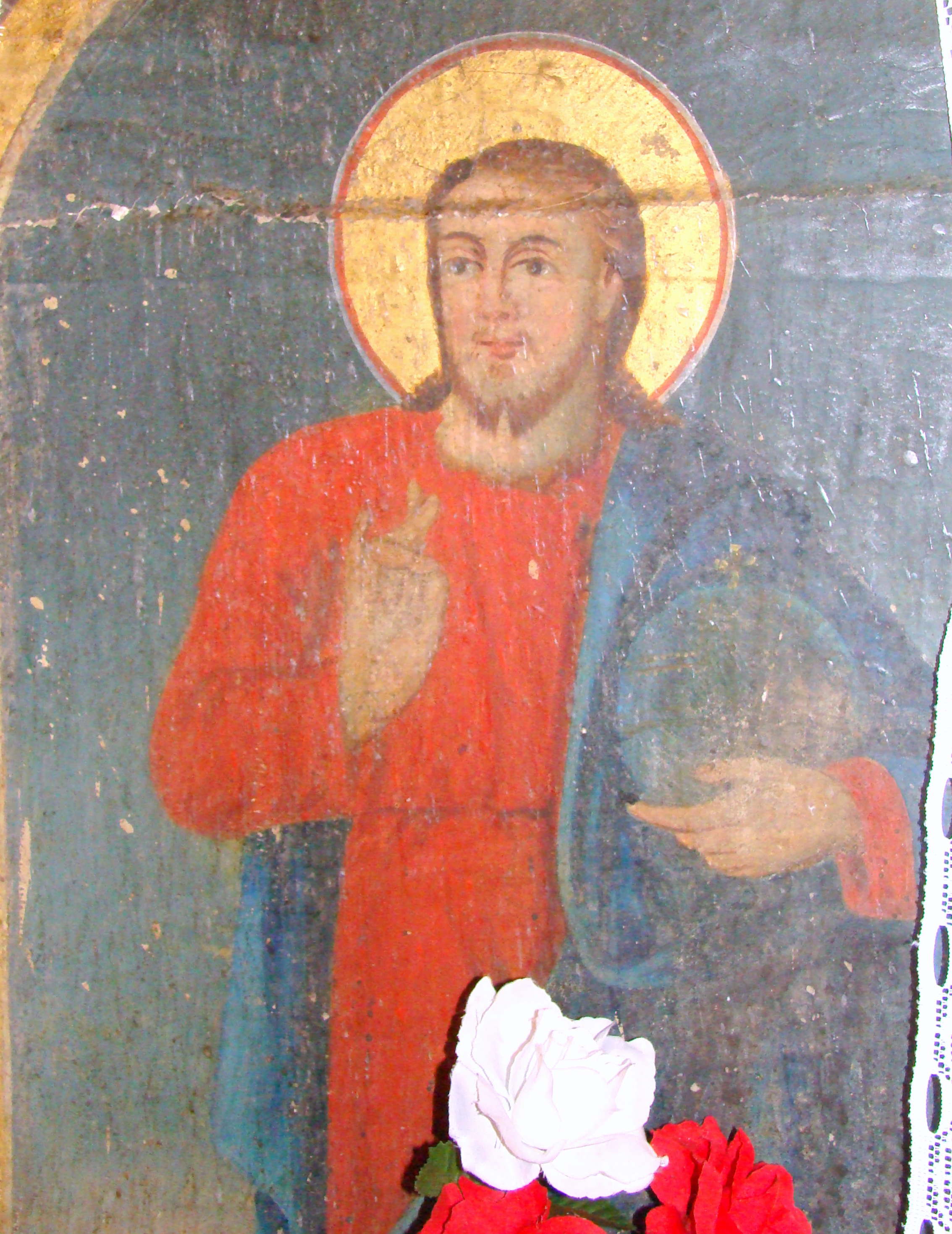
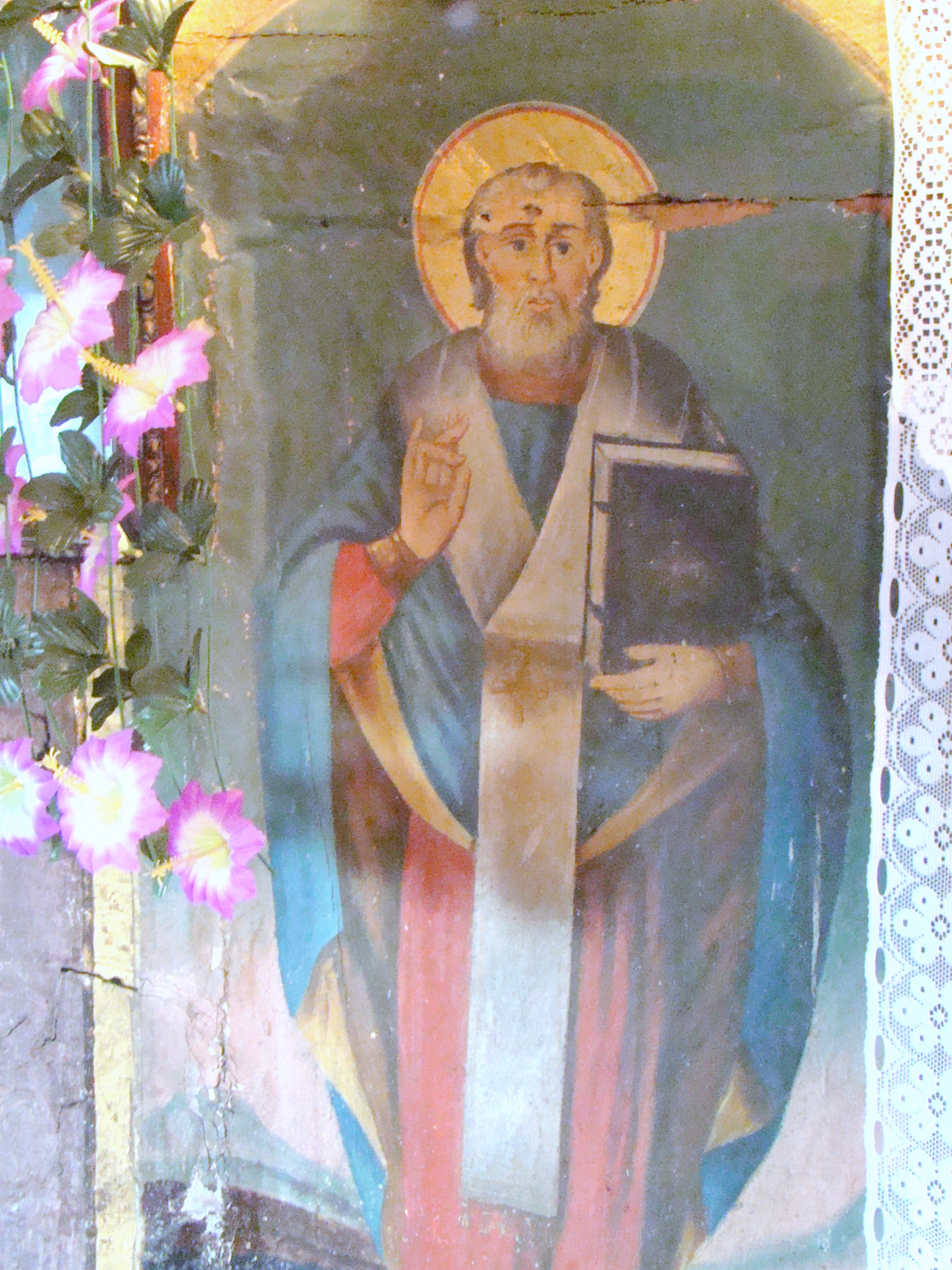
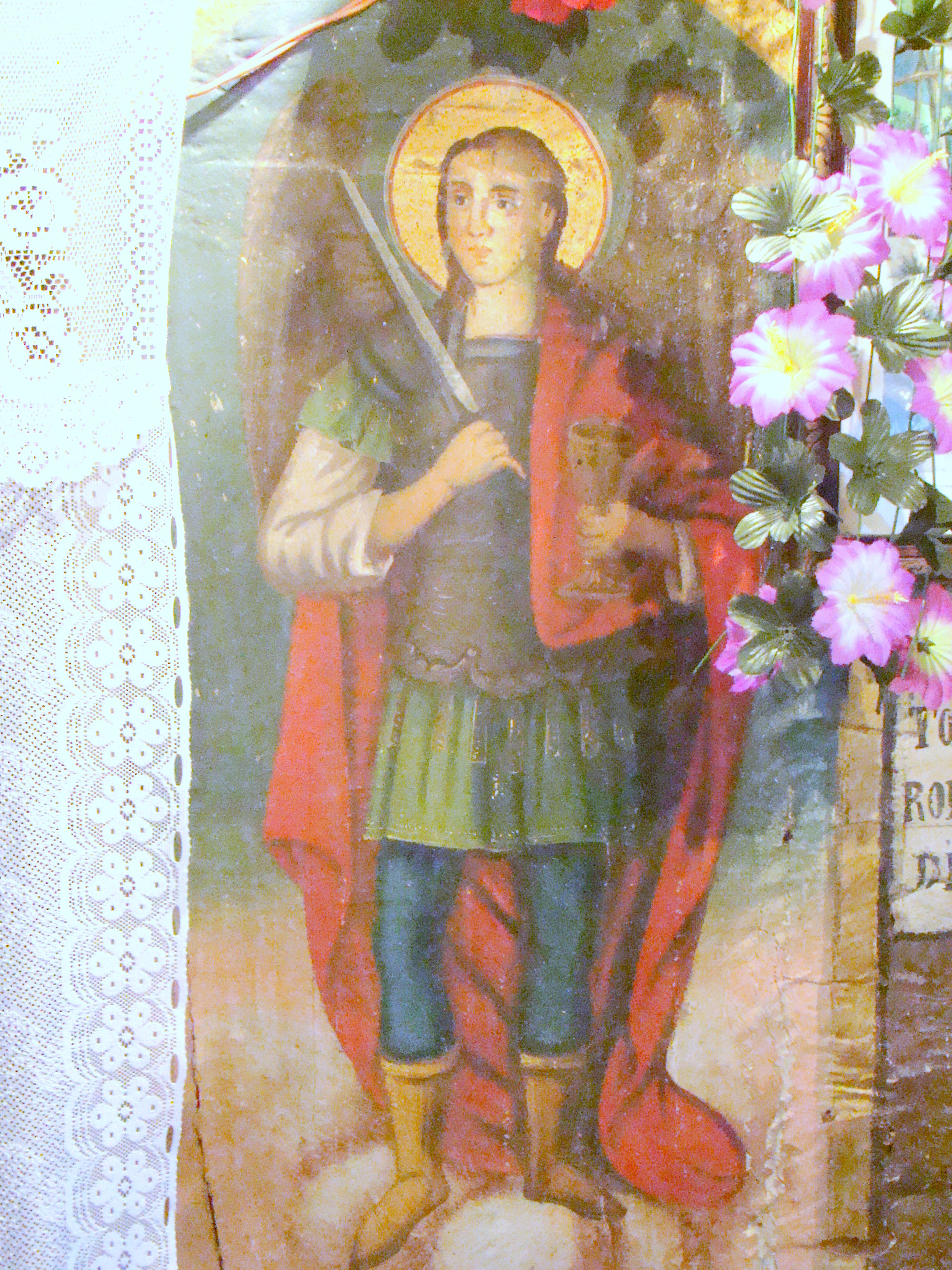
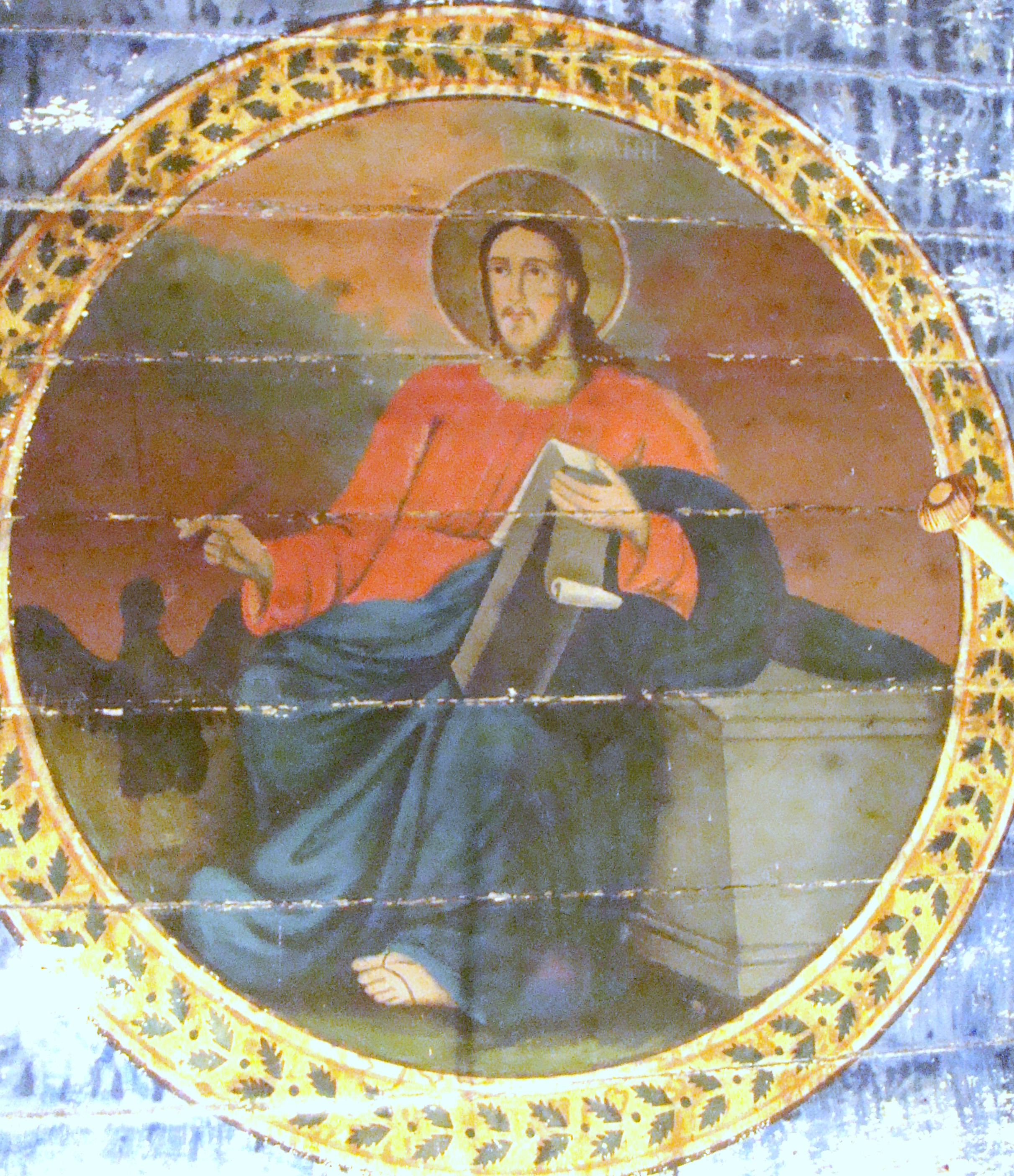
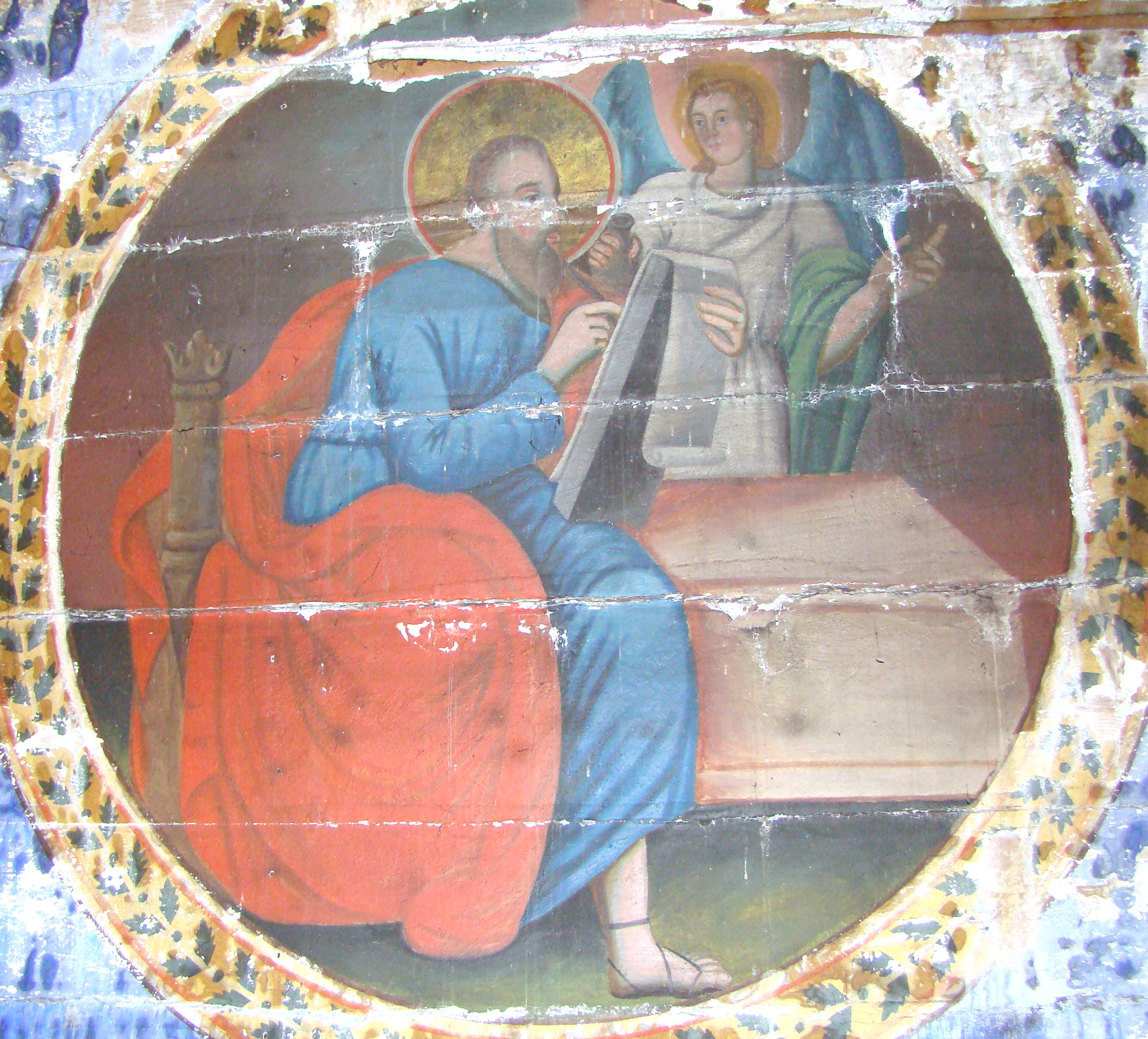
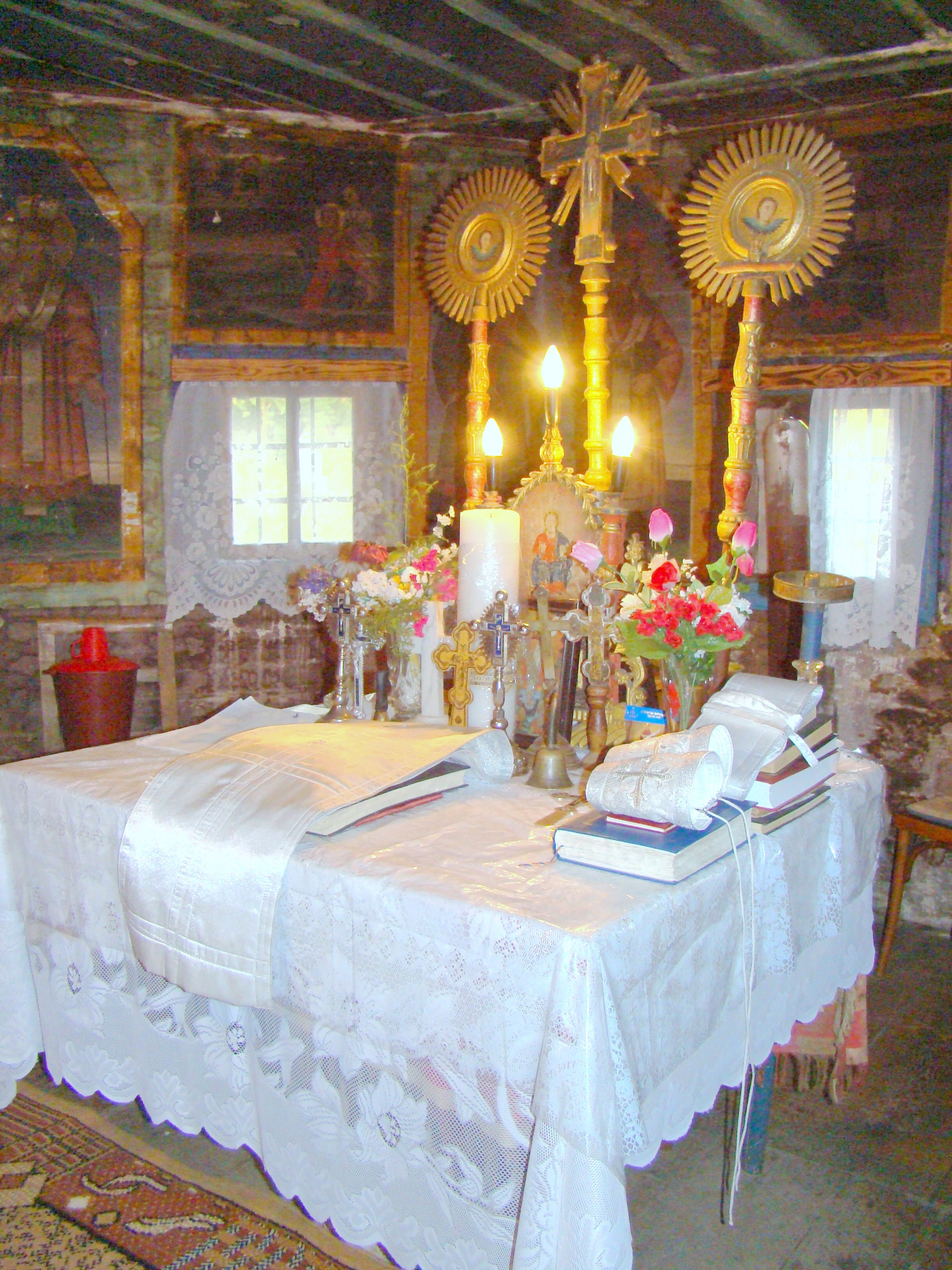
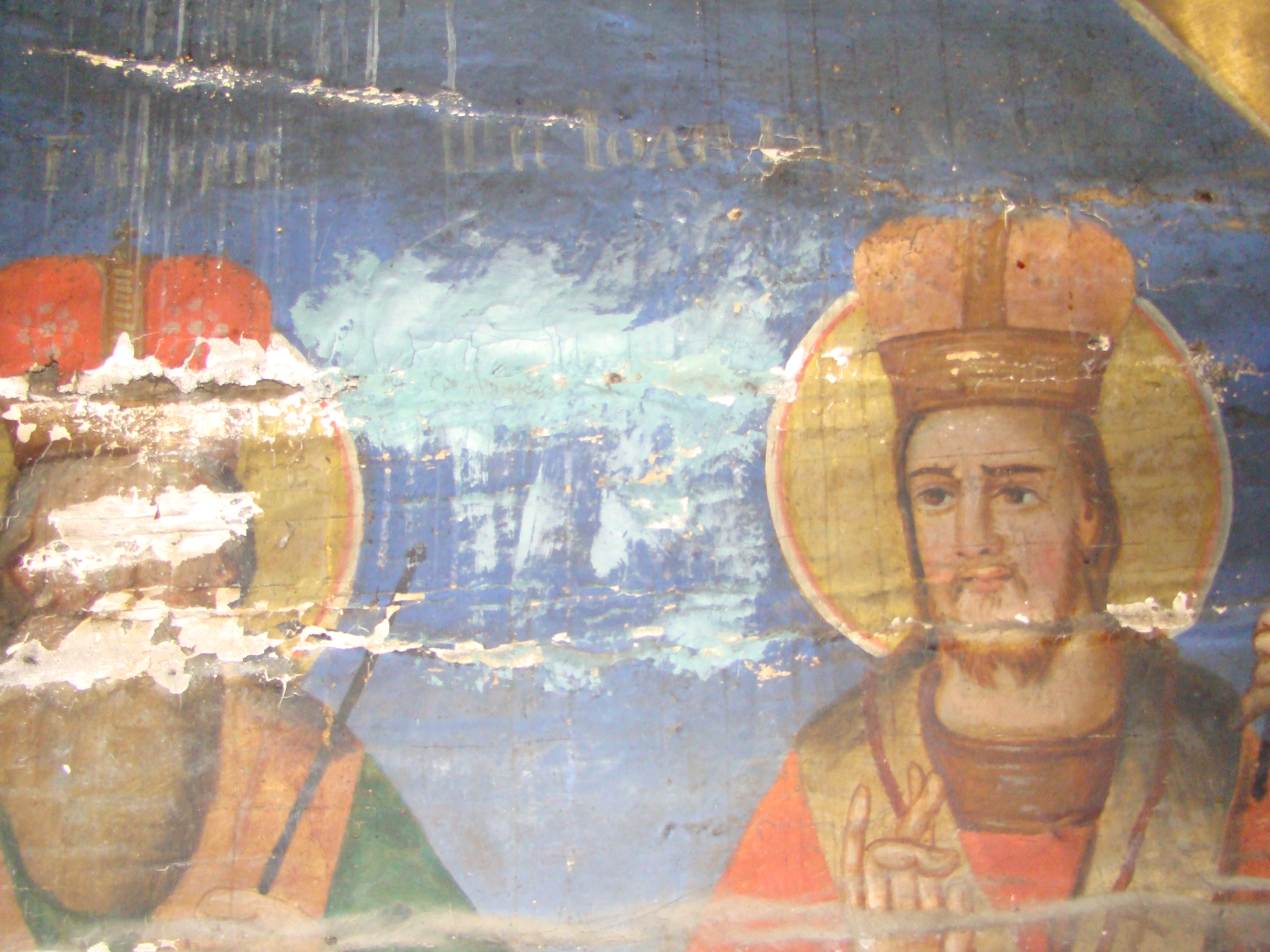
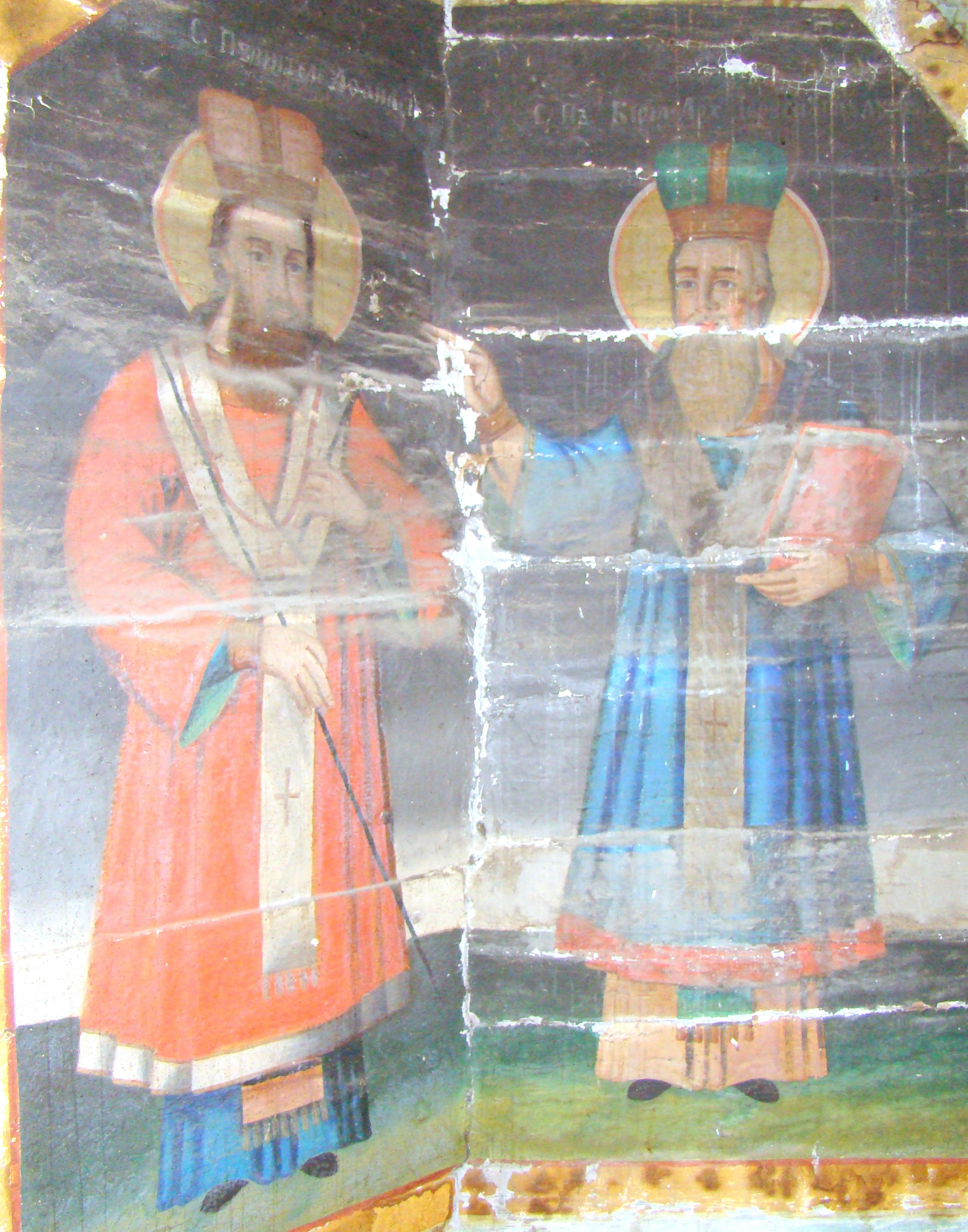
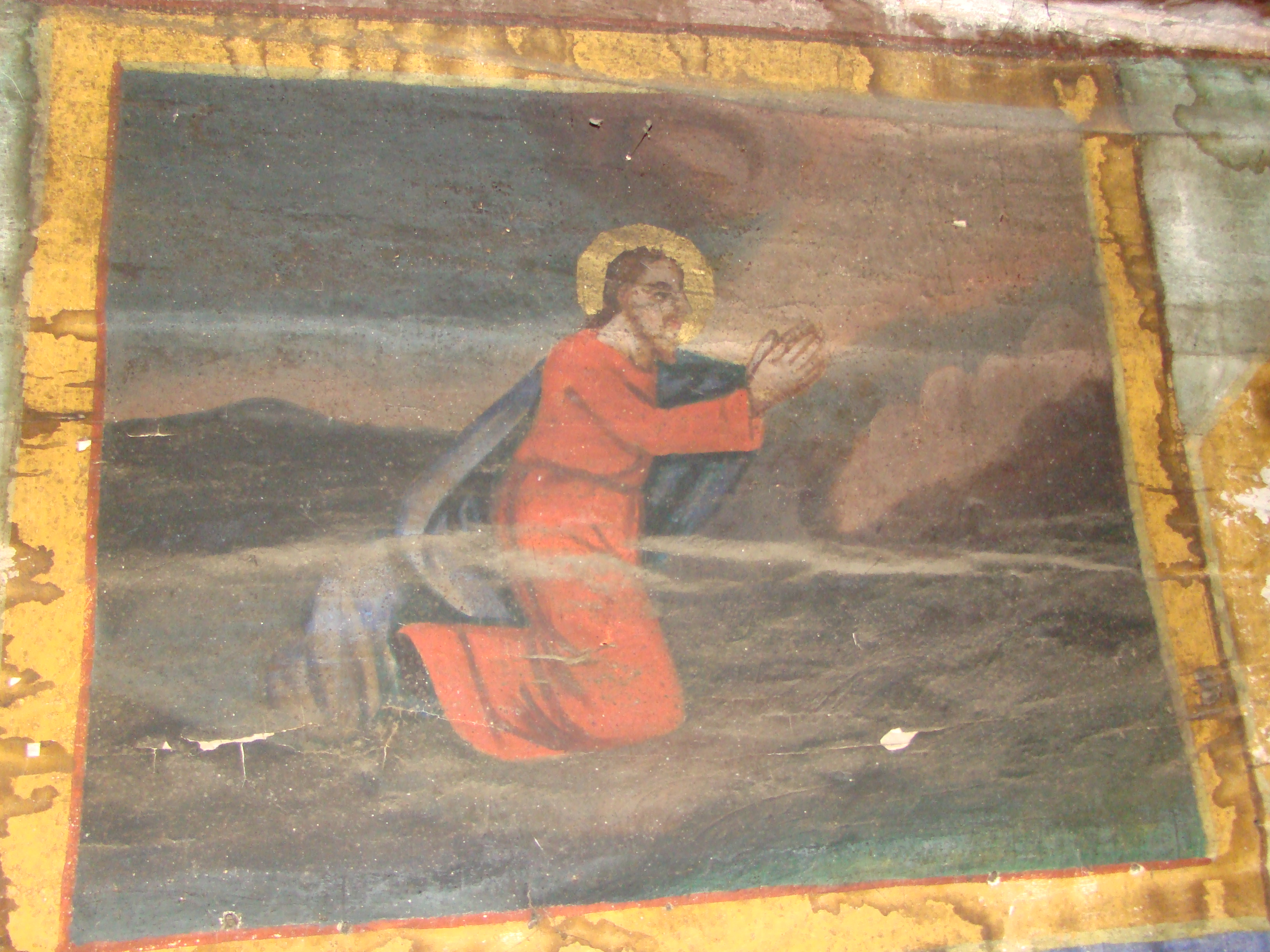
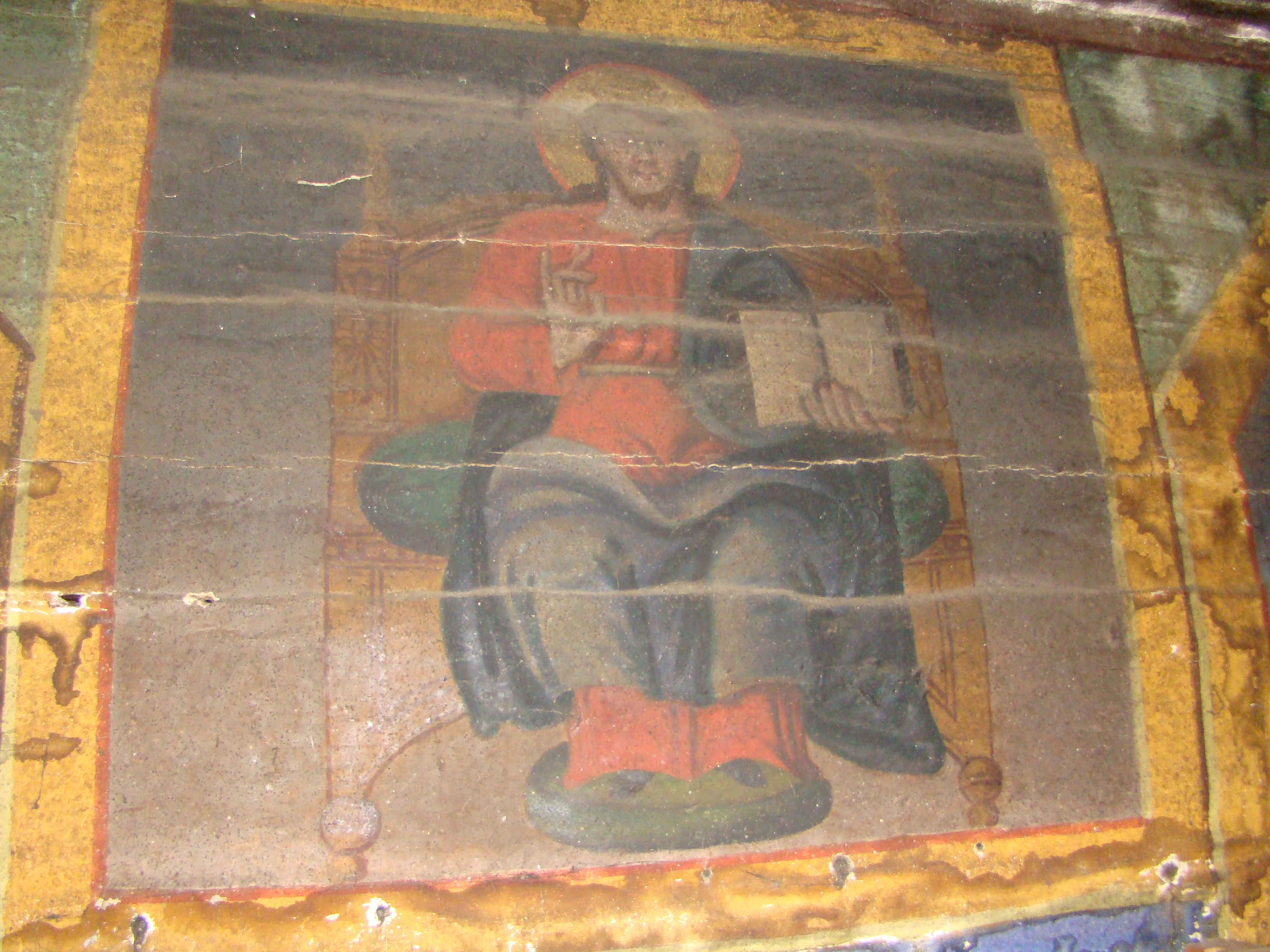
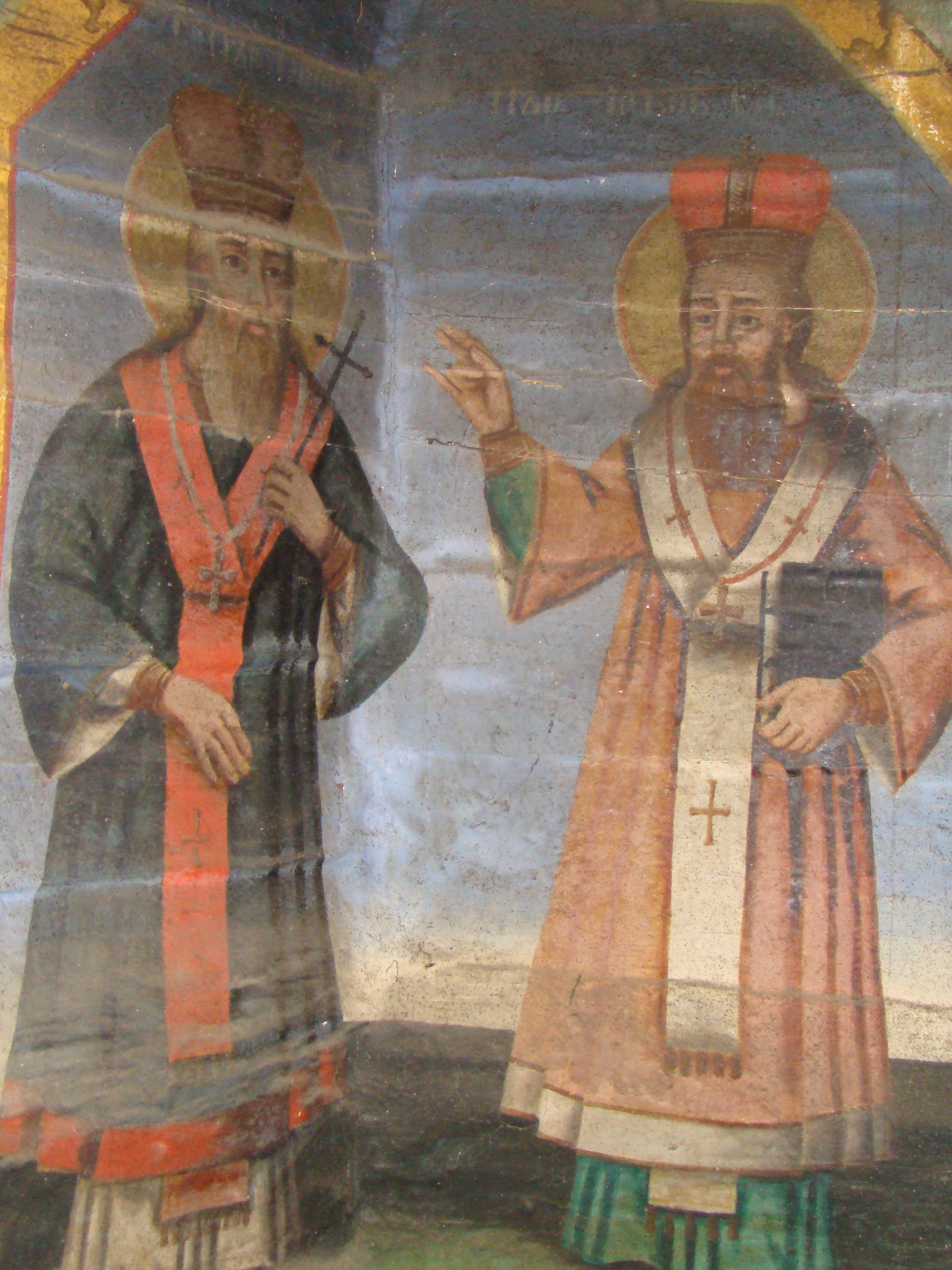
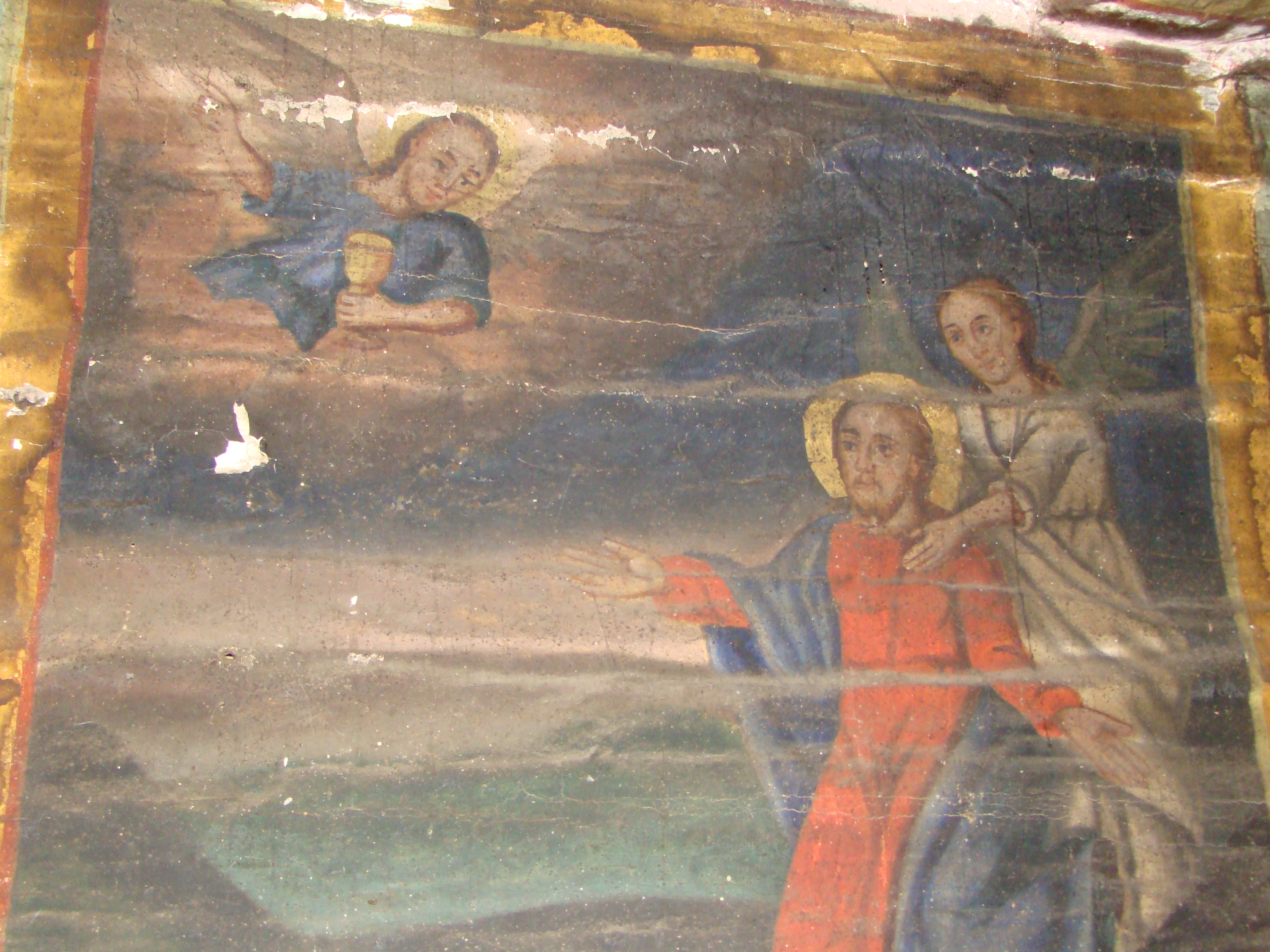
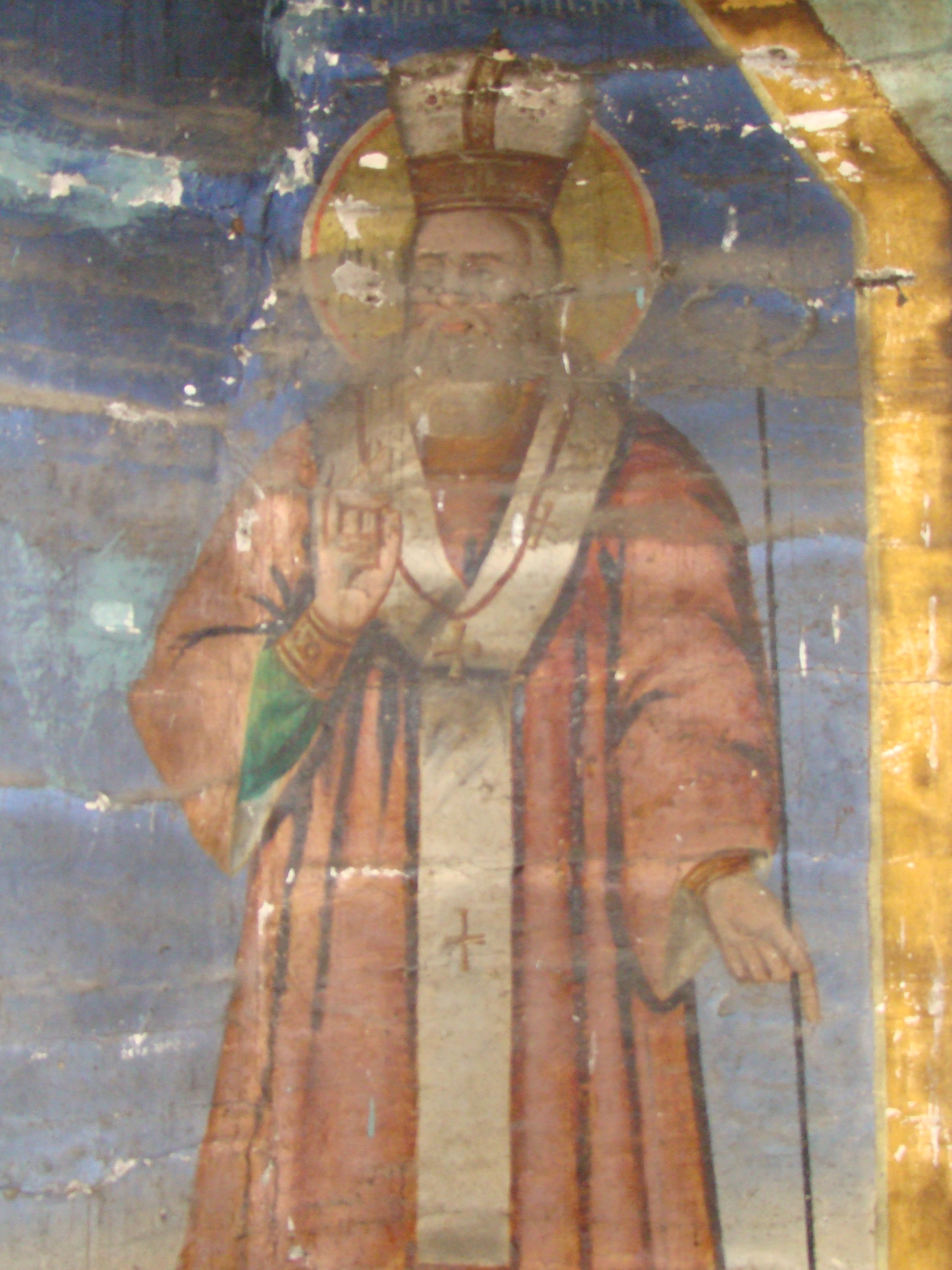
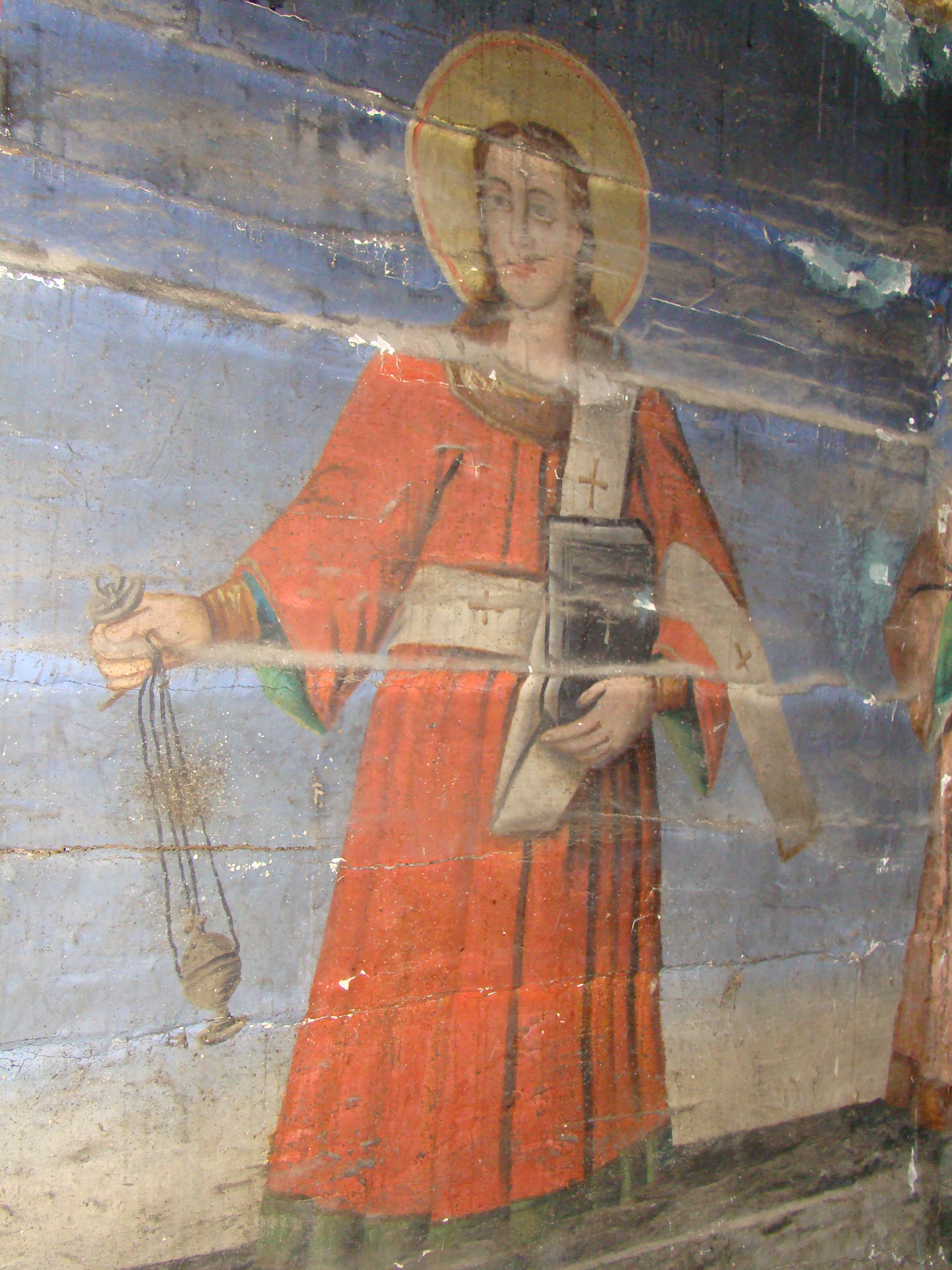